# Popis vrsta roda Hieracium
Ovo je popis vrsta roda runjika.

## A
1. Hieracium abbrevians Brenner
2. Hieracium abbreviatum (Norrl. ex Zahn) Johanss.
3. Hieracium abelganum Mateo, Egido & Gómiz
4. Hieracium abellense Mateo & Alejandre
5. Hieracium abiegni Johanss. & Sam.
6. Hieracium abietopsis Gottschl. & Dunkel
7. Hieracium ablasiocybe Notø
8. Hieracium abradenium Norrl.
9. Hieracium abrupticuspis Folin
10. Hieracium abruptorum Schljakov
11. Hieracium abscissum Less.
12. Hieracium abundifloccum Omang
13. Hieracium acalephoides Arv.-Touv. & Gaut.
14. Hieracium acamptum P.D.Sell & C.West
15. Hieracium accrescens Hyl.
16. Hieracium acebedoanum Mateo, Egido & Gómiz
17. Hieracium acelidodes Omang
18. Hieracium acervatum Norrl.
19. Hieracium achalense Sleumer
20. Hieracium achlyocephalum Omang
21. Hieracium achlyolepis Omang
22. Hieracium achlyopum Omang
23. Hieracium achnoum Omang
24. Hieracium achrostum Omang
25. Hieracium acidodontum Dahlst. ex Johanss.
26. Hieracium acidophorum Omang
27. Hieracium acidophyllum Ósk.
28. Hieracium acidotiforme Omang
29. Hieracium acidotoides (Dahlst.) Dahlst.
30. Hieracium acinacifolium Schljakov
31. Hieracium acmaeophyton Omang
32. Hieracium acocotum Omang
33. Hieracium acosmodontum Elfstr.
34. Hieracium acrifoliiforme Johanss.
35. Hieracium acriserratum Ohlsén
36. Hieracium acrobaptum Dahlst. ex Notø
37. Hieracium acrobeles Dahlst. ex Notø
38. Hieracium acrocaustum Omang
39. Hieracium acrochristum Dahlst. ex Johanss.
40. Hieracium acrogymnon (Malme) Dahlst.
41. Hieracium acrolepis Brenner
42. Hieracium acroleucoides Dahlst.
43. Hieracium acrolygaeum Omang
44. Hieracium acromadarum Sam.
45. Hieracium acromanum Omang
46. Hieracium acromauroides Omang
47. Hieracium acromaurum Dahlst.
48. Hieracium acropercodes Omang
49. Hieracium acrophylloides Dahlst. ex Adlerz
50. Hieracium acropoecilum Omang
51. Hieracium acropsolodes Omang
52. Hieracium acroscepes (Omang) Omang
53. Hieracium acrosteganum Omang
54. Hieracium acrothetum Omang
55. Hieracium acrothoum Omang
56. Hieracium actinotum Omang
57. Hieracium acudentulum Omang
58. Hieracium acuens Johanss.
59. Hieracium acuescens Norrl.
60. Hieracium aculeidens Omang
61. Hieracium acuminascens Omang
62. Hieracium acuminatifolium (Litv. & Zahn) Üksip
63. Hieracium acutellum (Zahn) Johanss.
64. Hieracium acutilingua Norrl.
65. Hieracium acutissimum Dahlst.
66. Hieracium acutiussimoides Notø
67. Hieracium acutulans Omang
68. Hieracium acuum Elfstr. ex Omang
69. Hieracium aczelmanicum Schischk. & Serg.
70. Hieracium adakense Schljakov
71. Hieracium adampliatum (Dahlst.) Dahlst.
72. Hieracium adarnelli Notø
73. Hieracium adcopholepium Notø
74. Hieracium adducens Norrl.
75. Hieracium adelum Üksip
76. Hieracium adeneilema Brenner
77. Hieracium adeneimon Omang
78. Hieracium adeneimonides Omang
79. Hieracium adenerephes Omang
80. Hieracium adeniscodes Omang
81. Hieracium adeniscotum Omang
82. Hieracium adenobletum Omang
83. Hieracium adenocardoanum Mateo, L.Sáez, Egido & Gómiz
84. Hieracium adenocaulon Norrl.
85. Hieracium adenocephalum Britton
86. Hieracium adenoceps Wiinst.
87. Hieracium adenochaetum Brenner
88. Hieracium adenocomum Sleumer
89. Hieracium adenodermum Zahn
90. Hieracium adenodivaricatum Mateo, Egido & Gómiz
91. Hieracium adenodontum Arv.-Touv. & Gaut.
92. Hieracium adenolegionense Mateo & Egido
93. Hieracium adenolepium Dahlst. ex Notø
94. Hieracium adenomestum Omang
95. Hieracium adenopalantianum Mateo
96. Hieracium adenophlomoides Mateo
97. Hieracium adenophorum Scheele
98. Hieracium adenophyton (Zahn) Zahn
99. Hieracium adenopsilon Dahlst.
100. Hieracium adenotaces Omang
101. Hieracium adenothales Omang
102. Hieracium adenotrichum Brenner
103. Hieracium adenotrophum Omang
104. Hieracium adetoides Omang
105. Hieracium adetum Omang
106. Hieracium adhalsicum Notø
107. Hieracium adindutiforme Notø
108. Hieracium adipatum Notø
109. Hieracium adiposum (Dahlst.) Dahlst. ex Johanss.
110. Hieracium adjutanticeps Omang
111. Hieracium adlasiocybe Notø
112. Hieracium adleptonychum Omang
113. Hieracium adlerzii Almq. ex F.Hanb.
114. Hieracium admonens Norrl.
115. Hieracium adpressum Norrl.
116. Hieracium adraenicum Mateo
117. Hieracium adroschemon Omang
118. Hieracium adsimilans Dahlst. ex Notø
119. Hieracium adsistens Brenner
120. Hieracium adspersiforme Omang
121. Hieracium adspersum (Norrl.) Dahlst.
122. Hieracium adunantidens Schljakov
123. Hieracium aduncidens Omang
124. Hieracium adveniens Malmio
125. Hieracium adventicium Ohlsén
126. Hieracium aedoanum Mateo, Egido & Gómiz
127. Hieracium aegialites Omang
128. Hieracium aegialobates Omang
129. Hieracium aegrotans Omang
130. Hieracium aelochroum Omang
131. Hieracium aemilianense Mateo & Egido
132. Hieracium aemulans Hyl.
133. Hieracium aemuliforme (Zahn) Mateo
134. Hieracium aemulum Arv.-Touv. & Gaut.
135. Hieracium aeolocephalum Omang
136. Hieracium aeolochroum Omang
137. Hieracium aeololepis Omang
138. Hieracium aepobates Omang
139. Hieracium aepolonchum Johanss.
140. Hieracium aepymetes Omang
141. Hieracium aequabile Omang
142. Hieracium aequaliceps Norrl.
143. Hieracium aequalifolium Wiinst.
144. Hieracium aequialtum Hyl.
145. Hieracium aequiflorum Brenner
146. Hieracium aequifolium Brenner
147. Hieracium aequilibratum Omang
148. Hieracium aequilingua Brenner
149. Hieracium aequioridens Omang
150. Hieracium aequiparabile Norrl.
151. Hieracium aequipodum Notø
152. Hieracium aequiserratum P.D.Sell
153. Hieracium aesculifolium Mateo, Egido & Alejandre
154. Hieracium aestivum Fr.
155. Hieracium aethalaenum Omang
156. Hieracium aethalinum Omang
157. Hieracium aethalodes Hyl.
158. Hieracium aethalolepium Omang
159. Hieracium aethaloteles Omang
160. Hieracium aethiadenium Dahlst.
161. Hieracium aethocranum Dahlst.
162. Hieracium aethotrichum Dahlst. ex Johanss.
163. Hieracium agastophyes Ósk.
164. Hieracium ageneium Hyl.
165. Hieracium aggregatifolium P.D.Sell
166. Hieracium aggregatum Backh.f.
167. Hieracium aglense Notø
168. Hieracium agronesaeum Üksip
169. Hieracium aguilari Pau
170. Hieracium aguilellae Mateo
171. Hieracium ahlfvengrenii Dahlst.
172. Hieracium aiguafredanum Mateo, Egido & Gómiz
173. Hieracium aipolium Norrl.
174. Hieracium aisanum Mateo & al.
175. Hieracium ajmasianum (Pau & Font Quer) Dobignard
176. Hieracium akjaurense Norrl.
177. Hieracium alapodum Notø
178. Hieracium alatavicum (Zahn) Üksip
179. Hieracium alatipes Wiinst.
180. Hieracium alatum Lapeyr.
181. Hieracium albacetum Arv.-Touv.
182. Hieracium albanicum Freyn
183. Hieracium albaticeps Omang
184. Hieracium albatipes (Dahlst.) Dahlst. ex Johanss.
185. Hieracium albatulum Omang
186. Hieracium albertii Schljakov
187. Hieracium albiduliforme (Johanss.) Johanss.
188. Hieracium albidulum T.Durand & B.D.Jacks.
189. Hieracium albiflorum Hook.
190. Hieracium albinotum Dahlst. ex Johanss.
191. Hieracium albocinctum Dahlst.
192. Hieracium albocomosum Omang
193. Hieracium albocostatum (Norrl.) Üksip
194. Hieracium albomurorum Mateo & Egido
195. Hieracium albosignatum Omang
196. Hieracium albotomentosum Brenner
197. Hieracium albovarium Dahlst.
198. Hieracium albovittatum Dahlst. ex Johanss.
199. Hieracium albovittoides Notø
200. Hieracium alces T.Tyler
201. Hieracium aleiatolepium Dahlst.
202. Hieracium alejandrei Mateo
203. Hieracium alfitodes (Omang) Omang
204. Hieracium alflotense Omang
205. Hieracium alfvengrenii Dahlst.
206. Hieracium alinyense Mateo, Egido & Gómiz
207. Hieracium alipedatum Omang
208. Hieracium alipes Johanss. & Sam.
209. Hieracium alliicolor Johanss.
210. Hieracium allophyllum Omang
211. Hieracium allothigenes Omang
212. Hieracium allubescens Johanss.
213. Hieracium allum Omang
214. Hieracium almaatense B.Fedtsch. & Nevski
215. Hieracium aloysii-villaris Mateo
216. Hieracium alphostictum Dahlst.
217. Hieracium alpinum L.
218. Hieracium alsense Johanss.
219. Hieracium altaneuense Mateo & Egido
220. Hieracium alternidens Omang
221. Hieracium alticaliceum Omang
222. Hieracium altidertosense Mateo, L.Sáez, Egido & Gómiz
223. Hieracium altinozlui Yild.
224. Hieracium altioriceps Norrl.
225. Hieracium altipes (H.Lindb. ex Zahn) Dahlst.
226. Hieracium altipetens Omang
227. Hieracium altisorianum Mateo
228. Hieracium altistirps Omang
229. Hieracium altocourelense Mateo & Gómiz
230. Hieracium altum Wiinst.
231. Hieracium alutifolium Notø
232. Hieracium amathophilon Omang
233. Hieracium amaurophylloides Notø
234. Hieracium amaurostictum W.Scott & R.C.Palmer
235. Hieracium ambigosum Johanss. & Sam.
236. Hieracium amblycentrum Dahlst.
237. Hieracium amblycola Omang
238. Hieracium amblycranum Dahlst. ex Notø
239. Hieracium amblycybe Omang
240. Hieracium amblyglochin Sam.
241. Hieracium amblygonium Dahlst. ex Johanss.
242. Hieracium amblylobum Üksip
243. Hieracium amblylopum Omang
244. Hieracium amblyodes Omang
245. Hieracium amblyodontum Hyl.
246. Hieracium amblyphyllarium Dahlst.
247. Hieracium amblyterodon Omang
248. Hieracium amblytomum Omang
249. Hieracium amblyzostum Omang
250. Hieracium amiculatum Omang
251. Hieracium amneoides Omang
252. Hieracium amneum Omang
253. Hieracium amnicola P.D.Sell
254. Hieracium amnoocranum Johanss.
255. Hieracium amoenanthes Nyár. & Zahn
256. Hieracium amoeniflorum Johanss.
257. Hieracium amoenifrons Johanss.
258. Hieracium amoenoarduum Üksip
259. Hieracium amorphophyllum Dahlst. ex Johanss.
260. Hieracium amphiastum Omang
261. Hieracium amphicentrum Johanss. & Sam.
262. Hieracium amphichnoum Ósk.
263. Hieracium amphileion (Pohle & Zahn) Üksip
264. Hieracium amphilobum Lindeb. ex Omang
265. Hieracium amphisericophorum Zahn
266. Hieracium amplexicaule L.
267. Hieracium ampliatiforme P.D.Sell
268. Hieracium ampliatum (W.R.Linton) Ley
269. Hieracium ampliceps (Stenstr.) Johanss.
270. Hieracium amplidens Folin
271. Hieracium amplifrons Elfstr. ex Omang
272. Hieracium ampliradians Omang
273. Hieracium amplisissimum Folin
274. Hieracium amydrostictum P.D.Sell
275. Hieracium anaclastopodum Omang
276. Hieracium anacyrtopodum Omang
277. Hieracium anadromodes Omang
278. Hieracium anantozum Omang
279. Hieracium anapsilon Omang
280. Hieracium anaptorthum Omang
281. Hieracium anaspilotum Omang
282. Hieracium anatasiodes Omang
283. Hieracium anathroscon Omang
284. Hieracium anatonum Dahlst.
285. Hieracium ancarense Mateo
286. Hieracium ancevii Szelag
287. Hieracium anchirhomboides Omang
288. Hieracium ancistrotum Omang
289. Hieracium ancisum Johanss.
290. Hieracium ancotum Omang
291. Hieracium ancylodes Omang
292. Hieracium anderssonii T.Tyler
293. Hieracium andrasovszkyi Zahn
294. Hieracium androsaceum Arv.-Touv.
295. Hieracium andurense Arv.-Touv.
296. Hieracium anelctoclonum Omang
297. Hieracium anelctum Omang
298. Hieracium anemostrophum Omang
299. Hieracium anfracticeps Johanss.
300. Hieracium anfractifolium Dahlst. ex Johanss.
301. Hieracium anfractiforme Marshall
302. Hieracium anfractifrons Omang
303. Hieracium angermannicum Dahlst. ex Johanss.
304. Hieracium anglicum Fr.
305. Hieracium anglorum P.D.Sell
306. Hieracium angricum (Johanss.) Johanss.
307. Hieracium anguineiforme Dahlst. ex Omang
308. Hieracium anguinum (W.R.Linton) Roffey
309. Hieracium angularifrons Omang
310. Hieracium angulatifrons Folin
311. Hieracium anguliferum Omang
312. Hieracium angulosum Johanss.
313. Hieracium angustatiforme P.D.Sell & C.West
314. Hieracium angustatum (Lindeb.) Lindeb.
315. Hieracium angustellum Omang
316. Hieracium angustevitreum Folin
317. Hieracium angusticranum Ósk.
318. Hieracium angustidens Johanss. & Sam.
319. Hieracium angustiforme (Zahn) Nordh.
320. Hieracium angustifrons Schljakov
321. Hieracium angustilingua Norrl.
322. Hieracium angustilobatum Schljakov
323. Hieracium angustisquamatum Schljakov
324. Hieracium angustisquamum (Pugsley) Pugsley
325. Hieracium angustum Lindeb.
326. Hieracium anideum Omang
327. Hieracium anisadenium Omang
328. Hieracium anisoches Omang
329. Hieracium anisolepis Hyl.
330. Hieracium anisolobum Johanss. & Sam.
331. Hieracium anisotomum Johanss. & Sam.
332. Hieracium annae-toutoniae Zahn
333. Hieracium annulatum Notø
334. Hieracium anochnoum Ósk.
335. Hieracium anodon Brenner
336. Hieracium anodontum Dahlst.
337. Hieracium anolcophyton Omang
338. Hieracium anomodon Ósk.
339. Hieracium anomoides Omang
340. Hieracium anomolepis Omang
341. Hieracium anomophyllum Omang
342. Hieracium anozaleum Omang
343. Hieracium antarcticum d’Urv.
344. Hieracium antecursorum Schljakov
345. Hieracium anthericodes Omang
346. Hieracium antheticum Omang
347. Hieracium anthochryseum Omang
348. Hieracium antholzense Zahn
349. Hieracium anthracinum Dahlst. ex Johanss.
350. Hieracium anthracodes Omang
351. Hieracium anthracostylum Hyl.
352. Hieracium antrorsum T.E.Nilsson
353. Hieracium antygophyllum Omang
354. Hieracium antygotum Omang
355. Hieracium aorense Norrl.
356. Hieracium apachyglossum Ósk.
357. Hieracium aperissimum Omang
358. Hieracium aperissoides Omang
359. Hieracium apetiolatum Gottschl.
360. Hieracium aphanum Üksip
361. Hieracium apheles P.D.Sell
362. Hieracium aphelophyllum Omang
363. Hieracium aphelotum Omang
364. Hieracium aphyllocaule Ósk.
365. Hieracium aphyllopodioides F.N.Williams
366. Hieracium aphyllopodum Vuk.
367. Hieracium aphyllum Nägeli & Peter
368. Hieracium apicicomum Omang
369. Hieracium apicifolium Fagerstr.
370. Hieracium apicilimbare Omang
371. Hieracium apiculare Omang
372. Hieracium apiculatidens P.D.Sell
373. Hieracium apiculatum Tausch
374. Hieracium apicum Johanss. & Sam.
375. Hieracium apoldense Omang
376. Hieracium apoloense Rusby
377. Hieracium aporophilon Elfstr. ex Omang
378. Hieracium apotrichodes Omang
379. Hieracium appendiculatum Hyl.
380. Hieracium applicans Omang
381. Hieracium appositiceps Omang
382. Hieracium apricans Norrl.
383. Hieracium apricorum Dichtl
384. Hieracium aquiliceps Dahlst.
385. Hieracium aquiliforme (Dahlst.) Dahlst.
386. Hieracium aquilum Norrl.
387. Hieracium aquitectum Ósk.
388. Hieracium araeochaetum Omang
389. Hieracium araeocladum Hyl.
390. Hieracium araeolepis Omang
391. Hieracium araeopum Omang
392. Hieracium aragonense Scheele
393. Hieracium aranoandurense Mateo, Egido & Gómiz
394. Hieracium arctocerinthe Dahlst. ex Jónss.
395. Hieracium arctogenoides Omang
396. Hieracium arctogeton (Zahn) Üksip
397. Hieracium arctomurmanicum Schljakov
398. Hieracium arctophilum (Fr.) Liro
399. Hieracium arcuaticuneatum Johanss. & Sam.
400. Hieracium ardissonei Zahn
401. Hieracium arduorum Omang
402. Hieracium arduum Notø
403. Hieracium arevacorum Mateo
404. Hieracium argaeoloides Omang
405. Hieracium argaeolum Omang
406. Hieracium argentarium T.Tyler
407. Hieracium argentatum (Pugsley) P.D.Sell
408. Hieracium argenteum Fr.
409. Hieracium argentiforme P.D.Sell
410. Hieracium argentimontanum Johanss.
411. Hieracium argentinense Zahn
412. Hieracium argillosum Omang
413. Hieracium argospathum Wiinst.
414. Hieracium argothrix Nägeli & Peter
415. Hieracium argozum Omang
416. Hieracium arguisianum Mateo
417. Hieracium arguteserratum Folin
418. Hieracium argutifolium Pugsley
419. Hieracium argutifrons Omang
420. Hieracium argutisquamum Omang
421. Hieracium argutissimum Omang
422. Hieracium argutulum Johanss.
423. Hieracium argutum Nutt.
424. Hieracium argyreum Arv.-Touv. & Gaut.
425. Hieracium argyrotrichum Freyn
426. Hieracium aricharactum Omang
427. Hieracium aricomum Omang
428. Hieracium aridulum Omang
429. Hieracium aridum Notø
430. Hieracium ariglaucoides Notø
431. Hieracium ariglaucum Omang
432. Hieracium arilasiodes Omang
433. Hieracium arilasium Omang
434. Hieracium arileucum Omang
435. Hieracium arilomum Omang
436. Hieracium ariphilum Notø
437. Hieracium ariphyllum Omang
438. Hieracium ariprepes Omang
439. Hieracium ariptilodes Omang
440. Hieracium aristidens P.D.Sell
441. Hieracium aristrotum Omang
442. Hieracium arizaletae Mateo
443. Hieracium arizelum Omang
444. Hieracium arlbergense Evers ex Zahn
445. Hieracium armadalense P.D.Sell
446. Hieracium armerioides Arv.-Touv.
447. Hieracium arnarfellense Ósk.
448. Hieracium arnedianum Mateo & Alejandre
449. Hieracium arnellii Dahlst.
450. Hieracium arnoeyense Omang
451. Hieracium arnoldii T.Tyler
452. Hieracium arnsidense McCosh
453. Hieracium arolae Murr
454. Hieracium arpadianum Zahn
455. Hieracium arranense P.D.Sell
456. Hieracium arrectipes Almq. ex Elfstr.
457. Hieracium arrectulum Omang
458. Hieracium arrogans Johanss.
459. Hieracium arrosiforme Dahlst. ex Johanss. & Sam.
460. Hieracium arrostocephalum Omang
461. Hieracium arrosum (Stenstr.) Johanss. & Sam.
462. Hieracium arvonense P.D.Sell
463. Hieracium aryslynense (Zahn) Üksip
464. Hieracium asbolocephalum Omang
465. Hieracium asbolodes Omang
466. Hieracium asbololepis Omang
467. Hieracium asbolopithum Omang
468. Hieracium ascendens Omang
469. Hieracium ascendentidens P.D.Sell
470. Hieracium asemum Johanss. & Sam.
471. Hieracium asenovgradense Jasiewicz & Pawl.
472. Hieracium aseralense Omang
473. Hieracium asikkalense Norrl.
474. Hieracium askii T.Tyler
475. Hieracium asperellum Brenner
476. Hieracium asperulum Freyn
477. Hieracium asplundii Sleumer
478. Hieracium aspratile Norrl.
479. Hieracium aspromontanum Brullo, Scelsi & Spamp.
480. Hieracium astatodon Omang
481. Hieracium asteridiophyllum P.D.Sell & C.West
482. Hieracium asteroloma Hyl.
483. Hieracium asthenicum Omang
484. Hieracium astibes Üksip
485. Hieracium astroadenium Sleumer
486. Hieracium asymmetricum Schljakov
487. Hieracium ataliceps Omang
488. Hieracium atalum (Omang) Omang
489. Hieracium atelochaetum Omang
490. Hieracium atelodes Omang
491. Hieracium atelodon (Omang) Omang
492. Hieracium aterrimum Hyl.
493. Hieracium athroadenioides Norrl.
494. Hieracium athroadenium Norrl.
495. Hieracium athroizon Omang
496. Hieracium atonum Omang
497. Hieracium atopum Omang
498. Hieracium atramentosum Omang
499. Hieracium atratiforme Simonk.
500. Hieracium atratulum Norrl.
501. Hieracium atratum (Fr.) Fr.
502. Hieracium atrellum (Zahn) Üksip
503. Hieracium atrescens Dahlst. ex Notø
504. Hieracium atribarbatum Brenner
505. Hieracium atricapillum Lönnr. ex Dahlst.
506. Hieracium atricapitatum Brenner
507. Hieracium atriceps Wiinst.
508. Hieracium atrichocephalum (Dahlst.) Dahlst.
509. Hieracium atricholepium Ósk.
510. Hieracium atrichopodum Dahlst.
511. Hieracium atricollum Schljakov
512. Hieracium atricolor Folin
513. Hieracium atriglandulosum Brenner
514. Hieracium atriglomerosum Johanss. & Sam.
515. Hieracium atrihaegerstroemii Notø
516. Hieracium atriplicifolium Schljakov
517. Hieracium atrocaeruleum Ohlsén
518. Hieracium atrocephalum Schmalh.
519. Hieracium atrocinereum Omang
520. Hieracium atrocomatum Elfstr.
521. Hieracium atrocranum Notø
522. Hieracium atrogilvum Dahlst. ex Omang
523. Hieracium atrohyalinum Johanss.
524. Hieracium atropictum Arv.-Touv. & Gaut.
525. Hieracium atrovirescens Omang
526. Hieracium attenboroughianum T.C.G.Rich
527. Hieracium attenuatifolium P.D.Sell & C.West
528. Hieracium attingens Omang
529. Hieracium attractum Arv.-Touv.
530. Hieracium atyphum Omang
531. Hieracium auratiflorum Pugsley
532. Hieracium auratile Norrl.
533. Hieracium aureiceps Norrl. ex Schljakov
534. Hieracium aurelianum Mateo
535. Hieracium aurense Zahn
536. Hieracium aureum Dahlst.
537. Hieracium auriflorum Johanss.
538. Hieracium aurigerum Norrl.
539. Hieracium austericeps Dahlst. ex Notø
540. Hieracium australe Fr.
541. Hieracium australius (Beeby) Pugsley
542. Hieracium austriniforme Dahlst. ex Johanss.
543. Hieracium austroslavicum Maly & Zahn
544. Hieracium austrotatricum Szelag
545. Hieracium austurgilense (Omang) Omang
546. Hieracium automorphum Omang
547. Hieracium autonomum Notø
548. Hieracium autopsis Omang
549. Hieracium avae (Dahlst. ex Zahn) Dahlst. ex Johanss.
550. Hieracium avellense Mateo & Alejandre
551. Hieracium avi-chodesii Mateo
552. Hieracium avilae Kunth
553. Hieracium avjovarrense Omang
554. Hieracium avkoense Omang
555. Hieracium axaticum Arv.-Touv. & Gaut.
556. Hieracium axichnoiforme Omang
557. Hieracium axichnoum Omang
558. Hieracium axillifrons Ósk.
559. Hieracium aymericianum Arv.-Touv.
560. Hieracium azerbaijanense Lack

## B
1. Hieracium babianum Mateo, Egido & Alejandre
2. Hieracium backhousei F.Hanb.
3. Hieracium badiicolor Ohlsén
4. Hieracium baenitzianum Arv.-Touv.
5. Hieracium baeodomum Omang
6. Hieracium bakeranum Pugsley
7. Hieracium balbisianum Arv.-Touv. & Briq.
8. Hieracium baliophaes Omang
9. Hieracium balnearicum Mateo, Egido & Gómiz
10. Hieracium baltarganum Mateo, Egido & Gómiz
11. Hieracium barasonense Mateo, Egido & Gómiz
12. Hieracium barbareifolium (Lönnr. ex Dahlst.) Johanss.
13. Hieracium barbelliceps Wiinst.
14. Hieracium barbulatulum (Pohle & Zahn) Elfstr.
15. Hieracium barcinonense Sennen
16. Hieracium barduliense Mateo & Alejandre
17. Hieracium bariegoi Mateo, Egido & Gómiz
18. Hieracium baroniae Hyl.
19. Hieracium barrelieri Gottschl., Raimondo, Greuter & Di Grist.
20. Hieracium barrimum (Johanss.) Dahlst.
21. Hieracium barrioluciense Mateo, Egido & Gómiz
22. Hieracium basalticola Pugsley
23. Hieracium basicaulescens Omang
24. Hieracium basichnoum Omang
25. Hieracium basicinereum Folin
26. Hieracium basicomum Omang
27. Hieracium basicrinum (Zahn) Roffey
28. Hieracium basicryptum Omang
29. Hieracium basidecurrens Folin
30. Hieracium basidenticeps Folin
31. Hieracium basidiale Omang
32. Hieracium basifalcatum Folin
33. Hieracium basifloccum Jasiewicz & Pawl.
34. Hieracium basigriseum Folin
35. Hieracium basilacinium Folin
36. Hieracium basilenum Omang
37. Hieracium basilimbatum Hyl.
38. Hieracium basinudum Omang
39. Hieracium basipinnatum (Omang) Grøntved
40. Hieracium basiplethes Omang
41. Hieracium basipterum Omang
42. Hieracium basirhacum Omang
43. Hieracium basiserratum Johanss.
44. Hieracium basispodium Omang
45. Hieracium basiunguiculum Folin
46. Hieracium basivinosum Folin
47. Hieracium bastrerianum Zahn
48. Hieracium bathycephalum Elfstr.
49. Hieracium bathycranum Omang
50. Hieracium bathycyliceum Omang
51. Hieracium bathymallum Hyl.
52. Hieracium bathyodon Dahlst.
53. Hieracium bathypogon Omang
54. Hieracium beamanii B.L.Turner
55. Hieracium beckianum Gremli
56. Hieracium bectauatensis Kupr.
57. Hieracium beebyanum Pugsley
58. Hieracium belavodae Gottschl.
59. Hieracium belogradcense Georgiev & Kitan.
60. Hieracium belonodes Omang
61. Hieracium belonodontum (Dahlst.) Omang
62. Hieracium belsetanum Mateo
63. Hieracium bembicophorum Hyl.
64. Hieracium benascanum Arv.-Touv. & Gaut.
65. Hieracium benhopense McCosh
66. Hieracium benitoi Mateo
67. Hieracium benulum Magn. ex Elfstr.
68. Hieracium benzianum Murr & Zahn
69. Hieracium berganum Arv.-Touv.
70. Hieracium bergsetense Omang
71. Hieracium bergstroemii Sam.
72. Hieracium bernardii Rouy
73. Hieracium bertilssonii T.E.Nilsson
74. Hieracium bertisceum Niketic
75. Hieracium beschtaviciforme Üksip
76. Hieracium bettyhillense P.D.Sell
77. Hieracium betuletorum Johanss.
78. Hieracium beudense Mateo, Egido & Gómiz
79. Hieracium beyeri Zahn
80. Hieracium bichloricolor (Ganesch. & Zahn) Üksip
81. Hieracium bicipitans Omang
82. Hieracium bicknellianum Belli & Arv.-Touv.
83. Hieracium bicolor Scheele
84. Hieracium bicurvum Johanss.
85. Hieracium bifidum Kit.
86. Hieracium bijugiceps Dahlst. & Enander
87. Hieracium bimanum Norrl.
88. Hieracium binatifolium H.Lindb. ex Norrl.
89. Hieracium bipediforme Dahlst.
90. Hieracium bipes Dahlst.
91. Hieracium birameum Johanss. & Sam.
92. Hieracium bjeluschae Maly & Zahn
93. Hieracium bjerkoeense Dahlst. ex Omang
94. Hieracium blaesodon Omang
95. Hieracium blancii J.Serres
96. Hieracium blatteum Omang
97. Hieracium blekingense (Dahlst. & Svanlund) T.E.Nilsson
98. Hieracium bocconei Griseb.
99. Hieracium bogense Johanss.
100. Hieracium bohatschianum Zahn
101. Hieracium boissieri A.Huet & É.Huet ex Arv.-Touv.
102. Hieracium boixolense Mateo, Egido & Gómiz
103. Hieracium bolanderi A.Gray
104. Hieracium boliviense (Wedd.) Sch.Bip.
105. Hieracium bolsoyense Omang
106. Hieracium bombycinum Rchb.f.
107. Hieracium boratynskii Szelag
108. Hieracium borckae Ponert
109. Hieracium boreades Omang
110. Hieracium borealiforme P.D.Sell & C.West
111. Hieracium boreoanglicum P.D.Sell
112. Hieracium boreoapenninum Gottschl.
113. Hieracium boreum Elfstr.
114. Hieracium borgundense Omang
115. Hieracium bornetii Burnat & Gremli
116. Hieracium borragineum Arv.-Touv. & Gaut.
117. Hieracium borsanum Mráz
118. Hieracium borzae Nyár. & Zahn
119. Hieracium bosniacum Freyn
120. Hieracium boswelli E.F. & W.R.Linton
121. Hieracium botniense Brenner
122. Hieracium bourgaei Boiss.
123. Hieracium bowlesianum Arv.-Touv. & Gaut.
124. Hieracium boyumense Omang
125. Hieracium brachionotum Omang
126. Hieracium brachycodon Hyl.
127. Hieracium brachycybe Norrl.
128. Hieracium brachyligulum Notø
129. Hieracium brachymeres Dahlst. ex Notø
130. Hieracium brachyplectum Omang
131. Hieracium brachypodarium Dahlst.
132. Hieracium brachysceles Omang
133. Hieracium brachysoma Brenner
134. Hieracium brachystylum Notø
135. Hieracium brachythysanum Hyl.
136. Hieracium bracteifolium Elfstr. ex Omang
137. Hieracium bracteolatum Sm.
138. Hieracium bracteolicaule Omang
139. Hieracium bracteosissimum Elfstr. ex Omang
140. Hieracium bractolympicum Gottschl. & Dunkel
141. Hieracium braendoeense Norrl.
142. Hieracium brandelii (Dahlst. ex Zahn) Dahlst.
143. Hieracium braunianum Chenevard & Zahn
144. Hieracium breacense P.D.Sell
145. Hieracium breadalbanense F.Hanb.
146. Hieracium breazense Nyár.
147. Hieracium breconense P.D.Sell
148. Hieracium breconicola P.D.Sell
149. Hieracium breimense Omang
150. Hieracium bremangerense Omang
151. Hieracium breve Beeby
152. Hieracium brevialatum Johanss. & Sam.
153. Hieracium breviatum Norrl.
154. Hieracium brevicollum Notø
155. Hieracium brevifloriferum Folin
156. Hieracium brevifolium Tausch
157. Hieracium breviglandulosum McCosh
158. Hieracium breviglandulum Folin
159. Hieracium brevilanosum Degen & Zahn
160. Hieracium breviligulatum Johanss.
161. Hieracium brevilingua Dahlst.
162. Hieracium brevipilosum Johanss. & Sam.
163. Hieracium brevipilum Greene
164. Hieracium brevisuratum Omang
165. Hieracium brevivestitum Folin
166. Hieracium brevivittatum Brenner
167. Hieracium brezianum Mateo, Egido & Gómiz
168. Hieracium brigantum (F.Hanb.) Roffey
169. Hieracium brillii Gottschl.
170. Hieracium britanniciforme Pugsley
171. Hieracium britannicoides P.D.Sell
172. Hieracium britannicum F.Hanb.
173. Hieracium bronnoyense Omang
174. Hieracium brotheri Norrl.
175. Hieracium bruchense Mateo, Egido & Gómiz
176. Hieracium brunellicuspis Johanss.
177. Hieracium bucovinense Prodan
178. Hieracium bucuranum Nyár.
179. Hieracium bugellense Gottschl.
180. Hieracium bupleuroides C.C.Gmel.
181. Hieracium burkarii Sleumer
182. Hieracium burnatii Arv.-Touv. ex Burnat & Gremli
183. Hieracium busambarense Caldarella, Gianguzzi & Gottschl.

## C
1. Hieracium cabreranum Arv.-Touv.
2. Hieracium cabrillanense Mateo, Egido & Gómiz
3. Hieracium cacanthum Omang
4. Hieracium cacolonum Omang
5. Hieracium cacrayense Zahn
6. Hieracium cacuminiustum Ohlsén
7. Hieracium cacuminum (Ley) Ley
8. Hieracium caesariatellum (Omang) Omang
9. Hieracium caesielloides Omang
10. Hieracium caesiicolor Dahlst.
11. Hieracium caesiifloroides Üksip
12. Hieracium caesiifolium Omang
13. Hieracium caesiofloccosum Johanss. & Sam.
14. Hieracium caesiogenum Wol. & Zahn
15. Hieracium caesioides Arv.-Touv.
16. Hieracium caesiolanatum J.-M.Tison
17. Hieracium caesiolympicum Gottschl. & Dunkel
18. Hieracium caesionigrescens (Fr. ex Stenstr.) Dahlst.
19. Hieracium caesiopellitum Johanss.
20. Hieracium caesiopilosum Pugsley
21. Hieracium caesiotinctum Dahlst. & Johanss.
22. Hieracium caesitiifolium Norrl.
23. Hieracium caesitiiforme Omang
24. Hieracium caesitiifrons Omang
25. Hieracium caesitioides Brenner
26. Hieracium caesium (Fr.) Fr.
27. Hieracium caespitans Dahlst.
28. Hieracium caespiticola Norrl.
29. Hieracium caespitiforme Brenner
30. Hieracium cajanderi Norrl.
31. Hieracium calatharium Johanss.
32. Hieracium calathiscophorum Omang
33. Hieracium calcareum Bernh. ex Hornem.
34. Hieracium calcaricola (F.Hanb.) Roffey
35. Hieracium calcimoncayense Mateo, Egido & Gómiz
36. Hieracium calcogeton (Zahn) Greuter
37. Hieracium caledonicum F.Hanb.
38. Hieracium calenduliflorum Backh.f.
39. Hieracium caliginosum Dahlst. ex Brenner
40. Hieracium callichlorum Litv. & Zahn
41. Hieracium callichroum Omang
42. Hieracium calliglaucum Omang
43. Hieracium callistophyllum F.Hanb.
44. Hieracium calochromum Johanss.
45. Hieracium calocymum Zahn
46. Hieracium calophylloides Rohlena & Zahn
47. Hieracium calophyllomorphum O.Behr, E.Behr & Zahn
48. Hieracium calophyllum Uechtr.
49. Hieracium calothyrsum Zahn ex Murr
50. Hieracium caloxanthum Johanss. & Sam.
51. Hieracium calvum P.D.Sell & D.J.Tennant
52. Hieracium calycostenum Omang
53. Hieracium calymmotum Omang
54. Hieracium calypterotum Omang
55. Hieracium cambrense McCosh
56. Hieracium cambricogothicum Pugsley
57. Hieracium cambricum (Baker) F.Hanb.
58. Hieracium camkorijense Zahn
59. Hieracium campesicaule Omang
60. Hieracium campolenum Omang
61. Hieracium camptopetalum (F.Hanb.) P.D.Sell & C.West
62. Hieracium campylodon (Dahlst.) Johanss.
63. Hieracium camurum Johanss.
64. Hieracium candanchuanum Mateo, Egido & Gómiz
65. Hieracium candelabrae Linton
66. Hieracium candidum Scheele
67. Hieracium canescens Schleich.
68. Hieracium caniceps Norrl.
69. Hieracium canipediforme Dahlst.
70. Hieracium canipedifrons Folin
71. Hieracium canipedioides Notø
72. Hieracium canipes (Almq. ex Stenstr.) Dahlst.
73. Hieracium caniphyllum Notø
74. Hieracium canipioides Notø
75. Hieracium canisquamum Notø
76. Hieracium canistrale Johanss.
77. Hieracium canitulum Notø
78. Hieracium canomarginatum Brenner
79. Hieracium canostriatum Folin
80. Hieracium canotectum Omang
81. Hieracium canoturbinatum Johanss.
82. Hieracium canovillosum Omang
83. Hieracium canovirens Brenner
84. Hieracium canoviridiceps Folin
85. Hieracium canovittatum Ohlsén
86. Hieracium cantalicum (Arv.-Touv.) Lamotte
87. Hieracium cantianum F.Hanb.
88. Hieracium canulescens Omang ex Dahlst.
89. Hieracium canuliceps Omang
90. Hieracium capaciceps Omang
91. Hieracium caperatum Johanss.
92. Hieracium capillans Omang
93. Hieracium capillanticeps Omang
94. Hieracium capillosum Notø
95. Hieracium capitonale Johanss.
96. Hieracium capituliferum Dahlst.
97. Hieracium capnostyloides Dahlst.
98. Hieracium capnostylum Dahlst. & Elfstr. ex Dahlst.
99. Hieracium capnotrichoides Dahlst. ex Notø
100. Hieracium capnotrichoidiceps Notø
101. Hieracium capnotrichum Dahlst. ex Notø
102. Hieracium capolatense Mateo & al.
103. Hieracium carabodes Omang
104. Hieracium carabopsis Omang
105. Hieracium caraeum Omang
106. Hieracium cardoanum Mateo, L.Sáez, Egido & Gómiz
107. Hieracium carenorum F.Hanb.
108. Hieracium carinthiostiriacum J.Vetter & Zahn ex Greuter
109. Hieracium carlsonii Nota
110. Hieracium carneddorum Pugsley
111. Hieracium carneum Greene
112. Hieracium carnosiceps Johanss.
113. Hieracium carolipauanum Mateo
114. Hieracium carpathicum Besser
115. Hieracium carpegnae Gottschl.
116. Hieracium carroceranum Mateo & Egido
117. Hieracium casamierense Mateo & Gómiz
118. Hieracium casciceps Dahlst.
119. Hieracium cataethaloides Omang
120. Hieracium cataethalum Omang
121. Hieracium catalanoalpinum Mateo, Egido & Gómiz
122. Hieracium cataleptum Norrl.
123. Hieracium catamarcense Sleumer
124. Hieracium cataponum Omang
125. Hieracium cataractarum Arv. ex Willk.
126. Hieracium catenatum Sennikov
127. Hieracium cathaemactum Omang
128. Hieracium cathaemum Omang
129. Hieracium catharyllum Omang
130. Hieracium catillifolium Johanss.
131. Hieracium catothamium Omang
132. Hieracium catoxyides Omang
133. Hieracium catoxylepideum Omang
134. Hieracium catoxylepis Omang
135. Hieracium caucasiense Arv.-Touv. ex Lipsky
136. Hieracium caudatulum Almq. ex Johanss.
137. Hieracium causiatum Johanss. & Sam.
138. Hieracium cavallense Gottschl.
139. Hieracium cavanillesianum Arv.-Touv. & Gaut.
140. Hieracium cavillieri Zahn
141. Hieracium cebennicola (Sudre) J.-M.Tison
142. Hieracium celsipes Norrl.
143. Hieracium celsum Notø
144. Hieracium centonale Johanss. & Sam.
145. Hieracium centripetale F.Hanb.
146. Hieracium centrotum Johanss. & Sam.
147. Hieracium cephalochnoum Ósk.
148. Hieracium cephalodotum Omang
149. Hieracium cephaloideum Omang
150. Hieracium cephalostictum Omang
151. Hieracium cephalotes Arv.-Touv.
152. Hieracium cephalothales Omang
153. Hieracium ceradenium Brenner
154. Hieracium ceramotum (Stenstr.) Dahlst.
155. Hieracium cercidotelmatodes Üksip
156. Hieracium cercsianum Mateo, Egido & Gómiz
157. Hieracium cereolinum (Norrl.) Üksip
158. Hieracium ceresianum Mateo, Egido & Gómiz
159. Hieracium cerinthiforme Backh. ex F.Hanb.
160. Hieracium cerinthoides L.
161. Hieracium cerleri Mateo, Egido & Gómiz
162. Hieracium cernagorae Zahn
163. Hieracium cerobaphum Omang
164. Hieracium cerussatiforme Johanss.
165. Hieracium cerussatum Johanss.
166. Hieracium cezycola Arv.-Touv. & Gaut.
167. Hieracium chaboissaei Arv.-Touv.
168. Hieracium chacoense (Zahn) Sleumer
169. Hieracium chaetolepis Ósk.
170. Hieracium chaetophyllum Ósk.
171. Hieracium chaixianum Arv.-Touv. & Gaut.
172. Hieracium chalarum Omang
173. Hieracium chalasinense Zahn
174. Hieracium chalcidicum Boiss. & Heldr.
175. Hieracium chalcorites Omang
176. Hieracium chamaeadenium Oborny & Zahn
177. Hieracium chamaecephalum Ósk.
178. Hieracium chamaecerinthe Arv.-Touv. & Gaut.
179. Hieracium chamaenerides Norrl.
180. Hieracium chamaeodon Ósk.
181. Hieracium chamardabanense Tupitz.
182. Hieracium chandolygodes Omang
183. Hieracium chaozum Omang
184. Hieracium charactophyllum Omang
185. Hieracium charadrotes Omang
186. Hieracium charbonnelii (Sudre) J.-M.Tison
187. Hieracium charitodon P.D.Sell
188. Hieracium charitopoides Omang
189. Hieracium charitopum Omang
190. Hieracium charrieri (Sudre) J.-M.Tison
191. Hieracium chasmataeum Omang
192. Hieracium chauliodon (Dahlst. ex Zahn) Dahlst. ex Johanss.
193. Hieracium cheilochnoum Omang
194. Hieracium cheirifolium Boiss. & Hausskn.
195. Hieracium chiariglionei Gottschl.
196. Hieracium chibinense Schljakov
197. Hieracium chibinicola Schljakov
198. Hieracium chilense Less.
199. Hieracium chlaniscotum Omang
200. Hieracium chlarodes Omang
201. Hieracium chloanocybe Dahlst.
202. Hieracium chloeropis Johanss. & Sam.
203. Hieracium chloocranum Johanss.
204. Hieracium chloranthum P.D.Sell
205. Hieracium chlorellifrons Dahlst. ex Notø
206. Hieracium chlorelloides Zahn
207. Hieracium chlorellum Norrl.
208. Hieracium chlorifolium Arv.-Touv.
209. Hieracium chlorinum Sennikov
210. Hieracium chlorobracteum Degen & Zahn
211. Hieracium chlorocalpis Omang
212. Hieracium chlorocephalum Wimm.
213. Hieracium chlorodepades Omang
214. Hieracium chlorolepidotum Ósk.
215. Hieracium chlorolepium Omang
216. Hieracium chloroleucum (Dahlst.) Dahlst.
217. Hieracium chloroloma Brenner
218. Hieracium chlorolomiceps T.Tyler
219. Hieracium chlorolopodes Omang
220. Hieracium chloromaurum Johanss.
221. Hieracium chloromuticum Notø
222. Hieracium chloropannosum Zahn
223. Hieracium chlorophanifolium Notø
224. Hieracium chlorophyton Preissm. & Zahn
225. Hieracium chloropoecilum Dahlst. ex Johanss.
226. Hieracium chloropsis Gren. & Godr.
227. Hieracium chloropterum Brenner
228. Hieracium chloroscyphicum Omang
229. Hieracium chnoophyllum Omang
230. Hieracium chnootum Omang
231. Hieracium cholanthum Omang
232. Hieracium chondracidium Omang
233. Hieracium chondrillifolium Fr.
234. Hieracium chondrodes (Dahlst.) Johanss.
235. Hieracium chordosum Johanss.
236. Hieracium chordum Ósk.
237. Hieracium choristodon Omang
238. Hieracium christianbernardii de Retz
239. Hieracium christianiense Dahlst. ex Stenstr.
240. Hieracium chromorhantum Omang
241. Hieracium chroocentroides Omang
242. Hieracium chroocentrum (Dahlst. ex Zahn) T.Tyler
243. Hieracium chroopastum Omang
244. Hieracium chrysadenium Elfstr. ex Omang
245. Hieracium chrysanthemum T.Sael. ex Norrl.
246. Hieracium chrysites Omang
247. Hieracium chrysocladium Ósk.
248. Hieracium chrysodes Omang
249. Hieracium chrysolepis Notø
250. Hieracium chrysolorum P.D.Sell & C.West
251. Hieracium chrysophorum Sam.
252. Hieracium chrysoprasium Norrl. & H.Lindb.
253. Hieracium chrysoprasium Wiinst.
254. Hieracium chrysostyloides (Zahn) Chrtek f.
255. Hieracium chrysostylum (Lindeb.) Elfstr.
256. Hieracium ciavaletense (Zahn) J.-M.Tison
257. Hieracium cienegae Zahn
258. Hieracium ciliatiflorum Pugsley
259. Hieracium ciliatiforme Dahlst.
260. Hieracium ciliatissimum Elfstr. ex Omang
261. Hieracium cillense Pugsley
262. Hieracium cincinnatum Fr.
263. Hieracium cinderella (Ley) Ley
264. Hieracium cinereips Omang
265. Hieracium cinerelliceps Stenstr.
266. Hieracium cinerelliforme (Dahlst. ex Zahn) Dahlst.
267. Hieracium cinerellisquamum (Litv. & Zahn) Schljakov
268. Hieracium cinerellum Almq. ex Johanss.
269. Hieracium cinereotectum Johanss.
270. Hieracium cineriticeps Omang
271. Hieracium cineritum Dahlst. ex Notø
272. Hieracium circulare Wiinst.
273. Hieracium circumvietum Johanss. & Sam.
274. Hieracium cirritogenes Zahn
275. Hieracium cirritum Arv.-Touv.
276. Hieracium cirrobractum T.Tyler
277. Hieracium cirrostyliforme Omang
278. Hieracium cirrostylum Omang
279. Hieracium cirsiifolium Norrl.
280. Hieracium cirsiiforme Norrl. ex H.Lindb.
281. Hieracium cirsiopsis Gottschl. & Dunkel
282. Hieracium cischibinense Schljakov
283. Hieracium cistiernense Mateo & Alejandre
284. Hieracium cisuralense Schljakov
285. Hieracium ciucasense Szelag
286. Hieracium ciuriwkae (Wol. & Zahn) Schljakov
287. Hieracium cladiopogon Ósk.
288. Hieracium cladotenum Omang
289. Hieracium cladotrichum Omang
290. Hieracium claricolor Johanss.
291. Hieracium cleistogamoides Omang
292. Hieracium cleistogamum Dahlst.
293. Hieracium clematidodes Omang
294. Hieracium clinocladium Notø
295. Hieracium clinoglossum Norrl.
296. Hieracium clivicola (F.Hanb.) Pugsley
297. Hieracium clivorum Elfstr. ex Omang
298. Hieracium clivorum Standl. & Steyerm.
299. Hieracium clomacotes Omang
300. Hieracium clonacidium Omang
301. Hieracium clonodes Omang
302. Hieracium clonotum Omang
303. Hieracium clovense E.F.Linton
304. Hieracium coadunaticeps Omang
305. Hieracium coadunatum (Dahlst.) Dahlst. ex Johanss.
306. Hieracium coalitum Dahlst. ex Johanss.
307. Hieracium coartans Omang
308. Hieracium coctile Omang
309. Hieracium coderianum Arv.-Touv. & Gaut.
310. Hieracium codesianum Mateo
311. Hieracium coelipetens Omang
312. Hieracium colapterodon Omang
313. Hieracium coleoides Arv.-Touv. & Gaut.
314. Hieracium collatatum Brenner
315. Hieracium collaterale Norrl. & Palmgr.
316. Hieracium collettianum Omang
317. Hieracium colliclare Norrl.
318. Hieracium collicola Norrl.
319. Hieracium collsuspinense Mateo, Egido & Gómiz
320. Hieracium colmeiroanum Arv.-Touv. & Gaut.
321. Hieracium colobanthiceps Omang
322. Hieracium colobanthum Omang
323. Hieracium colocentrum (Dahlst. ex Zahn) Notø
324. Hieracium colocephalum Omang
325. Hieracium cologlossum Omang
326. Hieracium cololepium Dahlst.
327. Hieracium cololeptum Omang
328. Hieracium coloplastum Omang
329. Hieracium coloratum Elfstr.
330. Hieracium colorhizum Arv.-Touv. & Gaut.
331. Hieracium coloriscapum Rohlena & Zahnnss.
332. Hieracium colpodes Norrl.
333. Hieracium colpophylloides Johanss. & Sam. ex Johanss.
334. Hieracium colpophyllum Johanss.
335. Hieracium colubrinum J.-M.Tison
336. Hieracium columniforme Johanss.
337. Hieracium comanticeps Johanss.
338. Hieracium comasinum Zahn
339. Hieracium comatuloides (Zahn) Schljakov
340. Hieracium combense Zahn
341. Hieracium comitans Hyl.
342. Hieracium commenticium Notø
343. Hieracium comminutum Dahlst.
344. Hieracium comosum Elfstr.
345. Hieracium comotrophum Omang
346. Hieracium compactum Folin
347. Hieracium compar Dahlst.
348. Hieracium comparile Brenner
349. Hieracium compitale Johanss. & Sam.
350. Hieracium completum P.D.Sell & C.West
351. Hieracium complexum Johanss.
352. Hieracium compositum Lapeyr.
353. Hieracium compsomorphum Omang
354. Hieracium compsophyllum Omang
355. Hieracium compsum Omang
356. Hieracium comptellum Notø
357. Hieracium comulatum Brenner
358. Hieracium concinnatum Ohlsén
359. Hieracium concinniusculum Omang
360. Hieracium concrescens Norrl.
361. Hieracium concretum (Dahlst. ex Zahn) Dahlst. ex Johanss.
362. Hieracium condensifolium Notø
363. Hieracium condensiforme Notø
364. Hieracium conduratum Omang
365. Hieracium condylodes Brenner
366. Hieracium confertifolium Omang
367. Hieracium confertum (Lindeb.) Lindeb. ex Dahlst.
368. Hieracium confluens Dahlst.
369. Hieracium conformatum Omang
370. Hieracium confragifolium Johanss.
371. Hieracium confragosum Omang
372. Hieracium congenitum (Dahlst.) Dahlst.
373. Hieracium conglutinans Omang
374. Hieracium congregans Omang
375. Hieracium congregantiforme Omang
376. Hieracium congregarium Omang
377. Hieracium coniatum Omang
378. Hieracium conibasum Notø
379. Hieracium coniceps Dahlst.
380. Hieracium conicum Arv.-Touv.
381. Hieracium coniellum Omang
382. Hieracium coniocephalum Dahlst. ex Brenner
383. Hieracium coniolepis Omang
384. Hieracium coniops Norrl.
385. Hieracium coniopum Norrl.
386. Hieracium conjunctum Norrl.
387. Hieracium connexuosum Omang
388. Hieracium conolepis Brenner
389. Hieracium conquense Mateo
390. Hieracium conscissum Johanss.
391. Hieracium conspectum Ohlsén
392. Hieracium conspicuum Boreau
393. Hieracium conspurcans Norrl.
394. Hieracium constans Omang
395. Hieracium constrictiforme Dahlst.
396. Hieracium constringens Norrl.
397. Hieracium contii Gottschl.
398. Hieracium continuum (Norrl. & H.Lindb. ex Zahn) Johanss.
399. Hieracium contracticeps Dahlst.
400. Hieracium contrarium Johanss.
401. Hieracium convergens Folin
402. Hieracium convergentipes Folin
403. Hieracium copephorum Omang
404. Hieracium cophodon Omang
405. Hieracium copholepium Dahlst. ex Notø
406. Hieracium cophomeles Omang
407. Hieracium cophopum Omang
408. Hieracium copidophyllum Dahlst.
409. Hieracium coracinum Dahlst.
410. Hieracium coracolaenum Omang
411. Hieracium corbuligerum Omang
412. Hieracium corconticum Knaf f. ex Celak.
413. Hieracium cordatum Scheele ex Costa
414. Hieracium cordifolium Lapeyr.
415. Hieracium cordigerum (Norrl.) Dahlst.
416. Hieracium cordobense Sleumer
417. Hieracium coriarium Johanss.
418. Hieracium cornescens Johanss. & Sam.
419. Hieracium corniculans Johanss.
420. Hieracium cornigerum Norrl. & H.Lindb.
421. Hieracium cornuscalae Gottschl.
422. Hieracium coronariifolium Arv.-Touv.
423. Hieracium coronarium Brenner
424. Hieracium coronopoides Omang
425. Hieracium corosifrons Omang
426. Hieracium corrensii Käser ex Zahn
427. Hieracium corruscans Fr.
428. Hieracium corsentinum Zahn
429. Hieracium corsicola (Zahn) J.-M.Tison
430. Hieracium corvinum Johanss.
431. Hieracium corynellum Norrl.
432. Hieracium corynodes Johanss.
433. Hieracium cosmiodontum Omang
434. Hieracium cottetii Godet ex Gremli
435. Hieracium cotyliscophorum Omang
436. Hieracium covaledanum Mateo
437. Hieracium craspedotum Omang
438. Hieracium crassiceps (Dahlst.) Dahlst.
439. Hieracium crassifoliiforme Schljakov
440. Hieracium crassipedipilum (Pawl. & Zahn) Chrtek f.
441. Hieracium crassocanum Omang
442. Hieracium craterocephalum Omang
443. Hieracium craterodon Johanss.
444. Hieracium cratophyton Omang
445. Hieracium cravoniense (F.Hanb.) Roffey
446. Hieracium crebridens Dahlst. ex F.N.Williams
447. Hieracium crebridentiforme Pugsley
448. Hieracium crebriserratum Hyl.
449. Hieracium cremiceps T.Tyler
450. Hieracium cremnaeiforme (Omang) Omang
451. Hieracium cremnaeum Omang
452. Hieracium cremnanthes (F.Hanb.) Pugsley
453. Hieracium cremnophyes Omang
454. Hieracium crenosum Johanss.
455. Hieracium creperiforme Johanss.
456. Hieracium crepidioides Norrl.
457. Hieracium crepidispermum Fr.
458. Hieracium cretatum Dahlst.
459. Hieracium crinellum Omang
460. Hieracium criniceps Sleumer
461. Hieracium criniculosum Johanss.
462. Hieracium crinifolium (Nägeli & Peter) Prain
463. Hieracium crinitopannosum Szelag & Vladimir.
464. Hieracium crinosum Omang
465. Hieracium crispatulum Hyl.
466. Hieracium crispicans (Johanss.) Johanss.
467. Hieracium crispiceps Brenner
468. Hieracium crispiforme Dahlst.
469. Hieracium crispifrons Omang
470. Hieracium crispulum Norrl.
471. Hieracium crocatoides Notø
472. Hieracium crocatum Fr.
473. Hieracium croceolum Omang
474. Hieracium crociodes Omang
475. Hieracium crocydograptum Omang
476. Hieracium crossotum Omang
477. Hieracium cruciatum Schljakov
478. Hieracium cruentiferum (Norrl. & H.Lindb.) Brenner
479. Hieracium cruentifrons (Zahn) J.-M.Tison
480. Hieracium cryptadenophyllum (Zahn) J.-M.Tison
481. Hieracium cryptadenum Arv.-Touv.
482. Hieracium cryptanthum Arv.-Touv. & Marc d´Aym.
483. Hieracium cryptocaesium Gottschl.
484. Hieracium ctenodon Nägeli & Peter
485. Hieracium ctenophyllum Ohlsén
486. Hieracium cubillanum de Retz
487. Hieracium culminatum Omang
488. Hieracium cultratiforme Dahlst. ex Notø
489. Hieracium cultratum Norrl.
490. Hieracium cumatile Johanss.
491. Hieracium cumbriense F.Hanb.
492. Hieracium cumulatum Notø
493. Hieracium cuncolatoides Notø
494. Hieracium cunctans (Johanss. ex Dahlst.) Johanss.
495. Hieracium cuneatulum Dahlst.
496. Hieracium cuneifrons (W.R.Linton) Pugsley
497. Hieracium cuneolarium Omang
498. Hieracium cuneolascens Omang
499. Hieracium cuneolatum (Stenstr.) Dahlst.
500. Hieracium cuphodomum Omang
501. Hieracium cuprimontanum Dahlst. & Johanss.
502. Hieracium curtifrons Omang
503. Hieracium curtipedunculum Norrl.
504. Hieracium curtispicans Omang
505. Hieracium curtivittatum Brenner
506. Hieracium curvaticranum Notø
507. Hieracium curvatiforme Dahlst.
508. Hieracium curvatipes Elfstr.
509. Hieracium curvatoides Notø
510. Hieracium curvatum (Elfstr.) Elfstr.
511. Hieracium curvifrons Folin
512. Hieracium curviramum Notø
513. Hieracium cuspidelliforme Üksip
514. Hieracium cuspidellum (Pohle & Zahn) Üksip
515. Hieracium cuspidens P.D.Sell & C.West
516. Hieracium cuspididentatum Ohlsén
517. Hieracium cuspidifolium Brenner
518. Hieracium cuspidifrons (Zahn) Mateo, Egido & Gómiz
519. Hieracium cyanoleucoides Omang
520. Hieracium cyclicum P.D.Sell
521. Hieracium cyclophyllum Jeanb. & Timb.-Lagr.
522. Hieracium cyclum (Dahlst.) Dahlst.
523. Hieracium cydoniifolium Vill.
524. Hieracium cymaterum Johanss.
525. Hieracium cymatodon Omang
526. Hieracium cymbifolium Purchas
527. Hieracium cynanchoides Arv.-Touv. & Gaut.
528. Hieracium cynodon Brenner
529. Hieracium cyrtocladum Hyl.
530. Hieracium cyrtotrachelum (Dahlst. ex Zahn) Dahlst.
531. Hieracium czaiense Schischk. & Serg.
532. Hieracium czamyjashense Tupitz.
533. Hieracium czeremoszense Wol. & Zahn
534. Hieracium czeschaense Schljakov
535. Hieracium czunense Schljakov

## D
1. Hieracium dacicum Uechtr.
2. Hieracium dactylites Dahlst. & Enander ex Johanss.
3. Hieracium daedalocephalum Dahlst.
4. Hieracium daedalolepium (Dahlst.) Johanss.
5. Hieracium daedalum (Stenstr.) Dahlst.
6. Hieracium dagoense Üksip
7. Hieracium dahlianum Omang
8. Hieracium dahlstedtii Almq. ex Elfstr.
9. Hieracium dalecarlicum Sam.
10. Hieracium dalenense Notø
11. Hieracium dalense P.D.Sell
12. Hieracium dalicum Johanss.
13. Hieracium dalkarlbyense Norrl.
14. Hieracium daniciforme Johanss.
15. Hieracium dasychaetocomum Zahn
16. Hieracium dasychaetoides Notø
17. Hieracium dasychaetum Dahlst. ex Omang
18. Hieracium dasycranum Johanss. & Sam.
19. Hieracium dasycraspedum Buttler
20. Hieracium dasydeirum Omang
21. Hieracium dasythrix (E.F.Linton) Pugsley
22. Hieracium dasytomum Johanss. & Sam.
23. Hieracium dasytrachelum Dahlst.
24. Hieracium dasytrichum Arv.-Touv.
25. Hieracium davidsonii Omang
26. Hieracium deansatum Johanss.
27. Hieracium deargicola P.D.Sell & D.J.Tennant
28. Hieracium debile Fr.
29. Hieracium debilitatum Omang
30. Hieracium decessum Notø
31. Hieracium decipientiforme (Wol. & Zahn) Schljakov
32. Hieracium declivium Norrl. ex Üksip
33. Hieracium decolor (W.R.Linton) Ley
34. Hieracium decorans Hyl.
35. Hieracium decurrens Norrl.
36. Hieracium decurrentidens Dahlst.
37. Hieracium decursum Notø
38. Hieracium decurtatum Omang
39. Hieracium dedovii Schljakov
40. Hieracium definitum Omang
41. Hieracium deflectum Notø
42. Hieracium deganwyense Pugsley
43. Hieracium degeroeense T.Sael. ex Norrl.
44. Hieracium delegidoi Mateo & Gómiz
45. Hieracium deleniens Omang
46. Hieracium delime Johanss. & Sam.
47. Hieracium delineatum Norrl.
48. Hieracium deltoideum Brenner
49. Hieracium demetrii Schljakov
50. Hieracium demissum (Strömf.) Dahlst.
51. Hieracium demorsum Norrl.
52. Hieracium demutabile Johanss. & Sam.
53. Hieracium demutatifolium Notø
54. Hieracium demutatum Notø
55. Hieracium denigrans (Dahlst.) Johanss.
56. Hieracium densecomosum Folin
57. Hieracium densedenticulatum Folin
58. Hieracium densifloccum Folin
59. Hieracium densilingua Norrl.
60. Hieracium densipellitum Hyl.
61. Hieracium dentalatum Omang
62. Hieracium dentatum Hoppe
63. Hieracium dentellatum Omang
64. Hieracium dentex Wiinst.
65. Hieracium denticulare Omang
66. Hieracium denticulosifolium Omang
67. Hieracium dentidecurrens Folin
68. Hieracium dentifolium (C.G.Westerl.) Johanss. & Sam.
69. Hieracium dentiparens Omang
70. Hieracium dentispathulum Omang
71. Hieracium dentulum (E.F.Linton) P.D.Sell
72. Hieracium depilatum Almq.
73. Hieracium deplumatum Johanss.
74. Hieracium depravatum Omang
75. Hieracium derivatum Norrl.
76. Hieracium dermatodes Johanss. & Sam.
77. Hieracium dermophyllum Arv.-Touv. & Briq.
78. Hieracium dertosense Mateo
79. Hieracium deruptorum Omang
80. Hieracium designatum Norrl.
81. Hieracium detonsatum Norrl. & Palmgr.
82. Hieracium detractum Omang
83. Hieracium detriticeps Omang
84. Hieracium detruncatum (Zahn) Nordh.
85. Hieracium deusticuspis Omang
86. Hieracium develatum Omang
87. Hieracium devestitum Ohlsén
88. Hieracium devians Dahlst.
89. Hieracium devoratum Mateo, Egido & Gómiz
90. Hieracium dewarii Syme
91. Hieracium diabaeum Omang
92. Hieracium diacritum Omang
93. Hieracium diaeolum Omang
94. Hieracium dialasium Omang
95. Hieracium dialeptum Omang
96. Hieracium dialytum Omang
97. Hieracium diaphanellum Brenner
98. Hieracium diaphanoides Lindeb.
99. Hieracium diaphanoidopsis Gottschl. & Dunkel
100. Hieracium diaphanomorphum (Dahlst. ex Zahn) Dahlst. ex Johanss.
101. Hieracium diaphyllotum Omang
102. Hieracium diapsarum Omang
103. Hieracium diarthrodes Omang
104. Hieracium diasterodes Omang
105. Hieracium dicella P.D.Sell & C.West
106. Hieracium dichorropum Omang
107. Hieracium dichoteriopogon Mateo
108. Hieracium dicranozum Omang
109. Hieracium didieri (de Retz) J.van Es & J.-M.Tison
110. Hieracium didymanthum (Dahlst. & Enander ex Zahn) Dahlst. & Enander ex Johanss.
111. Hieracium didymiceps Folin
112. Hieracium didymocephalum Dahlst. ex Notø
113. Hieracium difficile P.D.Sell & C.West
114. Hieracium digeneum Burnat & Gremli
115. Hieracium digestum Omang
116. Hieracium dilectum P.D.Sell & C.West
117. Hieracium dilucidiusculum Omang
118. Hieracium diluticeps Norrl.
119. Hieracium diminuens (Norrl.) Norrl.
120. Hieracium diminutiforme Johanss.
121. Hieracium diminutulum Norrl.
122. Hieracium diminutum Lindeb. ex Omang
123. Hieracium dimistum Johanss.
124. Hieracium dimoniei Zahn
125. Hieracium dimorpholepium Dahlst.
126. Hieracium dimorphophyllum Dahlst. ex Notø
127. Hieracium diodontum (Stenstr.) Omang
128. Hieracium diphyllum Hyl.
129. Hieracium diplacoides Omang
130. Hieracium diplax Omang
131. Hieracium dipteroides Dahlst.
132. Hieracium dipterum (Dahlst. & Enander ex Zahn) Johanss.
133. Hieracium diremtum Norrl.
134. Hieracium discessum Notø
135. Hieracium discophyllum P.D.Sell & C.West
136. Hieracium disfoliatum Omang
137. Hieracium disignatum Norrl.
138. Hieracium dispansiforme Norrl.
139. Hieracium dispar Omang
140. Hieracium disparans Omang
141. Hieracium disparile Norrl. & Palmgr.
142. Hieracium disparisquamum Omang
143. Hieracium dispergens Norrl. ex Vain.
144. Hieracium dispersifrons Omang
145. Hieracium dissimile Lindeb. ex Elfstr.
146. Hieracium dissipatum Omang
147. Hieracium dissomorphum Dahlst.
148. Hieracium dissotocoides Omang
149. Hieracium dissotocum Omang
150. Hieracium distanticeps Folin
151. Hieracium distendens Brenner
152. Hieracium distichanthelum Omang
153. Hieracium distinctisquameum Brenner
154. Hieracium distinctum (Stenstr.) Dahlst.
155. Hieracium distractifolium Schljakov
156. Hieracium distrudens Johanss. & Sam.
157. Hieracium distubellatum Johanss.
158. Hieracium diversidens P.D.Sell & C.West
159. Hieracium djimilense Boiss. & Balansa
160. Hieracium dolabratoides Omang
161. Hieracium dolabratum (Norrl.) Norrl.
162. Hieracium doliariceps Omang
163. Hieracium dolichadenium Dahlst.
164. Hieracium dolichaetum Zahn
165. Hieracium dolichanthelum Schljakov
166. Hieracium dolichocaulodes Omang
167. Hieracium dolichocranum Notø
168. Hieracium dolichophyllum Hyl.
169. Hieracium dolichorhachis Sam.
170. Hieracium dolichosphaericum (Zahn) Greuter
171. Hieracium dolichotrichum Schljakov
172. Hieracium dollineri Sch.Bip. ex F.W.Schultz
173. Hieracium dolorosum McCosh
174. Hieracium dombosense Omang
175. Hieracium dominae-ericae Mateo, Egido & Gómiz
176. Hieracium doronicifolium Arv.-Touv.
177. Hieracium dovrense Fr.
178. Hieracium dowardense P.D.Sell
179. Hieracium dragicola (Nägeli & Peter) Zahn
180. Hieracium drazeticum Arv.-Touv. & Marcailhou
181. Hieracium drimyodon (Dahlst. ex Zahn) Dahlst. ex Johanss.
182. Hieracium drivstuense Norrl.
183. Hieracium drosocalyx Brenner
184. Hieracium drummondii Pugsley
185. Hieracium duderhultense Johanss.
186. Hieracium dunkelii Gottschl.
187. Hieracium duplicaticeps Folin
188. Hieracium duplicatum (Almq. ex Dahlst.) Dahlst.
189. Hieracium durans (Notø) Notø
190. Hieracium duriceps F.Hanb.
191. Hieracium durifrons Dahlst.
192. Hieracium duronense Gottschl.
193. Hieracium durum Hyl.
194. Hieracium dyringii (Dahlst. ex Zahn) Dahlst. ex Johanss.
195. Hieracium dyscimon Dahlst. ex Notø
196. Hieracium dysonymum S.F.Blake
197. Hieracium dystactodon Omang
198. Hieracium dystrichotum Omang

## E
1. Hieracium ebenarium (Johanss. ex Dahlst.) Dahlst.
2. Hieracium eboracense Pugsley
3. Hieracium ebudicum Pugsley
4. Hieracium echinodes Omang
5. Hieracium ecuadorense Arv.-Touv.
6. Hieracium edentulum Ósk.
7. Hieracium edselense Johanss.
8. Hieracium efulcrum Notø
9. Hieracium egenum Folin
10. Hieracium eggenense Notø
11. Hieracium egidoanum Mateo
12. Hieracium eichvaldii Üksip
13. Hieracium einarssonii Ósk.
14. Hieracium einichense P.D.Sell & D.J.Tennant
15. Hieracium eiropocum Omang
16. Hieracium elachacladium Omang
17. Hieracium elachycyma Omang
18. Hieracium elaeinum Norrl.
19. Hieracium elaeochlorum Schljakov
20. Hieracium elaphrum Omang
21. Hieracium elassonanthelum Omang
22. Hieracium elatum Fr.
23. Hieracium elegans Lindeb.
24. Hieracium elegantidens Zahn
25. Hieracium elegantiforme Dahlst.
26. Hieracium elevatum P.D.Sell
27. Hieracium elisaeanum Arv. ex Willk.
28. Hieracium ellipsoideum Wiinst.
29. Hieracium ellipticifolium Notø
30. Hieracium ellipticifrons Omang
31. Hieracium elongatifolium P.D.Sell
32. Hieracium elongatifrons Omang
33. Hieracium elutum Omang
34. Hieracium elvdalense Sam.
35. Hieracium emaceraticeps Omang
36. Hieracium emblae T.Tyler
37. Hieracium eminentiforme Pugsley
38. Hieracium emmetrophyllum Omang
39. Hieracium enallophyllum Omang
40. Hieracium enantiodon Omang
41. Hieracium endaurovae Üksip
42. Hieracium enereuthes Omang
43. Hieracium ensiculare Omang
44. Hieracium entleutneri Zahn ex Gottschl.
45. Hieracium epacmodon Omang
46. Hieracium epacmolepis Omang
47. Hieracium epacrum (Stenstr.) Dahlst.
48. Hieracium epeonium Omang
49. Hieracium eperythrum Omang
50. Hieracium ephizon Omang
51. Hieracium epholcocephalum Dahlst. ex Omang
52. Hieracium epibalium Omang
53. Hieracium epichloum Omang
54. Hieracium epicrocifolium Johanss.
55. Hieracium epilepideum Omang
56. Hieracium epimanum Omang
57. Hieracium epinephum Omang
58. Hieracium epipolium Omang
59. Hieracium epipsilum Hyl.
60. Hieracium episcoticeps Omang
61. Hieracium episcotum (Omang) Omang
62. Hieracium epispodium Omang
63. Hieracium epixanthoides Omang
64. Hieracium epodum Notø
65. Hieracium erebennum Omang
66. Hieracium erectellum Omang
67. Hieracium erectifrons (Zahn) Omang
68. Hieracium erectiramum T.E.Nilsson
69. Hieracium eremnanthelum Omang
70. Hieracium eremnocephalum Omang
71. Hieracium ereptum Notø
72. Hieracium eretmophyllum Omang
73. Hieracium eriadenium Sleumer
74. Hieracium erianthum Kunth
75. Hieracium ericeticola Schljakov
76. Hieracium erigentiforme Norrl.
77. Hieracium erigescens Omang
78. Hieracium eriobasis Freyn & Sint.
79. Hieracium eriocaule (Omang) Omang
80. Hieracium erioleucum Zahn
81. Hieracium erioneurum Hyl.
82. Hieracium eriophorum St.-Amans
83. Hieracium eriopogon Arv.-Touv. & Gaut.
84. Hieracium eriosteptum Omang
85. Hieracium eriphaeum Omang
86. Hieracium eriphalioides Omang
87. Hieracium eriphalium Omang
88. Hieracium eriphyllum Johanss.
89. Hieracium eripoliodes (Omang) Omang
90. Hieracium eritephrum Omang
91. Hieracium erithallum Johanss. & Sam.
92. Hieracium ernesiozum Omang
93. Hieracium erosulum Arv.-Touv. & Gaut.
94. Hieracium erucophyllum Zahn
95. Hieracium erucopsis Gottschl.
96. Hieracium erysibodes (Dahlst.) Dahlst.
97. Hieracium erythrolepis Norrl.
98. Hieracium erythropoecilum Dahlst.
99. Hieracium erythrostictum Omang
100. Hieracium escalantiae Mateo & Alejandre
101. Hieracium esketanense Stenstr.
102. Hieracium estellatum Johanss. & Sam.
103. Hieracium etheirodes Omang
104. Hieracium ethnophyton Omang
105. Hieracium ethologum Johanss. & Sam.
106. Hieracium euargyreum Omang
107. Hieracium eubalium Dahlst.
108. Hieracium eucallum P.D.Sell & C.West
109. Hieracium eucalpideiforme Omang
110. Hieracium eucalpideum Omang
111. Hieracium eucalyptum Omang
112. Hieracium euchaetodes Omang
113. Hieracium eucharactoides Omang
114. Hieracium eucharactum Omang
115. Hieracium euchloodes (Dahlst. ex Zahn) Dahlst. ex Johanss.
116. Hieracium eucophum Omang
117. Hieracium euctenodon Omang
118. Hieracium eudaedalum Stenstr. ex Dahlst.
119. Hieracium eueimon Omang
120. Hieracium euexum Omang
121. Hieracium euglaucum Omang
122. Hieracium euglossoides Dahlst.
123. Hieracium euglossum Dahlst.
124. Hieracium eugraptum Omang
125. Hieracium eulacistum Omang
126. Hieracium eulagarum Elfstr.
127. Hieracium eulasium Dahlst. ex T.Tyler
128. Hieracium eulepodes Omang
129. Hieracium eulissum Omang
130. Hieracium eumeces Johanss.
131. Hieracium eumischodes Omang
132. Hieracium euodontium Omang
133. Hieracium euparyphum Omang
134. Hieracium eupetalum Omang
135. Hieracium euphyllotum Omang
136. Hieracium eupiletum Omang
137. Hieracium euplytocephalum Omang
138. Hieracium euprasiodes Omang
139. Hieracium euprionotum Omang
140. Hieracium eupristum (Dahlst. ex Zahn) Dahlst. ex Johanss.
141. Hieracium euprosopum Omang
142. Hieracium eurhacidophyllum Omang
143. Hieracium eurofinmarkicum (Norrl.) Schljakov
144. Hieracium eurotion Omang
145. Hieracium eurototiceps Omang
146. Hieracium eurototum Omang
147. Hieracium eurycarenum Johanss. ex Omang
148. Hieracium euryclonum Omang
149. Hieracium eurycranum Omang
150. Hieracium euryeilema Brenner
151. Hieracium eurygonium Johanss.
152. Hieracium eurylobum (Dahlst. ex Zahn) Dahlst. ex Johanss.
153. Hieracium eurynotum Dahlst. ex Notø
154. Hieracium euryodes Omang
155. Hieracium euryozum Omang
156. Hieracium euscepanum Omang
157. Hieracium eustales W.R.Linton
158. Hieracium eustictiforme Wiinst.
159. Hieracium eustomon (E.F.Linton) Roffey
160. Hieracium euthectodon Omang
161. Hieracium euthetodon Omang
162. Hieracium euthylepioides Omang
163. Hieracium euthylepis Omang
164. Hieracium euthysanum Johanss.
165. Hieracium eutonophyton Omang
166. Hieracium eutrichum Omang
167. Hieracium eutypotum Omang
168. Hieracium evae T.Tyler
169. Hieracium evernium Norrl. & H.Lindb.
170. Hieracium eversianum Arv.-Touv. ex Murr
171. Hieracium eviridatum (Johanss.) Johanss.
172. Hieracium evolsum Notø
173. Hieracium exacuticeps Norrl.
174. Hieracium exacutiforme Norrl.
175. Hieracium exadsimilans Notø
176. Hieracium exaequans Johanss. & Sam.
177. Hieracium exallum Omang
178. Hieracium exaltans Dahlst.
179. Hieracium exarmatum Omang
180. Hieracium exasciatiforme Omang
181. Hieracium exasciatum Omang
182. Hieracium excellens Murr ex Zahn
183. Hieracium excretum Omang
184. Hieracium excubitum Elfstr.
185. Hieracium exfestiviforme Notø
186. Hieracium exile Brenner
187. Hieracium exilicaule Gottschl.
188. Hieracium eximium Backh.f.
189. Hieracium exolescens Omang
190. Hieracium exomilum Omang
191. Hieracium expallescens (Dahlst.) Dahlst. ex Johanss.
192. Hieracium expallidiceps Dahlst. ex Notø
193. Hieracium expallidiforme (Dahlst. ex Stenstr.) Dahlst.
194. Hieracium expallidulum Dahlst. ex Notø
195. Hieracium expallidum Norrl.
196. Hieracium expansiceps Elfstr.
197. Hieracium expansifolium Notø
198. Hieracium expansiforme Dahlst.
199. Hieracium expansum Dahlst.
200. Hieracium explanatifolium Omang
201. Hieracium expletum Norrl.
202. Hieracium exporrectum (Johanss.) Dahlst.
203. Hieracium expressiusculum Omang
204. Hieracium expressum Omang
205. Hieracium exsiliusculum (Omang) Omang
206. Hieracium exstructum Omang
207. Hieracium exsulans Ohlsén
208. Hieracium extans Omang
209. Hieracium extendens Omang
210. Hieracium extensifrons Folin
211. Hieracium extensum Lübeck ex Lindeb.
212. Hieracium extentatum Omang
213. Hieracium exterium Notø
214. Hieracium externum Ohlsén
215. Hieracium extracticaule (Omang) Omang
216. Hieracium extracticeps Dahlst. ex Notø
217. Hieracium extumidum Johanss.
218. Hieracium exutum Norrl.

## F
1. Hieracium fabregatii Mateo
2. Hieracium facetum Omang
3. Hieracium faegrinum Omang
4. Hieracium fagonianum Arv.-Touv. & Gaut.
5. Hieracium fagopalentinum Mateo, Egido & Gómiz
6. Hieracium falcatum Arv.-Touv.
7. Hieracium falcidentatum Üksip
8. Hieracium falcifolium Johanss. ex T.Tyler
9. Hieracium falculiferum Omang
10. Hieracium farinaceum (Stenstr.) Dahlst.
11. Hieracium farinatum Omang
12. Hieracium farinicolor Brenner
13. Hieracium farinipes Norrl.
14. Hieracium farreaticeps Dahlst.
15. Hieracium farrense F.Hanb.
16. Hieracium farumense (Dahlst. ex Zahn) Dahlst.
17. Hieracium fasciatellum Omang
18. Hieracium fasciculare Fr.
19. Hieracium fascigerum Omang
20. Hieracium fastuosum Zahn
21. Hieracium faucisjovis Gottschl.
22. Hieracium faurelianum Maire
23. Hieracium fauskense Notø
24. Hieracium favratii Murat ex Gremli
25. Hieracium fecundum Omang
26. Hieracium felinum Brenner
27. Hieracium femsioense Stenstr.
28. Hieracium fendleri Sch.Bip.
29. Hieracium fennoorbicantiforme Üksip
30. Hieracium ferrandezii Mateo
31. Hieracium fertilium Notø
32. Hieracium ferum Omang
33. Hieracium festiviforme Dahlst. ex Notø
34. Hieracium festivum (Dahlst. ex Zahn) Dahlst. ex Johanss.
35. Hieracium figolsianum Mateo, Egido & Gómiz
36. Hieracium figuerolae Mateo
37. Hieracium filarszkyi Jáv. & Zahn
38. Hieracium filiare Notø
39. Hieracium filicladium Notø
40. Hieracium filiflorum Folin
41. Hieracium filiforme Lindeb.
42. Hieracium filisquamum P.D.Sell
43. Hieracium filistramineum Nota
44. Hieracium fimbriatum Arv.-Touv.
45. Hieracium fimbrilliferum Norrl.
46. Hieracium fimbriosiceps Omang
47. Hieracium fimreitense Omang
48. Hieracium finmarkicum Elfstr.
49. Hieracium finsaetense Omang
50. Hieracium fioniae Dahlst.
51. Hieracium firdiense Omang
52. Hieracium firmifrons Dahlst. ex Notø
53. Hieracium firmipilum Folin
54. Hieracium firmulum Norrl.
55. Hieracium fissiflorum Brenner
56. Hieracium fissilingua Brenner
57. Hieracium fissilinguum Omang
58. Hieracium fissuricola P.D.Sell
59. Hieracium fistuligerum Omang
60. Hieracium flaccicaule Norrl.
61. Hieracium flaccilingua Norrl.
62. Hieracium flaccum Omang
63. Hieracium fladvoldense Notø
64. Hieracium flagelliferum Ravaud
65. Hieracium flagriferum Johanss.
66. Hieracium flatvollense Omang
67. Hieracium flavescens Omang
68. Hieracium flavistylum (Dahlst. ex Zahn) Johanss. & Sam.
69. Hieracium flavolutescens Norrl.
70. Hieracium flesbergense Omang
71. Hieracium flexibipes Notø
72. Hieracium flexifolium Omang
73. Hieracium flexuosifrons Omang
74. Hieracium floccellum Ósk.
75. Hieracium flocciceps Norrl.
76. Hieracium floccidorsum Omang
77. Hieracium flocciferum Arv.-Touv.
78. Hieracium floccihortense Mateo, Egido & Gómiz
79. Hieracium floccilepium Dahlst. ex Omang
80. Hieracium floccilimbatum (Dahlst.) Grøntved
81. Hieracium floccimarginatum Brenner
82. Hieracium floccinargonense Mateo
83. Hieracium floccinops (Elfstr.) Schljakov
84. Hieracium flocciprenanthoides Mateo, Egido & Gómiz
85. Hieracium floccisaliencianum Mateo, Egido & Gómiz
86. Hieracium floccivestitum Folin
87. Hieracium flocculipubens P.D.Sell
88. Hieracium flocculosiforme P.D.Sell
89. Hieracium flocculosum Backh.f.
90. Hieracium flomense Omang
91. Hieracium florescens Brenner
92. Hieracium floridulum Notø
93. Hieracium fluididens Omang
94. Hieracium fodinarium Johanss.
95. Hieracium foensianum Wiinst.
96. Hieracium foliolaceum Omang
97. Hieracium foliolatum Schljakov
98. Hieracium folioliferum (Elfstr.) Norrl.
99. Hieracium foliolosum Ósk.
100. Hieracium folldalicum Omang
101. Hieracium fontanesianum Arv.-Touv. & Gaut.
102. Hieracium formigalense Mateo, Egido & Gómiz
103. Hieracium formosum Omang
104. Hieracium forticulum Omang
105. Hieracium fortunatense Mateo
106. Hieracium fosnaense Omang
107. Hieracium foucaudianum Arv.-Touv.
108. Hieracium fourcadei de Retz
109. Hieracium fragilipes Norrl.
110. Hieracium franconicum (Griseb.) Zahn
111. Hieracium fratrum Pugsley
112. Hieracium fraudans Norrl.
113. Hieracium fresserianum Mateo, Egido & Gómiz
114. Hieracium fridtzianum Omang
115. Hieracium friesii Sch.Bip.
116. Hieracium frigidulans Zahn
117. Hieracium fritschianum Hayek & Zahn
118. Hieracium fritzei F.W.Schultz
119. Hieracium fritzeiforme Zahn
120. Hieracium froederstroemii Hyl.
121. Hieracium froedingii (Dahlst. ex Zahn) Dahlst. ex Johanss.
122. Hieracium froelichianum H.Buek
123. Hieracium froesiense Omang
124. Hieracium frolense Omang
125. Hieracium frondiferum (Elfstr.) Elfstr.
126. Hieracium fruticiniforme Omang
127. Hieracium fruticinum Omang
128. Hieracium fruticulescens Norrl.
129. Hieracium fucatifolium P.D.Sell
130. Hieracium fulcratum Arv.-Touv.
131. Hieracium fuliginascens Norrl.
132. Hieracium fuligineiceps Omang
133. Hieracium fuliginellum Dahlst.
134. Hieracium fuliginosiforme Schljakov
135. Hieracium fuliginosum (Laest.) Andersson
136. Hieracium fulvasterum Johanss. & Sam.
137. Hieracium fulvescens Norrl.
138. Hieracium fulvipes Wedd.
139. Hieracium fulvocaesium Pugsley
140. Hieracium fumatipes Omang
141. Hieracium funebre J.-M.Tison
142. Hieracium funerale Johanss.
143. Hieracium furfurosum (Dahlst.) Dahlst. ex Skottsb. & Vestergr.
144. Hieracium furvellum Brenner
145. Hieracium furvescens (Dahlst.) Omang
146. Hieracium furvisquamum Omang
147. Hieracium furvocanulum Omang
148. Hieracium furvulescens Omang
149. Hieracium furvum Brenner
150. Hieracium fuscatiforme Omang
151. Hieracium fuscicuspis Omang
152. Hieracium fusciviride Ósk.
153. Hieracium fuscocinereum Norrl.
154. Hieracium fuscovillosulum Brenner
155. Hieracium fuscovillosum Brenner
156. Hieracium fuscoviolare Johanss.
157. Hieracium fuscoviridiceps Folin
158. Hieracium fusculans Omang

## G
1. Hieracium gabrusense Omang
2. Hieracium gaeopetum Notø
3. Hieracium gaeutaense Folin
4. Hieracium galactiniceps Norrl.
5. Hieracium galactobaptum Omang
6. Hieracium galbanicolor Omang
7. Hieracium galbeum Brenner
8. Hieracium galeroides Gottschl.
9. Hieracium galesii Prodan
10. Hieracium ganeschinii Zahn
11. Hieracium gapense (Arv.-Touv.) J.-M.Tison
12. Hieracium gardsbyense Johanss. & Sam.
13. Hieracium gaudryi Boiss.
14. Hieracium gavellei de Retz
15. Hieracium geilingeri Zahn
16. Hieracium gemelliforme (Johanss.) Johanss.
17. Hieracium gemelliparum Norrl.
18. Hieracium gemellum Almq. ex Elfstr.
19. Hieracium geminatiforme Schljakov
20. Hieracium geminatum Norrl.
21. Hieracium geminum Hayek & Zahn
22. Hieracium geniceranum Mateo & Egido
23. Hieracium georgieffii Zahn
24. Hieracium gerontocephalum Hyl.
25. Hieracium giboense Omang
26. Hieracium gigacantabricum Mateo, Egido & Alejandre
27. Hieracium gigantellum Litv. & Zahn
28. Hieracium giganteum Sleumer
29. Hieracium gigantocephalum Ósk.
30. Hieracium gigantocybe (Dahlst.) T.Tyler
31. Hieracium gigantolobum (Zahn) J.-M.Tison
32. Hieracium gilense Ósk.
33. Hieracium gilliesianum Sleumer
34. Hieracium gilvocaniceps Johanss.
35. Hieracium gjendinense Omang
36. Hieracium gjevilense Omang
37. Hieracium glabratum Hoppe ex Willd.
38. Hieracium glabricaule Omang
39. Hieracium glabridens Elfstr.
40. Hieracium glabriligulatum Norrl.
41. Hieracium glandulatum Elfstr.
42. Hieracium glanduliceps P.D.Sell & C.West
43. Hieracium glandulidens P.D.Sell & C.West
44. Hieracium glandulimarginatum Omang
45. Hieracium glandulosodentatum Uechtr.
46. Hieracium glaucelloides Omang
47. Hieracium glaucellum Lindeb.
48. Hieracium glaucicolor Dahlst.
49. Hieracium glaucifolium Poepp. ex Froel.
50. Hieracium glaucinifrons (Zahn) Johanss.
51. Hieracium glaucinum Jord.
52. Hieracium glaucocerinthe Arv.-Touv. & Gaut.
53. Hieracium glaucolissodes Omang
54. Hieracium glaucolopodes Omang
55. Hieracium glaucomorphum Zahn
56. Hieracium glaucopallidulum Johanss. & Sam.
57. Hieracium glaucophylloides Sudre
58. Hieracium glaucophyllum Scheele
59. Hieracium glaucoprasinum Dahlst.
60. Hieracium glaucopsis Gren. & Godr.
61. Hieracium glaucosaezii Mateo & Gómiz
62. Hieracium glaucosarcoides Omang
63. Hieracium glaucosarcum Omang
64. Hieracium glaucoscense Mateo
65. Hieracium glaucovatum Omang
66. Hieracium glaucum All.
67. Hieracium glavaerense Omang
68. Hieracium glehnii Üksip
69. Hieracium glevense (Pugsley) P.D.Sell & C.West
70. Hieracium glischrophyes Omang
71. Hieracium globiceps Dahlst.
72. Hieracium globiferum Norrl.
73. Hieracium globosiflorum Pugsley
74. Hieracium glochinolepis Omang
75. Hieracium glomerosiceps Omang
76. Hieracium glorioanum Mateo, Egido & Gómiz
77. Hieracium glossodes Dahlst.
78. Hieracium glossomeles Omang
79. Hieracium glottarium Elfstr. ex Omang
80. Hieracium gnaphalocladum Brenner
81. Hieracium gnilagredae Zahn
82. Hieracium gombense Lagger ex Christener
83. Hieracium gomezianum Mateo
84. Hieracium gomizii Mateo & Egido
85. Hieracium goniophyllum Omang
86. Hieracium goppollense Omang
87. Hieracium gorczakovskii Schljakov
88. Hieracium gordonense Mateo & Egido
89. Hieracium gorfenianum Bornm. & Zahn
90. Hieracium gorodkovianum Üksip
91. Hieracium goskavarrense Omang
92. Hieracium gothicianfractum Johanss. & Sam.
93. Hieracium gothiciferum (Ohlsén) T.E.Nilsson & T.Tyler
94. Hieracium gothicoides Pugsley
95. Hieracium gouanii Arv.-Touv.
96. Hieracium gracilens Brenner
97. Hieracium gracilentiforme Norrl.
98. Hieracium gracilentipes (Dahlst. ex Zahn) Notø
99. Hieracium gracilidens Wiinst.
100. Hieracium gracilifolium (F.Hanb.) Pugsley
101. Hieracium gracilifurcum Zahn
102. Hieracium gracilipes (Dahlst.) Prain
103. Hieracium graciliusculum (Zahn) Omang
104. Hieracium gracillimum Elfstr.
105. Hieracium graecum Boiss. & Heldr.
106. Hieracium graellsianum Arv.-Touv. & Gaut.
107. Hieracium graminellum Omang
108. Hieracium gramineticola Norrl.
109. Hieracium grammolepium Dahlst. & Enander ex Omang
110. Hieracium gramosicum Gottschl. & Dunkel
111. Hieracium grampianum P.D.Sell
112. Hieracium granatense Arv.-Touv. & Gaut.
113. Hieracium grandescens (Dahlst. ex Zahn) Johanss. & Sam.
114. Hieracium grandiceps P.D.Sell
115. Hieracium grandiculum Omang
116. Hieracium grandidentiforme Hyl.
117. Hieracium grandifoliatum Dahlst.
118. Hieracium grandifolium Sch.Bip.
119. Hieracium grandiparens Omang
120. Hieracium grandiserratum Hyl.
121. Hieracium graniticola W.R.Linton
122. Hieracium granvicum Üksip
123. Hieracium gratiosum Wiinst.
124. Hieracium gratum P.D.Sell & C.West
125. Hieracium gravastelloides Notø
126. Hieracium grecescui Nyár. & Zahn
127. Hieracium gredense Rouy
128. Hieracium greenei A.Gray
129. Hieracium gregorii-bakurianii S.Bräut.
130. Hieracium greuteri Gottschl.
131. Hieracium griffithii (F.Hanb.) F.Hanb.
132. Hieracium gripharium Johanss.
133. Hieracium griphodes (Dahlst. ex Zahn) Dahlst. ex Johanss.
134. Hieracium grisedalense McCosh
135. Hieracium griseiceps Omang
136. Hieracium grisellescens Omang
137. Hieracium griseolans Omang
138. Hieracium griseolum Brenner
139. Hieracium griseovirens Brenner
140. Hieracium groentvedii Ósk.
141. Hieracium groevelense Elfstr.
142. Hieracium grofae Wol.
143. Hieracium gronovii L.
144. Hieracium grophosiceps Johanss. ex Folin
145. Hieracium grophosum (Dahlst. & Johanss.) Johanss.
146. Hieracium grossianum Zahn
147. Hieracium grossicephalum Gottschl.
148. Hieracium grothii T.E.Nilsson
149. Hieracium grovesianum Arv.-Touv. ex Belli
150. Hieracium grovesii Pugsley
151. Hieracium guadalopinum Mateo
152. Hieracium guadarramense Arv.-Touv.
153. Hieracium guaranum Arv.-Touv. & Gaut.
154. Hieracium guatemalense Standl. & Steyerm.
155. Hieracium gudaricum Mateo
156. Hieracium gudbergii Enander
157. Hieracium gudbrandii Ósk.
158. Hieracium guentheri Norrl.
159. Hieracium guentheri-beckii Zahn
160. Hieracium guglerianum Zahn
161. Hieracium guilielmi Johanss. & Sam.
162. Hieracium guldbergense Folin ex T.Tyler
163. Hieracium gunnarii (Zahn) Johanss.
164. Hieracium gusinjense Scheff. ex Zahn
165. Hieracium gussevii Szelag
166. Hieracium guttatifrons Hyl.
167. Hieracium guzmantaranum Mateo & Egido
168. Hieracium gyioleptum Omang
169. Hieracium gymnerosulum Mateo
170. Hieracium gymnocephalum Griseb. ex Pant.
171. Hieracium gymnocerinthe Arv.-Touv. & Gaut.
172. Hieracium gymnonotolepis Omang
173. Hieracium gynaeconesaeum Üksip
174. Hieracium gyndelense Notø
175. Hieracium gypsophilum B.L.Turner

## H
1. Hieracium habitius Johanss.
2. Hieracium haboense (Johanss. & Sam.) Johanss. & Sam.
3. Hieracium habrodes Omang
4. Hieracium habrodon Ósk.
5. Hieracium habromorphum Omang
6. Hieracium habrotrichum Omang
7. Hieracium hadrocephalum Omang
8. Hieracium hadroides Omang
9. Hieracium hadromeriforme Norrl.
10. Hieracium hadrophyton Omang
11. Hieracium haegerstroemii Dahlst. ex Sam.
12. Hieracium haemophaeum Omang
13. Hieracium haemostictum Omang
14. Hieracium haeverense Johanss.
15. Hieracium hafsloense Omang
16. Hieracium hafstroendense Ósk.
17. Hieracium haglundii Dahlst.
18. Hieracium halddense Omang
19. Hieracium halfdanii Ósk.
20. Hieracium halsicum Dahlst.
21. Hieracium hamigerum Omang
22. Hieracium hamulatum Omang
23. Hieracium hamulosum Brenner
24. Hieracium hanburyi Pugsley
25. Hieracium handoelense Dahlst.
26. Hieracium hangvarense T.Tyler
27. Hieracium hapalochaetum Omang
28. Hieracium hapalothrix Norrl.
29. Hieracium haplocomum Omang
30. Hieracium haploicum Omang
31. Hieracium haplophyes Omang
32. Hieracium haplophyllum Omang
33. Hieracium haploplastum Omang
34. Hieracium haploschemon (Omang) Omang
35. Hieracium haplotetodes Omang
36. Hieracium haploum Omang
37. Hieracium hararnense Omang
38. Hieracium hardangerense Omang
39. Hieracium harjuense Sennikov
40. Hieracium hartii (F.Hanb.) P.D.Sell & C.West
41. Hieracium hartzianum Dahlst.
42. Hieracium harzianum Zahn
43. Hieracium hastatoovatum Hyl.
44. Hieracium hastatulum Elfstr.
45. Hieracium hasticum Johanss.
46. Hieracium hastifolium Notø
47. Hieracium hastiforme P.D.Sell & C.West
48. Hieracium hastile Arv.-Touv. & Gaut.
49. Hieracium haussknechtianum Zahn
50. Hieracium hauthalianum Zahn
51. Hieracium hayekii Murr
52. Hieracium hebetatoides Notø
53. Hieracium hebridense Pugsley
54. Hieracium hecistum Omang
55. Hieracium hedalicum Omang
56. Hieracium hedymorphum Omang
57. Hieracium hedyopum Omang
58. Hieracium heibergianum Omang
59. Hieracium heldreichii Boiss.
60. Hieracium helenae T.Tyler
61. Hieracium helictum Omang
62. Hieracium heliocaes Omang
63. Hieracium heliomorphum Brenner
64. Hieracium helsingicum Almq. ex Johanss.
65. Hieracium hemichlorum Norrl.
66. Hieracium hemidiaphanum (Dahlst.) Brenner
67. Hieracium hemimaculatum T.Tyler
68. Hieracium hemsedalicum Omang
69. Hieracium hepaticiforme Johanss. & Sam.
70. Hieracium hepaticolor (Stenstr.) Johanss. & Sam.
71. Hieracium hepaticum (Lindeb.) Norrl.
72. Hieracium hepatiphyllum Notø
73. Hieracium hercegovinicum (Freyn & Vandas) Szelag
74. Hieracium hermanii-zahnii Zahn
75. Hieracium herrerae S.F.Blake
76. Hieracium herttulense Norrl.
77. Hieracium herzogianum Beauverd ex Sleumer
78. Hieracium hesperinum Omang
79. Hieracium hesperium P.D.Sell
80. Hieracium hessonethes Omang
81. Hieracium hessonophyes Omang
82. Hieracium heteradenium Omang
83. Hieracium heteradenum Arv.-Touv. ex Arv.-Touv. & Cadevall
84. Hieracium heterodontum (Adlerz) Johanss. & Sam.
85. Hieracium heterogynum (Froel.) Gutermann
86. Hieracium heterolepis Omang
87. Hieracium hethlandiae (F.Hanb.) Pugsley
88. Hieracium hians Johanss. & Sam.
89. Hieracium hibernicum F.Hanb.
90. Hieracium hieronymi Zahn
91. Hieracium hilare (Dahlst. ex Omang) T.Tyler
92. Hieracium hilariense Mateo
93. Hieracium hilarulum Norrl.
94. Hieracium himatiophidum Omang
95. Hieracium hintonii Beaman ex McVaugh
96. Hieracium hirsuticaule Schljakov
97. Hieracium hirsutum Tausch
98. Hieracium hirtellifolium Notø
99. Hieracium hirtellosum Omang
100. Hieracium hirtellum Lindeb.
101. Hieracium hirticeps Omang
102. Hieracium hirticollum Arv.-Touv.
103. Hieracium hirtiusculum Omang
104. Hieracium hirtonargonense Mateo, Egido & Gómiz
105. Hieracium hispanicum Arv.-Touv.
106. Hieracium hispanobifidum Mateo
107. Hieracium hispidiceps Dahlst.
108. Hieracium hispidosum Dahlst. ex T.Tyler
109. Hieracium hispidulum Arv.-Touv.
110. Hieracium hjeltii Norrl.
111. Hieracium hodophyes Omang
112. Hieracium hogdalense (Dahlst. ex Zahn) Dahlst. ex Johanss.
113. Hieracium hoidalicum (Omang) Omang
114. Hieracium holoclerophyllum Omang
115. Hieracium holopetalum Omang
116. Hieracium holophyes Omang
117. Hieracium holophyllodes Brenner
118. Hieracium holophyllum Linton
119. Hieracium holoplecum (Sudre) J.-M.Tison
120. Hieracium holopleuroides (Dahlst.) Omang
121. Hieracium holopleurophyllum Ósk.
122. Hieracium holopleurum Dahlst. ex Jónss.
123. Hieracium holosericeum Backh.f.
124. Hieracium holospadophyllum Omang
125. Hieracium holostenophyllum Omang
126. Hieracium holoteles Omang
127. Hieracium homalodermum Johanss.
128. Hieracium homochroum Norrl. ex Schljakov
129. Hieracium homoeodontum (Dahlst. ex Zahn) Dahlst. ex Johanss.
130. Hieracium homoglossum Brenner
131. Hieracium homophyllum Wiinst.
132. Hieracium homoptum Norrl.
133. Hieracium horotrophum Omang
134. Hieracium horridellum Omang
135. Hieracium horridum Fr.
136. Hieracium hortense Hyl.
137. Hieracium hosjense Schljakov
138. Hieracium hozense Mateo
139. Hieracium hraunense Omang
140. Hieracium huetianum Arv.-Touv.
141. Hieracium huetii Timb.-Lagr. ex Rouy
142. Hieracium hugeliense Dahlst.
143. Hieracium humadense Mateo, Egido & Alejandre
144. Hieracium humidiceps Notø
145. Hieracium humidorifolium Notø
146. Hieracium humidorum (Almq. ex Elfstr.) Dahlst.
147. Hieracium humile Jacq.
148. Hieracium humiliceps Folin
149. Hieracium humiliceps Omang
150. Hieracium humilipes Norrl.
151. Hieracium hyalinellum Brenner
152. Hieracium hyalotrichum Omang
153. Hieracium hygrophilum Dahlst.
154. Hieracium hyleiotes Omang
155. Hieracium hylocomum Üksip
156. Hieracium hyocomium Ósk.
157. Hieracium hyparcticoides Pugsley
158. Hieracium hypastrum Zahn
159. Hieracium hyperacrodium Omang
160. Hieracium hyperadenium Brenner
161. Hieracium hyperadenodes Omang
162. Hieracium hyperephanum Omang
163. Hieracium hyperlepideum Johanss.
164. Hieracium hyperleptum Omang
165. Hieracium hypermorphum Omang
166. Hieracium hyperstenoides Omang
167. Hieracium hypochnoodes Dahlst.
168. Hieracium hypochoeroides Gibson
169. Hieracium hypogymnum Brenner
170. Hieracium hypoleontodon Arv.-Touv. & Gaut.
171. Hieracium hypoleptolepis Ósk.
172. Hieracium hypoleurites Norrl.
173. Hieracium hypomallum Hyl.
174. Hieracium hypophalacrum P.D.Sell
175. Hieracium hypoprasinum (Dahlst. ex Zahn) Dahlst. ex Johanss.
176. Hieracium hypotrachynum Norrl.
177. Hieracium hypselanthelium Omang
178. Hieracium hypselodes Omang
179. Hieracium hypselophyes (Dahlst. ex Zahn) Dahlst. ex Johanss.
180. Hieracium hypsilepis Omang
181. Hieracium hypsilophum Johanss.
182. Hieracium hypsiphaes Omang
183. Hieracium hypsitocum Omang
184. Hieracium hystrix T.Tyler

## I
1. Hieracium ibarsiae Mateo, Egido & Gómiz
2. Hieracium iberomaculatum Mateo & Egido
3. Hieracium iconicum Omang
4. Hieracium idanum Omang
5. Hieracium idicopum Omang
6. Hieracium idicum Omang
7. Hieracium idiotropum Omang
8. Hieracium idubedae Mateo
9. Hieracium igoschinae Üksip
10. Hieracium ihrowyszczense (Zahn) Schljakov
11. Hieracium ilergabonum Pau
12. Hieracium illapsum Notø
13. Hieracium illimitum Norrl.
14. Hieracium illyricopsis Gottschl.
15. Hieracium imandricola Schljakov
16. Hieracium imberbe Hyl.
17. Hieracium imbricatiforme Johanss. & Sam.
18. Hieracium imbricatum Lindeb.
19. Hieracium immarginatum Brenner
20. Hieracium immergens Norrl.
21. Hieracium immodestum Greuter
22. Hieracium imparile Omang
23. Hieracium imparisquamum Omang
24. Hieracium impexidens Omang
25. Hieracium implicatum Notø
26. Hieracium implume Johanss. & Sam.
27. Hieracium impressiforme (Dahlst.) Dahlst.
28. Hieracium improvisum Norrl.
29. Hieracium impunctatum Norrl.
30. Hieracium inaequalidens Omang
31. Hieracium inaequidens Dahlst.
32. Hieracium inaequilaterum P.D.Sell
33. Hieracium inauratum Norrl.
34. Hieracium incanatum Omang
35. Hieracium incanescens Brenner
36. Hieracium incisiceps Rohlena & Zahn
37. Hieracium incisionum Elfstr.
38. Hieracium inclinatellum Notø
39. Hieracium includens Dahlst.
40. Hieracium incomptifolium Omang
41. Hieracium incomptum Norrl.
42. Hieracium inconspicuissimum Greuter
43. Hieracium inconspicuum Norrl.
44. Hieracium inconstrictum Brenner
45. Hieracium inconveniens Üksip
46. Hieracium incrassans Dahlst. ex Johanss.
47. Hieracium incretum Notø
48. Hieracium incurrens T.Sael. ex Norrl.
49. Hieracium incurvum Notø
50. Hieracium inductum Norrl.
51. Hieracium induticeps (Adlerz) Dahlst.
52. Hieracium indutiforme Dahlst. ex Notø
53. Hieracium inflatum Brenner
54. Hieracium inflatum Omang
55. Hieracium inflectens Norrl.
56. Hieracium inflexum Norrl.
57. Hieracium informe (Stenstr.) Dahlst.
58. Hieracium infravillosulum Sleumer
59. Hieracium infularium Johanss.
60. Hieracium infumatum Johanss.
61. Hieracium ingolfii Ósk.
62. Hieracium iniquilobum Omang
63. Hieracium inlingulatum Elfstr.
64. Hieracium innatum Notø
65. Hieracium innvikense Omang
66. Hieracium inophyllum Johanss. & Sam.
67. Hieracium inquilinum Ohlsén
68. Hieracium inquilobum Omang
69. Hieracium inscendens Norrl.
70. Hieracium insequens Norrl.
71. Hieracium insertum Ohlsén
72. Hieracium insigne Backh.f. ex P.D.Sell, C.West & D.J.Tennant
73. Hieracium insignitum Dahlst.
74. Hieracium inspicatum Omang
75. Hieracium inspissatum P.D.Sell
76. Hieracium inspurcum Dahlst. ex Omang
77. Hieracium insubricum Gottschl.
78. Hieracium insuccatum Johanss.
79. Hieracium insulare (F.Hanb.) F.Hanb.
80. Hieracium insulicola Schljakov
81. Hieracium intactum Omang
82. Hieracium integrans Omang
83. Hieracium integratiforme Omang
84. Hieracium integratifrons Johanss.
85. Hieracium integratulum Omang
86. Hieracium integrifrons Ósk.
87. Hieracium integrilaterum (Dahlst.) Omang
88. Hieracium integriusculum Omang
89. Hieracium interaquincolens Omang
90. Hieracium intercalatum Johanss.
91. Hieracium intercedens Hyl.
92. Hieracium intercessum Üksip
93. Hieracium intercurrens Notø
94. Hieracium interjectum Brenner
95. Hieracium interlucens Johanss. & Sam.
96. Hieracium intermarginatum Johanss. & Sam.
97. Hieracium intermissum Norrl.
98. Hieracium internatum Brenner
99. Hieracium interrogans Brenner
100. Hieracium interruptiflorens Omang
101. Hieracium intertextum Arv.-Touv.
102. Hieracium interveniens (Dahlst.) Dahlst.
103. Hieracium intolerans Folin
104. Hieracium intonsum Zahn
105. Hieracium intumescens Nägeli & Peter
106. Hieracium inuliflorum Arv.-Touv. & Gaut.
107. Hieracium inulifrons Sennikov
108. Hieracium inuloides Tausch
109. Hieracium invenustum Omang
110. Hieracium inversum Brenner
111. Hieracium involutiforme (Dahlst. ex Zahn) Dahlst. ex Johanss.
112. Hieracium involutum Dahlst. ex Johanss.
113. Hieracium ionthadium Omang
114. Hieracium iophyllum Omang
115. Hieracium ioranthum Omang
116. Hieracium irasuense Benth. ex Oerst.
117. Hieracium iratianum Mateo & Egido
118. Hieracium iremelense (Elfstr.) Üksip
119. Hieracium iricum Fr.
120. Hieracium irkutense Tupitz.
121. Hieracium irmae T.Tyler
122. Hieracium irregularidens P.D.Sell
123. Hieracium irroratum Norrl.
124. Hieracium irrugans Johanss.
125. Hieracium isabellae E.S.Marshall
126. Hieracium isabense Mateo & al.
127. Hieracium isatifolium Arv.-Touv.
128. Hieracium ischnodes Omang
129. Hieracium ischnophyton Omang
130. Hieracium isolanum Zahn
131. Hieracium isomeles Omang
132. Hieracium isonomoum Johanss. & Sam.
133. Hieracium isophyllotum Omang
134. Hieracium isopicinum Notø
135. Hieracium isopleurum Johanss.
136. Hieracium isorigidum Notø
137. Hieracium issatchenkoi Schljakov
138. Hieracium issenii Hyl.
139. Hieracium isthmium Elfstr. ex Omang
140. Hieracium italianum Arrigoni & E.Nardi
141. Hieracium itamodon Omang
142. Hieracium iteophyllum Greuter
143. Hieracium itharophyton Johanss.
144. Hieracium ithyphyton Omang
145. Hieracium ithytomum Johanss. & Sam.
146. Hieracium itunense Pugsley
147. Hieracium ivdelense Schljakov
148. Hieracium ixalodon Omang

## J
1. Hieracium jabalambrense Pau
2. Hieracium jablonicense Wol.
3. Hieracium jaculifolium (F.Hanb.) Roffey
4. Hieracium jaedrense Johanss.
5. Hieracium jaeredense Johanss. & Sam.
6. Hieracium jaervikylae Norrl. & Lindeb.
7. Hieracium jaervikylense Norrl. & H.Lindb.
8. Hieracium jahandiezii (Zahn ex Jahand. & Maire) Dobignard
9. Hieracium jangajuense Üksip
10. Hieracium jankae Uechtr.
11. Hieracium jankolympicum Gottschl. & Dunkel
12. Hieracium japonicum Franch. & Sav.
13. Hieracium jaretanum (Zahn) Sleumer
14. Hieracium jarzabczynum (Pawl. & Zahn) Mráz & Chrtek f.
15. Hieracium jasiewiczii Szelag
16. Hieracium jaworowae (Zahn) Schljakov
17. Hieracium jebei Omang
18. Hieracium jebronense Johanss.
19. Hieracium jersoeense Norrl. & Palmgr.
20. Hieracium joannis Szelag
21. Hieracium jofjellense Omang
22. Hieracium johanssonii (Dahlst.) Johanss. & Sam.
23. Hieracium johnsenii Omang
24. Hieracium jolubei Mateo
25. Hieracium jonassonii Ósk.
26. Hieracium jonesianum McCosh
27. Hieracium jordanii Arv.-Touv.
28. Hieracium jubaticeps Behr & Zahn
29. Hieracium jubatum Fr.
30. Hieracium jucundum Notø
31. Hieracium juelii (Dahlst.) Johanss. & Sam.
32. Hieracium juengeri Gottschl.
33. Hieracium juncinescens Johanss.
34. Hieracium junciniforme Johanss.
35. Hieracium juranum Rapin
36. Hieracium jurassicum Griseb.
37. Hieracium juratzkae Zahn
38. Hieracium jutlandicum Keld

## K
1. Hieracium kabanovii Üksip
2. Hieracium kablikianum Zlatník
3. Hieracium kaczurinii Üksip
4. Hieracium kaerkoeense Norrl.
5. Hieracium kaeserianum Zahn
6. Hieracium kaldalonense Dahlst.
7. Hieracium kalsianum Huter ex Nägeli & Peter
8. Hieracium kalsoeense Dahlst.
9. Hieracium kandalakschae Schljakov
10. Hieracium kandawanicum (Rech.f. & Zahn) Rech.f.
11. Hieracium kaninense Schljakov
12. Hieracium karaulanum (O.Behr) Niketic
13. Hieracium karelorum (Norrl.) Üksip
14. Hieracium karmoyense Omang
15. Hieracium kautokeinicum Omang
16. Hieracium kavinae Zlatník
17. Hieracium kebnekaisense Dahlst. ex Johanss.
18. Hieracium keldii Wiinst.
19. Hieracium kemense Norrl.
20. Hieracium kemiticum (Norrl.) Brenner
21. Hieracium kennethii P.D.Sell & D.J.Tennant
22. Hieracium kentii P.D.Sell
23. Hieracium khekianum Zahn
24. Hieracium kieslingii Cabrera
25. Hieracium kievejense Schljakov
26. Hieracium kildinense Schljakov
27. Hieracium kingshousense P.D.Sell
28. Hieracium kinkellense McCosh
29. Hieracium kinnense Omang
30. Hieracium kinrossense McCosh
31. Hieracium kintrawense McCosh
32. Hieracium kintyricum P.D.Sell
33. Hieracium kirghisorum Üksip
34. Hieracium kiviniemense Norrl.
35. Hieracium klingrahoolense W.Scott & R.C.Palmer
36. Hieracium klingstedtii Palmgr. & Fagerstr.
37. Hieracium klisurae Zahn
38. Hieracium kneissaeum Mouterde
39. Hieracium kochianum Jord.
40. Hieracium koehleri (Zahn) Dahlst.
41. Hieracium koepingense Johanss.
42. Hieracium kofelicum Gottschl.
43. Hieracium kolgujevense Schljakov
44. Hieracium kopsicum Gottschl.
45. Hieracium korshinskyi Zahn
46. Hieracium kosmoicum Notø
47. Hieracium kosvinskiense Üksip
48. Hieracium kotilainenii Fagerstr.
49. Hieracium krasanii Wol.
50. Hieracium krendlii Gottschl.
51. Hieracium krischtimanum Mattf. & Zahn
52. Hieracium krivanense (Wol. & Zahn) Schljakov
53. Hieracium krizsnae Lengyel & Zahn
54. Hieracium krylovii Nevski ex Krylov
55. Hieracium kubinskense Üksip
56. Hieracium kuekenthalianum (Zahn) P.D.Sell & C.West
57. Hieracium kuhmoniemiense Norrl.
58. Hieracium kulkowianum (Zahn) Üksip
59. Hieracium kultukense Serg. & Üksip
60. Hieracium kupfferi Dahlst.
61. Hieracium kuroksarense Üksip
62. Hieracium kusnetzkiense Schischk. & Serg.
63. Hieracium kuzenevae Üksip
64. Hieracium kvaenangense Dahlst. ex Notø

## L
1. Hieracium lacerabile Johanss.
2. Hieracium lacerellum Omang
3. Hieracium lacerifolium Dahlst.
4. Hieracium lachenalii Suter
5. Hieracium lachnaeilepium Omang
6. Hieracium lachnaeum Omang
7. Hieracium lachnopsilon Arv.-Touv.
8. Hieracium lacinifolium V.Jones ex McCosh, D.Barlow, B.Burrow & T.C.G.Rich
9. Hieracium lacistoides Notø
10. Hieracium lacistophylloides Dahlst. ex Notø
11. Hieracium lackschewitzii (Dahlst.) Üksip
12. Hieracium laestadianum Johanss. & Sam.
13. Hieracium laesulum Notø
14. Hieracium laetellum Notø
15. Hieracium laeticeps Dahlst.
16. Hieracium laetificum P.D.Sell & C.West
17. Hieracium laetifolium (Dahlst. ex Zahn) Dahlst. ex Johanss. & Sam.
18. Hieracium laetifrons Notø
19. Hieracium laetilanosum Brenner
20. Hieracium laetilingua Brenner
21. Hieracium laevigatum Willd.
22. Hieracium laevigodentatum Mateo
23. Hieracium laevimarginatum Sennikov
24. Hieracium lagascanum Arv.-Touv. & Gaut.
25. Hieracium lagganense P.D.Sell
26. Hieracium lagophyton (Notø) Omang
27. Hieracium lagopoideum Brenner
28. Hieracium lagopus D.Don
29. Hieracium lainzii de Retz
30. Hieracium lakelandicum P.D.Sell
31. Hieracium lampadiotum Omang
32. Hieracium lamprochlorum Omang
33. Hieracium lamprodes Dahlst.
34. Hieracium lamproglaucum Omang
35. Hieracium lamprophylloides (Dahlst. ex Notø) Omang
36. Hieracium lamprophyllum Scheele
37. Hieracium lamprotrichum Brenner
38. Hieracium lanarium Elfstr. ex Omang
39. Hieracium lanatissimum Mateo
40. Hieracium lanatonargonense Mateo
41. Hieracium lanceatum Schljakov
42. Hieracium lanceosum Omang
43. Hieracium lancigerum Norrl.
44. Hieracium lancinatum (Johanss.) B.Nord.
45. Hieracium lancipalentinum Mateo, Egido & Gómiz
46. Hieracium landmarkii Omang
47. Hieracium langei Fr.
48. Hieracium languidifolium Omang
49. Hieracium languidulum Omang
50. Hieracium languidum Notø
51. Hieracium langwellense F.Hanb.
52. Hieracium laniferum Cav.
53. Hieracium lanipes Brenner
54. Hieracium lannesianum Arv.-Touv.
55. Hieracium lanosipes Omang
56. Hieracium lanosissimum Omang
57. Hieracium lanseanum Arv.-Touv.
58. Hieracium lanugineum Brenner
59. Hieracium lanuiceps Brenner
60. Hieracium laparum Omang
61. Hieracium lapidigenum Omang
62. Hieracium lapponiciceps Omang
63. Hieracium lapponicifolium Schljakov
64. Hieracium lapponiciforme Notø
65. Hieracium lapponicum Fr.
66. Hieracium laricense Timb.-Lagr. & Gaut.
67. Hieracium larigense (Pugsley) P.D.Sell & C.West
68. Hieracium larophyllum Omang
69. Hieracium larsii-levii T.Tyler
70. Hieracium larssonii Johanss. & Sam.
71. Hieracium larvatum Omang
72. Hieracium lasicaule Omang
73. Hieracium lasiocybe Dahlst. ex Notø
74. Hieracium lasiophyton Omang
75. Hieracium lassellum Omang
76. Hieracium lassum Omang
77. Hieracium latecardoanum Mateo, L.Sáez, Egido & Gómiz
78. Hieracium latemixtum Mateo & Alejandre
79. Hieracium latens Üksip
80. Hieracium lateovatum Folin
81. Hieracium latequeraltense Mateo, Egido & Gómez
82. Hieracium laterale Norrl.
83. Hieracium lateriflorum Arv.-Touv. & Belli
84. Hieracium lateriflorum Norrl.
85. Hieracium latescens Omang
86. Hieracium latidens Folin
87. Hieracium latificum Omang
88. Hieracium latifrons Omang
89. Hieracium latilepidotum Gottschl.
90. Hieracium latilineatum Johanss.
91. Hieracium latypeum Norrl.
92. Hieracium laurae Norrl.
93. Hieracium laurenii Brenner
94. Hieracium lavatum Norrl.
95. Hieracium lawsonii Vill.
96. Hieracium lawsonioides Mateo
97. Hieracium laxanthelium Omang
98. Hieracium laxifloccum Folin
99. Hieracium laxilimbatum Hyl.
100. Hieracium laxiramum Notø
101. Hieracium lazicum Boiss. & Balansa
102. Hieracium lazistanum Arv.-Touv.
103. Hieracium lecanocephalum Omang
104. Hieracium lecanodes Omang
105. Hieracium lecithodes (Dahlst. ex Zahn) Dahlst. ex Johanss.
106. Hieracium legionense Coss. ex Willk. & Lange
107. Hieracium legiosabaudum Mateo & Egido
108. Hieracium legnodes (Dahlst. ex Zahn) Dahlst. ex Johanss.
109. Hieracium legnograptum Omang
110. Hieracium legrandianum Arv.-Touv.
111. Hieracium lehbertii (Zahn) Üksip
112. Hieracium leioalejandrei Mateo, Egido & Alejandre
113. Hieracium leiocephalum Bartl. ex Griseb.
114. Hieracium leiocranum (Sam. ex Zahn) Sam.
115. Hieracium leiophaeum Arv.-Touv.
116. Hieracium leiophanoides Dahlst. ex Notø
117. Hieracium leiophyllum Omang
118. Hieracium leiopogon Gren. ex Verl.
119. Hieracium leiopsis Dahlst. ex Omang
120. Hieracium leioterum Omang
121. Hieracium lembifolium Notø
122. Hieracium lene Notø
123. Hieracium lepidellum Omang
124. Hieracium lepidiforme (Stenstr.) Johanss.
125. Hieracium lepidochnoum Omang
126. Hieracium lepidolytes Omang
127. Hieracium lepidoptilum Omang
128. Hieracium lepidothoum Omang
129. Hieracium lepidotum (Stenstr.) Dahlst.
130. Hieracium lepiduloides McCosh
131. Hieracium lepoclonum Omang
132. Hieracium leprolepis Norrl.
133. Hieracium leptacrum Brenner
134. Hieracium leptaeolum Omang
135. Hieracium lepteriodes Omang
136. Hieracium lepteurotum Omang
137. Hieracium lepthanthelum Dahlst. ex Notø
138. Hieracium leptocarenum Dahlst. ex Notø
139. Hieracium leptocephalum Benth.
140. Hieracium leptocephalum Fr. ex Nyman
141. Hieracium leptochlaenum Omang
142. Hieracium leptoclonodes Omang
143. Hieracium leptoclonum Omang
144. Hieracium leptocymatum Omang
145. Hieracium leptodomum Omang
146. Hieracium leptodon P.D.Sell & D.J.Tennant
147. Hieracium leptoglochin Dahlst. ex Notø
148. Hieracium leptoglossum (Dahlst. ex Elfstr.) Dahlst.
149. Hieracium leptogrammum Dahlst. ex Johanss.
150. Hieracium leptolaephum Omang
151. Hieracium leptolenum Omang
152. Hieracium leptolygum Omang
153. Hieracium leptomeres (Dahlst. ex Zahn) Dahlst. ex Johanss.
154. Hieracium leptonychum Omang
155. Hieracium leptopastum Omang
156. Hieracium leptopholis Schljakov
157. Hieracium leptophyes Omang
158. Hieracium leptopodum Brenner
159. Hieracium leptoprenanthes Litv. & Zahn
160. Hieracium leptopsimorphum Omang
161. Hieracium leptopsis Omang
162. Hieracium leptostypum Omang
163. Hieracium leptotes Dahlst.
164. Hieracium leptum Johanss. & Sam.
165. Hieracium lerodes Omang
166. Hieracium lesimanum Gottschl. & S.Orsenigo
167. Hieracium letiohortense Mateo, Egido & Gómiz
168. Hieracium leucaeolum Omang
169. Hieracium leuciscum Omang
170. Hieracium leucocestum Omang
171. Hieracium leucochaetum Brenner
172. Hieracium leucoclonum Ósk.
173. Hieracium leucocybe Omang
174. Hieracium leucodaedalum (Dahlst. ex Zahn) Dahlst. ex Johanss. & Sam.
175. Hieracium leucodetum Omang
176. Hieracium leucofarreatum Notø
177. Hieracium leucograptum Dahlst.
178. Hieracium leucolegnodes Omang
179. Hieracium leucolividuliforme Notø
180. Hieracium leucoloma Brenner
181. Hieracium leucomalanides Omang
182. Hieracium leucomalloides Ósk.
183. Hieracium leucomallum (Dahlst.) Dahlst.
184. Hieracium leucopelmatum Nägeli & Peter
185. Hieracium leucophaeatum Notø
186. Hieracium leucophaeum Gren. & Godr.
187. Hieracium leucopilotum Omang
188. Hieracium leucopithodes Omang
189. Hieracium leucoplethum Omang
190. Hieracium leucops Omang
191. Hieracium leucopterum Brenner
192. Hieracium leucoptilotum Omang
193. Hieracium leucotaenioides Dahlst. ex Notø
194. Hieracium leucotholium Omang
195. Hieracium leucotrachelum Johanss.
196. Hieracium leucotrigonum Omang
197. Hieracium leucotrophum Omang
198. Hieracium leucozum Omang
199. Hieracium leucurolepium (Dahlst. & Enander ex Zahn) Dahlst. & Enander ex Johanss.
200. Hieracium leurolonchum Johanss. & Sam.
201. Hieracium leve J.-M.Tison
202. Hieracium leventinum Gottschl.
203. Hieracium levicaule Jord.
204. Hieracium levicilians Omang
205. Hieracium leviculum Omang
206. Hieracium leviforme Omang
207. Hieracium levihirtum Omang
208. Hieracium leyanum (Zahn) Roffey
209. Hieracium leyi F.Hanb.
210. Hieracium lidii Omang
211. Hieracium lignyotum Norrl.
212. Hieracium ligulellum Elfstr.
213. Hieracium lilacinum Norrl.
214. Hieracium liljeholmii (Dahlst. ex Zahn) Dahlst.
215. Hieracium limatum Omang
216. Hieracium limbatum Brenner
217. Hieracium limbifloccum Hyl.
218. Hieracium limbigerum Omang
219. Hieracium limbolariceps Omang
220. Hieracium limbolarium Omang
221. Hieracium limbulatum Omang
222. Hieracium limburgense (Zahn) Haveman
223. Hieracium limitaneum (Johanss.) T.Tyler
224. Hieracium limiticola Omang
225. Hieracium linahamariense Üksip
226. Hieracium linarense Mateo & Gómiz
227. Hieracium lindebergii (Nyman) Dahlst.
228. Hieracium lindii Wiinst.
229. Hieracium linearisquameum Brenner
230. Hieracium linearium Brenner
231. Hieracium lineaticeps B.Nord.
232. Hieracium lineolatum Dahlst. ex Johanss.
233. Hieracium lingelsheimii Pax
234. Hieracium lingua Dahlst. ex Johanss.
235. Hieracium linguaememorans Folin
236. Hieracium linguans (Zahn) Roffey
237. Hieracium linguiferum Omang
238. Hieracium linguifolium Arv.-Touv.
239. Hieracium linguiforme Dahlst. ex Johanss.
240. Hieracium linguifrons Omang
241. Hieracium lingulatum Backh.f. ex Hook. & Arn.
242. Hieracium linifolium T.Sael. ex Lindeb.
243. Hieracium lintonense McCosh
244. Hieracium lintonii Ley
245. Hieracium lipadenium Omang
246. Hieracium lipochnoides Omang
247. Hieracium lipochnoum Omang
248. Hieracium lipocolope Omang
249. Hieracium lipomnoum Johanss. & Sam.
250. Hieracium lipotrichum Omang
251. Hieracium lippmae Üksip
252. Hieracium liptoviense Borbás
253. Hieracium lissocladium Omang
254. Hieracium lissodermum (Dahlst. ex Zahn) Dahlst. ex Johanss.
255. Hieracium lissoglaucum Omang
256. Hieracium lissophyton Omang
257. Hieracium lissoterum Omang
258. Hieracium listrophyllum Elfstr. ex Omang
259. Hieracium listrotum Johanss.
260. Hieracium lithophilon Omang
261. Hieracium litlosense Omang
262. Hieracium litorale Schljakov
263. Hieracium litorigenum Omang
264. Hieracium litwinowianum Zahn
265. Hieracium livescens Norrl.
266. Hieracium livescentiforme Norrl. ex Schljakov
267. Hieracium lividicaule Norrl.
268. Hieracium lividorubens (Almq.) Elfstr.
269. Hieracium lividulifolium Johanss.
270. Hieracium lividum Arv.-Touv.
271. Hieracium ljapinense Üksip
272. Hieracium lobetanicum Mateo, Egido & Gómiz
273. Hieracium lobomischodes Omang
274. Hieracium lobophyllum Dahlst.
275. Hieracium lobotocum Omang
276. Hieracium lobulare Omang
277. Hieracium loedingense Notø
278. Hieracium loeflingianum Arv.-Touv. & Gaut.
279. Hieracium loennbohmii Norrl.
280. Hieracium loensetense Omang
281. Hieracium lomnicense Wol.
282. Hieracium lomniczkianum Szelag
283. Hieracium lomochnoum Omang
284. Hieracium lomostephum Omang
285. Hieracium lonchophyllum Schljakov
286. Hieracium longacuens Omang
287. Hieracium longatriceps Omang
288. Hieracium longiberbe Howell
289. Hieracium longicollum (Dahlst. ex Zahn) Johanss. & Sam.
290. Hieracium longicuspis Brenner
291. Hieracium longidens Ohlsén
292. Hieracium longifidum Zahn
293. Hieracium longifoliatum Omang
294. Hieracium longifolium Schleich. ex Froel.
295. Hieracium longifrons Dahlst.
296. Hieracium longiglandulosum Brenner
297. Hieracium longilobum Roffey
298. Hieracium longimanum (Norrl.) Dahlst.
299. Hieracium longipilipes Ósk.
300. Hieracium longipilum Torr. ex Hook.
301. Hieracium longipubens Schljakov
302. Hieracium longiradium Norrl.
303. Hieracium longulifrons Omang
304. Hieracium lopholepidioides Omang
305. Hieracium lophophyllum Dahlst. ex Johanss.
306. Hieracium lorentzianum Zahn
307. Hieracium loretii Fr.
308. Hieracium loriferum Johanss.
309. Hieracium losae Mateo
310. Hieracium loscosianum Scheele
311. Hieracium lotense Omang
312. Hieracium lovozericum Schljakov
313. Hieracium loxolepis Omang
314. Hieracium lucens Norrl.
315. Hieracium lucidum Guss.
316. Hieracium luculentorum T.Tyler
317. Hieracium luculentum Omang
318. Hieracium ludificans Johanss.
319. Hieracium ludoviciense Johanss.
320. Hieracium luebeckii (Dahlst.) Dahlst. ex Johanss.
321. Hieracium lugae-pljussae Sennikov
322. Hieracium lugubre (Malme) Dahlst.
323. Hieracium luguerense Mateo, Egido & Alejandre
324. Hieracium lundardalicum Omang
325. Hieracium lundbomii Dahlst.
326. Hieracium lunnerense Omang
327. Hieracium luridipes Norrl.
328. Hieracium luroense Omang
329. Hieracium lusitanicum Arv.-Touv.
330. Hieracium luteomontanum Cabrera
331. Hieracium lutnjarmense Schljakov
332. Hieracium lutulenticeps Schljakov
333. Hieracium luzuleti Hyl.
334. Hieracium lychnidifolium Elfstr.
335. Hieracium lychnioides Arv.-Touv.
336. Hieracium lychnitis Scheele
337. Hieracium lycopifolium Froel.
338. Hieracium lycopoides Arv.-Touv. & Gaut.
339. Hieracium lygistodon Dahlst.
340. Hieracium lygotonum Omang
341. Hieracium lygotum Omang
342. Hieracium lyngenense Dahlst. ex Notø
343. Hieracium lyperodes Omang
344. Hieracium lyratifolium H.Lindb. ex Norrl.
345. Hieracium lyratiforme Norrl. ex Vain.
346. Hieracium lyrifolium Schljakov
347. Hieracium lysanum Arv.-Touv. & Gaut.
348. Hieracium lythrodes Dahlst. ex Omang

## M
1. Hieracium maccoshiana T.C.G.Rich
2. Hieracium macdonaldii Beaman & B.L.Turner
3. Hieracium macednophyton Omang
4. Hieracium macellum Johanss.
5. Hieracium macelophyllum Omang
6. Hieracium machairodon Johanss. & Sam.
7. Hieracium machlochaetum Omang
8. Hieracium machlodon Omang
9. Hieracium maciatum Ohlsén
10. Hieracium macradenium (Dahlst.) Brenner
11. Hieracium macranthelops Omang
12. Hieracium macrelliforme Omang
13. Hieracium macrellum Omang
14. Hieracium macripes Omang
15. Hieracium macrirameum Norrl.
16. Hieracium macroauricula H.Lindb.
17. Hieracium macrocallianthum (Zahn) comb.ined.
18. Hieracium macrocalyx Brenner
19. Hieracium macrocarpum Pugsley
20. Hieracium macrocentrum (Johanss.) Johanss.
21. Hieracium macrocephalum Huter ex Dalla Torre
22. Hieracium macrochlorellum Litv. & Zahn ex Üksip
23. Hieracium macrocladum Schljakov
24. Hieracium macrocoelium Johanss.
25. Hieracium macrocolpum Omang
26. Hieracium macrocomum Dahlst.
27. Hieracium macroconoides Johanss.
28. Hieracium macrodon Nägeli & Peter
29. Hieracium macrodontoides (Zahn) Zahn
30. Hieracium macrogrovesianum Gottschl.
31. Hieracium macrolasium Ósk.
32. Hieracium macromalloides Sam.
33. Hieracium macromallum (Dahlst. ex Zahn) Dahlst. ex Johanss.
34. Hieracium macromeles Omang
35. Hieracium macropholidium (Dahlst.) Dahlst.
36. Hieracium macropodum Omang
37. Hieracium macropterum Omang
38. Hieracium macroscelum Omang
39. Hieracium macrostylum Dahlst.
40. Hieracium macrotonoides (Dahlst. ex Zahn) Dahlst. ex Johanss.
41. Hieracium macrum Omang
42. Hieracium macrurum Hyl.
43. Hieracium maculato-ornatum T.Tyler
44. Hieracium maculatum Schrank
45. Hieracium maculiferum Norrl. ex Johanss.
46. Hieracium maculoides P.D.Sell & C.West
47. Hieracium maculosiforme Omang
48. Hieracium madarodes Dahlst. ex Johanss.
49. Hieracium maeandrinum Johanss. & Sam.
50. Hieracium maesticolor Johanss.
51. Hieracium magniceps Omang
52. Hieracium magnidens Dahlst. ex Jónss.
53. Hieracium majorinum Johanss. & Sam.
54. Hieracium majusculans Omang
55. Hieracium malacochaetum Dahlst. ex Omang
56. Hieracium malacophyllum Ohlsén
57. Hieracium maladetae Arv.-Touv. & Gaut.
58. Hieracium malaxatiforme Johanss. & Sam.
59. Hieracium malaxatum Johanss. & Sam.
60. Hieracium maleflorens Omang
61. Hieracium mallocaulon (Dahlst. ex Zahn) Dahlst. ex Johanss.
62. Hieracium mallocephalum Omang
63. Hieracium mallophorum (Nägeli & Peter) J.-M.Tison
64. Hieracium mallophyllum Johanss.
65. Hieracium mallopodoides Johanss. & Sam.
66. Hieracium mallopodum Johanss.
67. Hieracium malmioi B.Nord.
68. Hieracium malovanicum Degen & Zahn
69. Hieracium mammatidens Folin
70. Hieracium mammidens P.D.Sell
71. Hieracium manadenium Omang
72. Hieracium mananthelum Omang
73. Hieracium mandonii (Sch.Bip.) Britton
74. Hieracium manifestum Üksip
75. Hieracium mankholmense Norrl.
76. Hieracium manoclades Omang
77. Hieracium manocolum Johanss. & Sam.
78. Hieracium manophyton Omang
79. Hieracium manotrichum Johanss.
80. Hieracium manozum Omang
81. Hieracium mansanetium Mateo
82. Hieracium mansum Elfstr. ex Omang
83. Hieracium manubricatum (Dahlst. & Enander ex Zahn) Dahlst. & Enander ex Johanss.
84. Hieracium mapirense Britton
85. Hieracium marchesonii Gottschl.
86. Hieracium marginatulum Norrl.
87. Hieracium marginellum Dahlst.
88. Hieracium marginifloccum Folin
89. Hieracium mariae P.D.Sell
90. Hieracium marifugum (Johanss.) Johanss.
91. Hieracium mariniarum Mateo, Egido & Gómiz
92. Hieracium marinum T.Tyler
93. Hieracium maritimum (F.Hanb.) F.Hanb.
94. Hieracium marjokense (Norrl.) Schljakov
95. Hieracium marmoreum Pancic & Vis.
96. Hieracium marokense Omang
97. Hieracium marshallii Linton
98. Hieracium marsorum Gottschl.
99. Hieracium martinetianum Mateo & Gómiz
100. Hieracium mastrucatum Notø
101. Hieracium mataeum Johanss. & Sam.
102. Hieracium mathewsii Arv.-Touv.
103. Hieracium mattfeldianum Zahn
104. Hieracium mattiroloanum Arv.-Touv. & Belli
105. Hieracium maurocephalum Folin
106. Hieracium maurochlorum Norrl.
107. Hieracium maurolepium Dahlst.
108. Hieracium maurostylum Hyl.
109. Hieracium mayoraliae Mateo
110. Hieracium mecistolepis Omang
111. Hieracium meconopsis Omang
112. Hieracium medense Gottschl. & Dunkel
113. Hieracium mediiforme (G.O.Anderson ex Malme) Dahlst.
114. Hieracium mediolatum Omang
115. Hieracium medschedsense Zahn
116. Hieracium megabellense Mateo, Egido & Gómiz
117. Hieracium megabelsetanum Mateo, Egido & Gómiz
118. Hieracium megabombycinum Mateo
119. Hieracium megacephalum Nash
120. Hieracium megachaetum Wiinst.
121. Hieracium megafurcatum Mateo & Egido
122. Hieracium megalaniferum Mateo, Egido & Gómiz
123. Hieracium megalanthelum Brenner
124. Hieracium megalocaulon Ósk.
125. Hieracium megalocerinthe Arv.-Touv.
126. Hieracium megalochaetum Zahn
127. Hieracium megalolepis Brenner
128. Hieracium megalolepium Omang
129. Hieracium megalomeres Omang
130. Hieracium megalophyton Ósk.
131. Hieracium megalops Omang
132. Hieracium megalothecum Zahn
133. Hieracium megalotrachelum Johanss.
134. Hieracium meganargonense Mateo, Egido & Gómiz
135. Hieracium megandurense Mateo, Egido & Gómiz
136. Hieracium megantheloides Omang
137. Hieracium megapalentinum Mateo & Egido
138. Hieracium megaphorum Omang
139. Hieracium megaphyes Ósk.
140. Hieracium megapodium Dahlst.
141. Hieracium megardense Notø
142. Hieracium megasturicum Mateo & Egido
143. Hieracium megavulgatum T.Tyler
144. Hieracium megethes Omang
145. Hieracium megistadenium Elfstr.
146. Hieracium meieces Omang
147. Hieracium meionexium Omang
148. Hieracium melainon Elfstr.
149. Hieracium melambaphes Omang
150. Hieracium melampeplum Omang
151. Hieracium melamphaes Omang
152. Hieracium melamphorum Elfstr. ex Omang
153. Hieracium melanadenium Dahlst.
154. Hieracium melanadenophorum (Romieux & Zahn) J.-M.Tison
155. Hieracium melandetum Omang
156. Hieracium melannephes Omang
157. Hieracium melanocalpis Omang
158. Hieracium melanochloricephalum Pugsley
159. Hieracium melanocrinum Brenner
160. Hieracium melanoglochin (E.F.Linton) P.D.Sell
161. Hieracium melanolepis Almq. ex Norrl.
162. Hieracium melanomallum Dahlst.
163. Hieracium melanopoides Omang
164. Hieracium melanops Arv.-Touv.
165. Hieracium melanopsiforme (Zahn) J.-M.Tison
166. Hieracium melanopum Omang
167. Hieracium melanothyrsum K.Malý & Zahn
168. Hieracium melanoxanthum Omang
169. Hieracium melanthes (Dahlst. ex Zahn) Dahlst. ex Johanss.
170. Hieracium melaxum Notø
171. Hieracium melinostylum Johanss.
172. Hieracium membrosum Johanss. & Sam.
173. Hieracium memorabile P.D.Sell & C.West
174. Hieracium mendocinum Sleumer
175. Hieracium merakerense Norrl.
176. Hieracium merxmuelleri de Retz
177. Hieracium mesoleucum Omang
178. Hieracium mesopoliotrichum Ohlsén
179. Hieracium mesopolium Dahlst.
180. Hieracium mesopsilum Omang
181. Hieracium mestocephalum Omang
182. Hieracium metaboloides Norrl.
183. Hieracium metaliceps Johanss. ex Dahlst.
184. Hieracium metallicorum Gottschl.
185. Hieracium metanobile Mateo, Egido & Gómiz
186. Hieracium mexicanum Less.
187. Hieracium miarellum Omang
188. Hieracium micanticeps Johanss. & Sam.
189. Hieracium micantiforme Notø
190. Hieracium micantiramum Notø
191. Hieracium miccylotocum Omang
192. Hieracium micosiforme Johanss. & Sam.
193. Hieracium micosum Johanss. & Sam.
194. Hieracium micracladioides (Dahlst. ex Zahn) Dahlst. ex Johanss.
195. Hieracium micracladium (F.N.Williams) Ley
196. Hieracium microcephalum Sch.Bip.
197. Hieracium microceps Notø
198. Hieracium microcodon Hyl.
199. Hieracium microcolpodes Omang
200. Hieracium microcomum Dahlst. ex Svenson
201. Hieracium microcymoides Johanss. & Sam.
202. Hieracium microcymon Johanss.
203. Hieracium microdolichaetum (Zahn) J.-M.Tison
204. Hieracium microdon (Dahlst.) Omang
205. Hieracium microphoron (Norrl. ex Johanss.) Johanss.
206. Hieracium microphorum Omang
207. Hieracium microplacerum Norrl.
208. Hieracium microstictum (Dahlst. & Enander ex Zahn) Dahlst. & Enander ex Johanss.
209. Hieracium microtocum Omang
210. Hieracium microtum Boiss.
211. Hieracium milesii P.D.Sell & C.West
212. Hieracium milteliphes Omang
213. Hieracium mimeticum Hyl.
214. Hieracium minuriens Dahlst. ex Johanss.
215. Hieracium minutulescens Omang
216. Hieracium miramarense (Almq. ex Dahlst.) Johanss.
217. Hieracium mirandum P.D.Sell & C.West
218. Hieracium misaucinum Nägeli & Peter
219. Hieracium mischotopsis Omang
220. Hieracium miserum Notø
221. Hieracium mistbergense Omang
222. Hieracium mitigatum Omang
223. Hieracium mitoclonum Omang
224. Hieracium mitolenum Omang
225. Hieracium mitophorum Omang
226. Hieracium mixtibifidum Mateo & Alejandre
227. Hieracium mixtivillosum Brenner
228. Hieracium mixtum Lapeyr. ex Froel.
229. Hieracium mjoemense Omang
230. Hieracium mlinicae (Hruby & Zahn) Chrtek f. & Mráz
231. Hieracium modicidens Omang
232. Hieracium modiciforme Üksip
233. Hieracium modicum Norrl.
234. Hieracium moeanum Lindeb.
235. Hieracium moense Notø
236. Hieracium molestatum Johanss.
237. Hieracium molinieranum Arv.-Touv. & Gaut.
238. Hieracium mollicrinum Omang
239. Hieracium mollifolium Omang
240. Hieracium molliglandulosum Brenner
241. Hieracium mollisetulosum Brenner
242. Hieracium mollitum Arv.-Touv.
243. Hieracium mollivestitum Notø
244. Hieracium molluscum Norrl.
245. Hieracium molucratum Johanss. & Sam.
246. Hieracium molybdinoides Dahlst.
247. Hieracium molybdinum (Stenstr.) Dahlst.
248. Hieracium molybdochroum Dahlst.
249. Hieracium monacriodes Omang
250. Hieracium monanthum Omang
251. Hieracium monczecola Üksip
252. Hieracium mongolicum S.Bräut.
253. Hieracium monnieri Arv.-Touv.
254. Hieracium monochroum Johanss.
255. Hieracium monolaephum Omang
256. Hieracium monophylliscum Omang
257. Hieracium monophyllodes Omang
258. Hieracium monopsides Omang
259. Hieracium monopsidiceps Omang
260. Hieracium monoticum Brenner
261. Hieracium monregalense Burnat & Gremli
262. Hieracium monstrosum Hyl.
263. Hieracium montcaunicum Mateo
264. Hieracium montellii Norrl.
265. Hieracium montenegrinum Freyn
266. Hieracium montigenum Omang
267. Hieracium montipalentinum Mateo, Egido & Gómiz
268. Hieracium montis-bovis Mateo
269. Hieracium montis-florum Gottschl.
270. Hieracium montis-porrarae Gottschl.
271. Hieracium montivagum Omang
272. Hieracium montsaticolum Mateo
273. Hieracium montserratii Mateo
274. Hieracium montsignaticum Mateo & L.Sáez
275. Hieracium moravense Gottschl. & Selvi
276. Hieracium moravicum Freyn ex Oborny
277. Hieracium morii Hayata
278. Hieracium morrubelianum Mateo, Egido & Gómiz
279. Hieracium moruloides Adlerz
280. Hieracium mosenii Malme
281. Hieracium mucrodentatum T.Tyler
282. Hieracium mucronatum Arv.-Touv. & Gaut.
283. Hieracium mucronellum P.D.Sell & C.West
284. Hieracium mucroniferum Hyl.
285. Hieracium mucronifolium Omang
286. Hieracium mucronosum Omang
287. Hieracium mukaczevense Üksip
288. Hieracium multangulum Omang
289. Hieracium multiceps (Dahlst.) Dahlst. ex Johanss.
290. Hieracium multicium Omang
291. Hieracium multicolor Dahlst. & Magn.
292. Hieracium multicolorans Omang
293. Hieracium multidens (Adlerz) Adlerz ex Johanss.
294. Hieracium multiferum Norrl.
295. Hieracium multifrons Brenner
296. Hieracium multisigne Johanss. & Sam.
297. Hieracium mundalense Omang
298. Hieracium mundulifolium (Johanss.) T.Tyler
299. Hieracium mundulum (Dahlst.) Johanss. & Sam.
300. Hieracium mundum P.D.Sell & C.West
301. Hieracium munkacsense (Zahn) Schljakov
302. Hieracium murcandidum Mateo
303. Hieracium muriceps Brenner
304. Hieracium murinum Brenner
305. Hieracium murlainzii Mateo
306. Hieracium murlainzoides Mateo & Egido
307. Hieracium murmanense Schljakov
308. Hieracium murmanicum (Norrl.) Norrl.
309. Hieracium murorum L.
310. Hieracium musivale Johanss.
311. Hieracium mutabundum Johanss. & Sam.
312. Hieracium mutilatiforme Dahlst. ex Notø
313. Hieracium mutilatum Almq. ex Elfstr.
314. Hieracium mutilescens Omang
315. Hieracium mutilifolium Omang
316. Hieracium myocephalum Brenner
317. Hieracium myrdalense Ósk.
318. Hieracium myriochaetum Omang
319. Hieracium myrtillinum (Johanss. ex Dahlst.) T.Tyler
320. Hieracium myurolepis Omang

## N
1. Hieracium naegelianum Pancic
2. Hieracium naeviferum Dahlst. ex Notø
3. Hieracium naevifolium Dahlst. ex Johanss.
4. Hieracium naevifrons Omang
5. Hieracium naevium (Dahlst. ex Zahn) Dahlst. ex Johanss.
6. Hieracium naevosiforme (Dahlst. ex Zahn) Dahlst. ex Johanss.
7. Hieracium naevosum Johanss. ex Dahlst.
8. Hieracium nanelliceps Omang
9. Hieracium nanidens Ósk.
10. Hieracium nanniscodon Omang
11. Hieracium nanniscophorum Omang
12. Hieracium nannocephalum Omang
13. Hieracium napaeum Zahn
14. Hieracium nargonense Mateo
15. Hieracium narymense Schischk. & Serg.
16. Hieracium nasimovae Stepanov
17. Hieracium nastophyllum Johanss.
18. Hieracium nastum Johanss.
19. Hieracium naviense J.N.Mills
20. Hieracium nealolepis Omang
21. Hieracium neanicum Omang
22. Hieracium necopinum Buttler
23. Hieracium neglectipilosum Sennikov
24. Hieracium negoiense (Ravarut & Nyár.) Soó
25. Hieracium nematozum Omang
26. Hieracium nenukovii Üksip
27. Hieracium neobenascanum Mateo, Egido & Gómiz
28. Hieracium neobipes Notø
29. Hieracium neocerinthe Fr.
30. Hieracium neocerinthoides Arv.-Touv. & Briq.
31. Hieracium neoclosianum Mateo
32. Hieracium neocoracinum Pugsley
33. Hieracium neocoriaceum Mateo
34. Hieracium neodivergens Gottschl.
35. Hieracium neofigolsianum Mateo & al.
36. Hieracium neofilicaule Gottschl.
37. Hieracium neofortunatense Mateo, Egido & Gómiz
38. Hieracium neofurcatum Sleumer
39. Hieracium neograndescens Notø
40. Hieracium neoherrerae Zahn
41. Hieracium neolygodes Johanss.
42. Hieracium neomalyi Zahn
43. Hieracium neomarginatum P.D.Sell
44. Hieracium neomicracladium P.D.Sell
45. Hieracium neophlomoides Arv.-Touv.
46. Hieracium neopicris Arv.-Touv.
47. Hieracium neoplatyphyllum Gottschl.
48. Hieracium neoqueraltense Mateo, Egido & Gómiz
49. Hieracium neorepandum P.D.Sell & C.West
50. Hieracium neosaliencianum Mateo, Egido & Gómiz
51. Hieracium neoserratifrons T.Tyler
52. Hieracium neostenophyllum Gottschl. & Brandst.
53. Hieracium nepegum Omang
54. Hieracium nepheloides Johanss. & Sam.
55. Hieracium nepium Omang
56. Hieracium nericiense (Adlerz) Johanss.
57. Hieracium neritodon Johanss. & Sam.
58. Hieracium neroikense Üksip
59. Hieracium neronense Gottschl.
60. Hieracium nesaeum Omang
61. Hieracium nesaeum Üksip
62. Hieracium nesiotes Omang
63. Hieracium neuroclasioides Omang
64. Hieracium neuroclasium Omang
65. Hieracium neurostegum Omang
66. Hieracium neurosteptum Omang
67. Hieracium neyranum Arv.-Touv.
68. Hieracium nidarosiense Norrl.
69. Hieracium nidense (F.Hanb.) Roffey
70. Hieracium niederleinii (Zahn) Sleumer
71. Hieracium nigardense Omang
72. Hieracium nigelliforme Norrl.
73. Hieracium nigelloides Brenner
74. Hieracium nigrantipilum Norrl. & H.Lindb.
75. Hieracium nigraticeps Omang
76. Hieracium nigrescens Willd.
77. Hieracium nigrescenticeps Omang
78. Hieracium nigricanticeps (Stenstr.) Dahlst.
79. Hieracium nigriceps Lindeb.
80. Hieracium nigrifactum P.D.Sell
81. Hieracium nigrisetulum Omang
82. Hieracium nigrisquameum Hyl.
83. Hieracium nigristylum Notø
84. Hieracium nigritipes Folin
85. Hieracium nigritum Uechtr.
86. Hieracium nigriusculum Omang
87. Hieracium nigrocreperum Johanss. & Sam.
88. Hieracium nigrocyaneum Johanss. & Sam.
89. Hieracium nigrofuscum Johanss. & Sam.
90. Hieracium nigrolegionense Mateo, Egido & Alejandre
91. Hieracium nigroolivaceum Folin
92. Hieracium nigropilosum Omang
93. Hieracium nigropilum Omang
94. Hieracium nigrostylum Zlatník
95. Hieracium nigroviridans Folin
96. Hieracium nigroviridiceps Folin
97. Hieracium niphetodes Omang
98. Hieracium nipholasium Georgiev & Zahn
99. Hieracium nitens Lindeb.
100. Hieracium nitentiforme Omang
101. Hieracium nitidiceps Omang
102. Hieracium nitidicuspis Omang
103. Hieracium nitidum Backh.f.
104. Hieracium nivaense Schljakov
105. Hieracium niveicuspis Folin
106. Hieracium niveobarbatoides Mateo
107. Hieracium niveobarbatum Arv.-Touv. ex Gottschl.
108. Hieracium niveolimbatum Üksip
109. Hieracium niveoornatum Folin
110. Hieracium niveotomentosum Omang
111. Hieracium niviferum Norrl.
112. Hieracium nivimontis (Oborny & Zahn) Chrtek f.
113. Hieracium nizhnetunguskaense Tupitz.
114. Hieracium nobile Gren. & Godr.
115. Hieracium nodiferum Omang
116. Hieracium nordenstamii Ósk.
117. Hieracium nordlanderi Johanss.
118. Hieracium nordlandicum Dahlst.
119. Hieracium nordmarkense Omang
120. Hieracium nordstroemii Johanss.
121. Hieracium northroense Pugsley
122. Hieracium norvegicum Fr.
123. Hieracium notabile P.D.Sell & C.West
124. Hieracium notense Schljakov
125. Hieracium notochnoum Omang
126. Hieracium notopastum Omang
127. Hieracium notophilum Ósk.
128. Hieracium notoscioides Omang
129. Hieracium nouletii (Zahn) J.-M.Tison
130. Hieracium nubilum Dahlst.
131. Hieracium nubitangens Gottschl.
132. Hieracium nudicaule (A.Gray) A.Heller
133. Hieracium nudicollum Johanss.
134. Hieracium nudonigricans Omang
135. Hieracium nuggaense Omang
136. Hieracium nuoliense Johanss.
137. Hieracium nuriense Mateo & al.
138. Hieracium nutense Omang
139. Hieracium nyaradyanum Zahn
140. Hieracium nyctopum Omang
141. Hieracium nymphaeatiforme Dahlst. ex A.Hamberg
142. Hieracium nymphaeatum Dahlst. ex Johanss.

## O
1. Hieracium obatrescens (Dahlst.) Dahlst.
2. Hieracium obconicum Brenner
3. Hieracium obeliscoides Omang
4. Hieracium obellipticum Johanss. & Sam.
5. Hieracium obesiceps Omang
6. Hieracium oblanceolatum Folin
7. Hieracium oblaqueatum Johanss.
8. Hieracium obliquifolium (Dahlst.) Dahlst. ex Johanss.
9. Hieracium oblongatum Omang
10. Hieracium oblongulare Omang
11. Hieracium oblonguliceps Omang
12. Hieracium oblonguliferum Omang
13. Hieracium obnubilum Norrl.
14. Hieracium obovalifrons Folin
15. Hieracium obovatifolium V.Jones ex McCosh, D.Barlow, B.Burrow & T.C.G.Rich
16. Hieracium obovatifrons Folin
17. Hieracium obovoideum Norrl.
18. Hieracium obrigens Johanss. & Sam.
19. Hieracium obrovacense Degen & Zahn
20. Hieracium obscurans Elfstr.
21. Hieracium obscuratum Murr
22. Hieracium obscurilingua Brenner
23. Hieracium obscurulum Omang
24. Hieracium obtexticeps Notø
25. Hieracium obtextifolium Notø
26. Hieracium obtextiforme Dahlst. ex Notø
27. Hieracium obtextum Dahlst. ex Johanss.
28. Hieracium obtexum Dahlst. ex Johanss.
29. Hieracium obtusangulum Dahlst.
30. Hieracium obtusifrons Folin
31. Hieracium obtusissimum Almq. ex Omang
32. Hieracium obtusius Hyl.
33. Hieracium obtusoserratum Omang
34. Hieracium obtusulescens Omang
35. Hieracium obtusulum (Stenstr.) Dahlst.
36. Hieracium obversiforme Johanss.
37. Hieracium obversum (Johanss.) Johanss.
38. Hieracium ocenicum Mateo
39. Hieracium ochanskiense (Zahn) Üksip ex Schljakov
40. Hieracium ochrochlorum Johanss. & Sam.
41. Hieracium ochrolomum Omang
42. Hieracium ochthophilum P.D.Sell
43. Hieracium ocriophyllum Johanss. & Sam.
44. Hieracium oddense Omang
45. Hieracium odenense Mateo, Egido & Gómiz
46. Hieracium odontodes Omang
47. Hieracium odontolipes Omang
48. Hieracium odontomeles Omang
49. Hieracium odontophyllum Freyn & Sint.
50. Hieracium odontopleum Omang
51. Hieracium oedocephalum Omang
52. Hieracium oelvense Omang
53. Hieracium oeneororatum Norrl.
54. Hieracium oenophyllum P.D.Sell
55. Hieracium oestmanii T.Tyler
56. Hieracium offerdalense Johanss.
57. Hieracium offulgens Johanss. & Sam.
58. Hieracium ofotense Notø
59. Hieracium ognaense Omang
60. Hieracium ohlsenii Hyl.
61. Hieracium oinopolepis (Malme ex Dahlst.) Dahlst.
62. Hieracium oioense Dahlst. ex Üksip
63. Hieracium olafii I.Ósk.
64. Hieracium oleaginicolor (Zahn) Zahn
65. Hieracium olenophorum Omang
66. Hieracium oleosum (Dahlst. ex Zahn) Dahlst.
67. Hieracium oletatum (Johanss. & Sam.) T.Tyler
68. Hieracium olfotense Omang
69. Hieracium oligasterum (Johanss. & Sam.) T.Tyler
70. Hieracium oligochnoum Johanss. & Sam.
71. Hieracium oligodon Nägeli & Peter
72. Hieracium oligogonium Johanss. & Sam.
73. Hieracium oligograptum Dahlst. ex Notø
74. Hieracium oligolepium (Stenstr.) Johanss. & Sam.
75. Hieracium oligolophum Omang
76. Hieracium oligophorum Omang
77. Hieracium oligophyllum Norrl.
78. Hieracium oligopolium Johanss.
79. Hieracium oligostictum Ohlsén
80. Hieracium oligozum Johanss. & Sam.
81. Hieracium olivaceiceps Omang
82. Hieracium olivaceum Gren. & Godr.
83. Hieracium olliceps Johanss.
84. Hieracium olvikense Omang
85. Hieracium olympicum Boiss.
86. Hieracium omangii Elfstr.
87. Hieracium omasvarrincola Elfstr. ex Omang
88. Hieracium oncadenium Ósk.
89. Hieracium oncodes Omang
90. Hieracium oncophyton Omang
91. Hieracium onoense Omang
92. Hieracium onosmoides Fr.
93. Hieracium onychodontum Hyl.
94. Hieracium onychophoroides Omang
95. Hieracium onychophorum Omang
96. Hieracium oophyllum Omang
97. Hieracium opaciceps Johanss. & Sam.
98. Hieracium opacum (Lönnr. ex Dahlst.) Johanss.
99. Hieracium opdalense Norrl.
100. Hieracium opeatodontum (Stenstr.) Dahlst.
101. Hieracium opetiolepium Notø
102. Hieracium opetiophyllum Dahlst. ex Omang
103. Hieracium ophiocladum Omang
104. Hieracium opimifolium Omang
105. Hieracium opochloroides Johanss. & Sam.
106. Hieracium opochlorum Johanss. & Sam.
107. Hieracium oppositidens Omang
108. Hieracium oppressatum Omang
109. Hieracium oppressiceps Omang
110. Hieracium optimum P.D.Sell & C.West
111. Hieracium oramnodes Omang
112. Hieracium orariiceps Brenner
113. Hieracium orariifolium Johanss. & Sam. ex Johanss.
114. Hieracium orariiforme Dahlst. ex Johanss.
115. Hieracium orarium Lindeb.
116. Hieracium orbicantiforme (Dahlst. ex Zahn) Dahlst. ex Johanss.
117. Hieracium orbiculatum Folin
118. Hieracium orbolense (Stenstr.) Dahlst.
119. Hieracium orcadense W.R.Linton
120. Hieracium oreiocephalum Zahn
121. Hieracium orimeles W.R.Linton
122. Hieracium orithales E.F.Linton
123. Hieracium oritrephes Omang
124. Hieracium ornatiforme Dahlst. ex Omang
125. Hieracium ornatilorum P.D.Sell & C.West
126. Hieracium ornatissimum (Dahlst. ex Zahn) Dahlst. ex Johanss.
127. Hieracium ornatum (Dahlst.) Dahlst.
128. Hieracium oroamplexicaule Mateo & Egido
129. Hieracium orodoxum Gottschl.
130. Hieracium oroelense Mateo, Egido & Gómiz
131. Hieracium oroglaucum O. & E.Behr & Zahn
132. Hieracium orophilon Elfstr. ex Omang
133. Hieracium oropyrenaicum Mateo
134. Hieracium orosense Gottschl.
135. Hieracium orphnocephalum (Dahlst. ex Zahn) Dahlst. ex Johanss.
136. Hieracium orphnocratum Omang
137. Hieracium orphnolepium (Dahlst. ex Zahn) Dahlst. ex Johanss.
138. Hieracium orphnotrichoides Omang
139. Hieracium orsense Johanss.
140. Hieracium orsierae Gottschl.
141. Hieracium orteganum Arv.-Touv. & Gaut.
142. Hieracium orthobrachion (Wol. & Zahn) Schljakov
143. Hieracium orthocaulon (Dahlst.) Omang
144. Hieracium orthocolon Johanss.
145. Hieracium orthodes Omang
146. Hieracium orthodontum Omang
147. Hieracium orthoglossum Arv.-Touv. & Gaut.
148. Hieracium ortholepium Omang
149. Hieracium orthophrixum Omang
150. Hieracium orthophyes Omang
151. Hieracium orthophyton Omang
152. Hieracium orthopodum Dahlst.
153. Hieracium orthopoides Notø
154. Hieracium orthorachis Sam.
155. Hieracium orthostypum Omang
156. Hieracium ortiziae Pruski
157. Hieracium orupense Ingerslev
158. Hieracium osiliae (Dahlst.) Üksip
159. Hieracium oskordalicum Omang
160. Hieracium osmundaceum Johanss.
161. Hieracium osonense Mateo, Egido & Gómiz
162. Hieracium osorense Mateo, Egido & Gómiz
163. Hieracium osormortianum Mateo, Egido & Gómiz
164. Hieracium ossaeum Zahn
165. Hieracium ostenfeldii Dahlst.
166. Hieracium ostreophyllum Standl. & Steyerm.
167. Hieracium otophorum Hyl.
168. Hieracium ovalescens Omang
169. Hieracium ovaliceps (Norrl.) Elfstr.
170. Hieracium ovaliculum Omang
171. Hieracium ovaliforme P.D.Sell
172. Hieracium ovaligerum Omang
173. Hieracium ovatifolians Omang
174. Hieracium ove-dahli Omang
175. Hieracium ovikense Notø
176. Hieracium oxlaense Omang
177. Hieracium oxybeles P.D.Sell
178. Hieracium oxycerinthe Arv.-Touv. & Gaut.
179. Hieracium oxygoniophyllum Omang
180. Hieracium oxygonium Omang
181. Hieracium oxylepium (Dahlst.) Dahlst. ex Johanss.
182. Hieracium oxyodon Fr.
183. Hieracium oxyodontophorum Ósk.
184. Hieracium oxypetalum Omang
185. Hieracium oxyphylloides Dahlst. ex Notø
186. Hieracium oxypleurum Ósk.
187. Hieracium oxyscevum Omang
188. Hieracium oxythectum Omang

## P
1. Hieracium pachycalamum Johanss. & Sam.
2. Hieracium pachycranum Johanss. & Sam.
3. Hieracium pachycybe Dahlst.
4. Hieracium pachycybodes Omang
5. Hieracium pachylopum Omang
6. Hieracium pachylum Omang
7. Hieracium pachymeroides (Omang) Omang
8. Hieracium pachyphylloides (Zahn) Roffey
9. Hieracium pachyrrhizum Norrl.
10. Hieracium pachytrachelum (Johanss.) Johanss.
11. Hieracium paczoskianum Sennikov
12. Hieracium padcayense Sleumer
13. Hieracium paediscum Notø
14. Hieracium paeminosum Johanss. & Sam.
15. Hieracium paganicum Notø
16. Hieracium pahnschii Üksip
17. Hieracium palalpense Mateo & al.
18. Hieracium palantianum Mateo
19. Hieracium palatosilense Mateo, Egido & Alejandre
20. Hieracium palenicae Rech.f. & Zahn
21. Hieracium palentinum Mateo & Alejandre
22. Hieracium paleopyrenaicum Mateo & Gómiz
23. Hieracium paleoscense Mateo, Egido & Gómiz
24. Hieracium paletaranum Sleumer
25. Hieracium palezieuxii Zahn
26. Hieracium palifolium Omang
27. Hieracium palleptum Omang
28. Hieracium pallescens Waldst. & Kit.
29. Hieracium palleucozum Omang
30. Hieracium pallidiceps Brenner
31. Hieracium pallidivirens Ósk.
32. Hieracium pallidum Biv.
33. Hieracium palmenii Norrl.
34. Hieracium paltinae Jáv. & Zahn
35. Hieracium pammelanum Omang
36. Hieracium pampercum Omang
37. Hieracium pamphilii Arv.-Touv.
38. Hieracium pampoecilum Omang
39. Hieracium pampsiloides Omang
40. Hieracium pampsilum Omang
41. Hieracium panaeoliceps Notø
42. Hieracium panaeoliforme (Pohle & Zahn) Üksip
43. Hieracium panaeolum Dahlst.
44. Hieracium panconitum Omang
45. Hieracium panduriferum Omang
46. Hieracium pangaeum Szelag & Vladimir.
47. Hieracium pangoriense Zahn
48. Hieracium paniculatum L.
49. Hieracium paniculosum Omang
50. Hieracium pannosum Boiss.
51. Hieracium pannulosum Omang
52. Hieracium pantolum Omang
53. Hieracium pantrichotum Omang
54. Hieracium panuligerum Omang
55. Hieracium papillosum Johanss.
56. Hieracium paracladium Notø
57. Hieracium paracriodes Omang
58. Hieracium paractites Omang
59. Hieracium paraguayense Arv. ex Peter
60. Hieracium paraleucum Omang
61. Hieracium paralium Dahlst.
62. Hieracium parallelisquameum Hyl.
63. Hieracium paraloides Omang
64. Hieracium paramaurum Johanss.
65. Hieracium paramecocephalum Omang
66. Hieracium paramecodes Omang
67. Hieracium paramecolepis Omang
68. Hieracium paramorphum Omang
69. Hieracium paraplesium Omang
70. Hieracium parapolium Omang
71. Hieracium paratocum Omang
72. Hieracium parceciliatum Norrl.
73. Hieracium parcevestitum Dahlst. ex Notø
74. Hieracium parcicrinoides Omang
75. Hieracium parcicrinum Omang
76. Hieracium parcum Notø
77. Hieracium pardalinoides Omang
78. Hieracium pardalotum Omang
79. Hieracium parialtum Notø
80. Hieracium parikkalense Norrl.
81. Hieracium parmiferum Johanss. & Sam.
82. Hieracium parmulatum Omang
83. Hieracium parnassi Fr.
84. Hieracium parryi Zahn
85. Hieracium parvellum Notø
86. Hieracium parviglandulosum H.Lindb.
87. Hieracium parvuliceps Brenner
88. Hieracium parvulifrons Folin
89. Hieracium parypheodes Omang
90. Hieracium pasense Üksip
91. Hieracium patagiarium (Johanss. ex Dahlst.) Dahlst.
92. Hieracium patagonicum Hook.f.
93. Hieracium patale Norrl.
94. Hieracium patens Bartl.
95. Hieracium patentidens Notø
96. Hieracium paucidentatum Folin
97. Hieracium pauculidens P.D.Sell & C.West
98. Hieracium paui Mateo
99. Hieracium paupericeps Omang
100. Hieracium pauradenium Ósk.
101. Hieracium pauranthum Omang
102. Hieracium paurocephalum Omang
103. Hieracium paurocyma Omang
104. Hieracium paurodes Omang
105. Hieracium paurodontum Ósk.
106. Hieracium paurophyllum (Dahlst. ex Zahn) Dahlst. ex Johanss.
107. Hieracium paxianum Nyár. & Zahn
108. Hieracium pazense S.F.Blake
109. Hieracium peccense (W.R.Linton) P.D.Sell
110. Hieracium pectinatum Dahlst.
111. Hieracium pectinigerum Omang
112. Hieracium pecuarium Omang
113. Hieracium pedemontanum Burnat & Gremli
114. Hieracium pedosum Elfstr.
115. Hieracium pedunculare Tausch
116. Hieracium pegodes Omang
117. Hieracium pegophyton Omang
118. Hieracium pegostypum Omang
119. Hieracium pekkarinenii Norrl.
120. Hieracium pelagae Degen & Zahn
121. Hieracium pellaeocephalum Omang
122. Hieracium pellense Gottschl. & Dunkel
123. Hieracium pellitum Fr.
124. Hieracium penduliforme (Dahlst.) Johanss.
125. Hieracium pendulifrons Notø
126. Hieracium pendulinum Arv.-Touv. & Gaut.
127. Hieracium penduloides Folin
128. Hieracium pendulum (Dahlst.) Dahlst.
129. Hieracium pensum P.D.Sell & C.West
130. Hieracium pentaploideum P.D.Sell & D.J.Tennant
131. Hieracium penzesii Kováts & Zahn ex Penzes
132. Hieracium peponomorphum Omang
133. Hieracium peponophyllum Omang
134. Hieracium peracuens Omang
135. Hieracium peracutifrons Omang
136. Hieracium peracutum Dahlst. ex Johanss.
137. Hieracium perargutum Omang
138. Hieracium percnacidium Omang
139. Hieracium percnocephalum Omang
140. Hieracium percnophylloides Dahlst. ex Notø
141. Hieracium percnopum Omang
142. Hieracium percodes Omang
143. Hieracium percome Omang
144. Hieracium percomiforme Ósk.
145. Hieracium percrenatiforme Johanss.
146. Hieracium percrenatum Omang
147. Hieracium perdentatum Gottschl. & Dunkel
148. Hieracium pereffusum Elfstr.
149. Hieracium perelegans (Dahlst. & Östman ex Zahn) Dahlst. & Östman ex Johanss.
150. Hieracium perexcelsum Omang
151. Hieracium perexpansum Hyl.
152. Hieracium perfulvescens Omang
153. Hieracium pergracile Omang
154. Hieracium perichnoum Omang
155. Hieracium perintegrum Dahlst.
156. Hieracium periphaulum Omang
157. Hieracium perissodon Omang
158. Hieracium peristenolepis Omang
159. Hieracium peristericum Zahn
160. Hieracium peritranum Omang
161. Hieracium perlanatum Omang
162. Hieracium perlaniferum Ósk.
163. Hieracium perlatescens Dahlst. ex Johanss.
164. Hieracium perlatifrons Dahlst. ex Notø
165. Hieracium perlaxum Johanss.
166. Hieracium perleve Omang
167. Hieracium perlongum (Dahlst. ex Zahn) Johanss. & Sam.
168. Hieracium permacrescens Omang
169. Hieracium permaculatum Gottschl.
170. Hieracium permodicum Omang
171. Hieracium permundifrons Omang
172. Hieracium pernervosum Ósk.
173. Hieracium pernobile Omang
174. Hieracium peroblongum P.D.Sell
175. Hieracium perornaticeps Omang
176. Hieracium perpiliferum Omang
177. Hieracium perscitum P.D.Sell & C.West
178. Hieracium persimile (Dahlst.) Dahlst.
179. Hieracium persimiliforme Omang
180. Hieracium persolum Notø
181. Hieracium personatiforme Dahlst.
182. Hieracium personatum Fr.
183. Hieracium persubtile Omang
184. Hieracium pertactum Notø
185. Hieracium pertectum Omang
186. Hieracium pertenuatum (Dahlst. ex Zahn) Dahlst. ex Johanss.
187. Hieracium pertinacifolium Johanss.
188. Hieracium pertransiens Notø
189. Hieracium peruanum Fr.
190. Hieracium pervagoides Omang
191. Hieracium perveniens Norrl. & H.Lindb.
192. Hieracium pervirens Notø
193. Hieracium pessonianum Mateo, Egido & Gómiz
194. Hieracium peterfii Nyár. & Zahn
195. Hieracium petersii Dahlst.
196. Hieracium petioliferum Brenner
197. Hieracium petiolinum Sennikov
198. Hieracium petiolosum Dahlst.
199. Hieracium petrifundi Üksip
200. Hieracium petri-sedanoi Mateo & Gómiz
201. Hieracium petri-soriae Mateo, Egido & Gómiz
202. Hieracium petrocharis (E.F.Linton) W.R.Linton
203. Hieracium petropavlovskianum Üksip
204. Hieracium petrophyes Omang
205. Hieracium petrosae (Zahn) J.-M.Tison
206. Hieracium petrovae Vladimir. & Szelag
207. Hieracium pexum (Johanss. ex Dahlst.) Johanss.
208. Hieracium pezophyllum Omang
209. Hieracium phaedrocheilon Zahn
210. Hieracium phaedrochloum Omang
211. Hieracium phaedrophyllum Johanss.
212. Hieracium phaeocephalum Omang
213. Hieracium phaeochristum Zahn
214. Hieracium phaeocomiforme Omang
215. Hieracium phaeocomoides Zahn ex Johanss. & Sam.
216. Hieracium phaeocybe Norrl.
217. Hieracium phaeodermum Johanss. & Sam.
218. Hieracium phaeoides Notø
219. Hieracium phaeolepioides Dahlst. ex Notø
220. Hieracium phaeopogon (Dahlst. ex Notø) Omang
221. Hieracium phaeopsarum Dahlst.
222. Hieracium phaeopsis Dahlst. ex Johanss. & Sam.
223. Hieracium phaeostictum Norrl.
224. Hieracium phaeotrichum (Dahlst. ex Zahn) Johanss. & Sam.
225. Hieracium phalarograpticeps Notø
226. Hieracium phalarograptoides Omang
227. Hieracium phalarograptum (Zahn) Dahlst.
228. Hieracium phaleratum Johanss. & Sam.
229. Hieracium phaliotrichum Johanss.
230. Hieracium phaliotum Omang
231. Hieracium phaulogonium Omang
232. Hieracium phaulopum Omang
233. Hieracium phaulum Omang
234. Hieracium phelleiotes Omang
235. Hieracium phereclades Omang
236. Hieracium pheristum Omang
237. Hieracium philanthracinum Johanss. & Sam.
238. Hieracium philanthracoides Dahlst. ex Notø
239. Hieracium phloganthemum Omang
240. Hieracium phlomoides Froel.
241. Hieracium phocadentum Notø
242. Hieracium phocaicum Zahn
243. Hieracium phoenicochroum Omang
244. Hieracium pholidotum (Stenstr.) T.Durand & B.D.Jacks.
245. Hieracium phrixadenium Omang
246. Hieracium phrixoclonum (Omang) Omang
247. Hieracium phrixocomoides (Dahlst. ex Zahn) Johanss. & Sam.
248. Hieracium phrixocomum Dahlst.
249. Hieracium phrixodes Omang
250. Hieracium phrixolophum Omang
251. Hieracium phrixomalliforme (Omang) Omang
252. Hieracium phrixomalloides Dahlst. ex Notø
253. Hieracium phrixophyton Omang
254. Hieracium phrixozum Omang
255. Hieracium phrygionium Johanss.
256. Hieracium phylapicinum Notø
257. Hieracium phyllaceum Omang
258. Hieracium phylladinum Omang
259. Hieracium phylliscophorum Omang
260. Hieracium phyllochnoum Omang
261. Hieracium phyllophidum Omang
262. Hieracium phyllophyton Omang
263. Hieracium phyllopleon Omang
264. Hieracium phyllostypodes Omang
265. Hieracium phyllothames Omang
266. Hieracium phyllozum Omang
267. Hieracium phytomanum Omang
268. Hieracium picaticeps Omang
269. Hieracium picenorum Gottschl.
270. Hieracium pichinchae Zahn
271. Hieracium pichleri A.Kern.
272. Hieracium picinellum Notø
273. Hieracium piciniforme Dahlst.
274. Hieracium picinum Dahlst.
275. Hieracium picoalbense Mateo, Egido & Gómiz
276. Hieracium picoeuropeanum Mateo & Alejandre
277. Hieracium picroides Vill.
278. Hieracium pictorum W.R.Linton
279. Hieracium pictum Schleich. ex Pers.
280. Hieracium piedrasechense Mateo, Egido & Gómiz
281. Hieracium pierae Mateo & Egido
282. Hieracium pietrae Zahn
283. Hieracium pietroszense Degen & Zahn
284. Hieracium pii-fontii Mateo, L.Sáez, Egido & Gómiz
285. Hieracium pilemotum Omang
286. Hieracium piletocaule Omang
287. Hieracium piliceps Wiinst.
288. Hieracium piliferum Hoppe
289. Hieracium piligerum (Pugsley) P.D.Sell & C.West
290. Hieracium pillii Gottschl. & Brandst.
291. Hieracium pilocanum Omang
292. Hieracium pilosum Schleich. ex Froel.
293. Hieracium pilulicuspis Folin
294. Hieracium pimelophyllum Omang
295. Hieracium pinegense Sennikov
296. Hieracium pinetophilum (Degen & Zahn) Chrtek f.
297. Hieracium pinnigerum Omang
298. Hieracium pinnulatum Omang
299. Hieracium pioracense Gottschl.
300. Hieracium piranhae T.E.Nilsson
301. Hieracium piranshahricum Tavakkoli & Assadi
302. Hieracium pirinicola Georgiev & Zahn
303. Hieracium pissolepis Omang
304. Hieracium pizense Zahn
305. Hieracium placerophylloides Pugsley
306. Hieracium placerophyllum (Dahlst. ex Zahn) Johanss.
307. Hieracium placerum (Dahlst. ex Zahn) Dahlst. ex Johanss.
308. Hieracium placibile Johanss. & Sam.
309. Hieracium placolepis Johanss.
310. Hieracium placophoroides Omang
311. Hieracium placophorum Omang
312. Hieracium placophyllum Omang
313. Hieracium placotum Omang
314. Hieracium planchonianum Timb.-Lagr.
315. Hieracium planesidion Omang
316. Hieracium planifrons Johanss.
317. Hieracium planilingua Norrl.
318. Hieracium plantagineum (Arv.-Touv.) Arv.-Touv.
319. Hieracium plantaginifolium Johanss. & Sam.
320. Hieracium plantaginifrons Schljakov
321. Hieracium platamodes Omang
322. Hieracium platyanthelum Hyl.
323. Hieracium platybasis Johanss.
324. Hieracium platycolum Omang
325. Hieracium platygastor Johanss. & Sam.
326. Hieracium platylepioides Dahlst.
327. Hieracium platylobum Omang
328. Hieracium platylonchum Johanss.
329. Hieracium platymeles Omang
330. Hieracium platypezideum Omang
331. Hieracium platysemum Johanss. & Sam.
332. Hieracium pleiocaulodes Brenner
333. Hieracium pleiomeles Omang
334. Hieracium pleioterum Omang
335. Hieracium pleistophyllum Omang
336. Hieracium pleonachum Omang
337. Hieracium plethodes Omang
338. Hieracium pleuroleucum (Dahlst.) Üksip
339. Hieracium plicatifrons Folin
340. Hieracium plicatum Lindeb.
341. Hieracium plisivicae (Degen & Zahn) Niketic
342. Hieracium plumbeolum Johanss.
343. Hieracium plumbeum Blytt & Fr.
344. Hieracium plumieri Arv.-Touv. ex Wilczek
345. Hieracium plumuligerum (Dahlst.) Johanss.
346. Hieracium plumulosum A.Kern.
347. Hieracium pluricaule Schischk. & Serg.
348. Hieracium poaczense Schljakov
349. Hieracium pocuticum Wol.
350. Hieracium podoclonum Omang
351. Hieracium podolasioides Omang
352. Hieracium podolasium Omang
353. Hieracium podomitum Omang
354. Hieracium poecilocybe Norrl.
355. Hieracium poecilodermum (Dahlst. ex Zahn) Dahlst. ex Johanss.
356. Hieracium poecilophylloides Omang
357. Hieracium poecilops Omang
358. Hieracium poecilostictum Dahlst.
359. Hieracium pohlei Zahn
360. Hieracium pojoritense Wol.
361. Hieracium polatschekii Gottschl.
362. Hieracium polcileimon Omang
363. Hieracium poliobaptum Omang
364. Hieracium poliobrachinodes Omang
365. Hieracium poliobrachium Ósk.
366. Hieracium poliocarenum Dahlst.
367. Hieracium poliochloroides Omang
368. Hieracium poliocranum Dahlst. ex Johanss.
369. Hieracium poliocybe Omang
370. Hieracium poliophaeum Omang
371. Hieracium poliosteleum Dahlst.
372. Hieracium poliostelium Dahlst.
373. Hieracium poliotalarum Omang
374. Hieracium poliothapsinum Johanss.
375. Hieracium poliotrachelum (Dahlst. ex Zahn) Dahlst. ex Johanss.
376. Hieracium poliotrichoides Norrl.
377. Hieracium poliudovense Üksip
378. Hieracium pollinarioides Pugsley
379. Hieracium pollinarium F.Hanb.
380. Hieracium pollinense Zahn
381. Hieracium polyanchodes Omang
382. Hieracium polycampodes Omang
383. Hieracium polycampylum (Dahlst. ex Zahn) Johanss. & Sam.
384. Hieracium polycaulodes Omang
385. Hieracium polycephalum Velen.
386. Hieracium polycestum Omang
387. Hieracium polycharactum Omang
388. Hieracium polychnoum Omang
389. Hieracium polychrysum Omang
390. Hieracium polycritum Johanss.
391. Hieracium polycymum Johanss. & Sam.
392. Hieracium polyglaucum Dahlst.
393. Hieracium polyglochin Johanss.
394. Hieracium polygonifolium Gottschl. & Coskunç.
395. Hieracium polygrammum (Dahlst. ex Zahn) Dahlst. ex Johanss.
396. Hieracium polyleucum (Dahlst. ex Zahn) Dahlst. ex Johanss.
397. Hieracium polymelinum Johanss.
398. Hieracium polymorphophyllum Elfstr.
399. Hieracium polypelium Johanss. & Sam.
400. Hieracium polyphaeum Omang
401. Hieracium polyphyllophorum Omang
402. Hieracium polyschistomorphum Johanss.
403. Hieracium polyspilum Dahlst. & Enander
404. Hieracium polysteganum Omang
405. Hieracium polysteleum Dahlst.
406. Hieracium polystilbum Johanss.
407. Hieracium polytanaum Omang
408. Hieracium polyteuchum Omang
409. Hieracium polytmetum Omang
410. Hieracium pomoricum Üksip
411. Hieracium ponojense Brenner
412. Hieracium pontiarnense Gottschl.
413. Hieracium porphyrii Schischk. & Serg.
414. Hieracium porphyritifrons Folin
415. Hieracium porphyrostictum Hyl.
416. Hieracium porrectum Fr.
417. Hieracium porrifolium L.
418. Hieracium porrigens Almq. ex Lönnr.
419. Hieracium porrigentiforme Dahlst. ex Johanss.
420. Hieracium portanum Belli
421. Hieracium porthortense Mateo, L.Sáez, Egido & Gómiz
422. Hieracium portlandicum T.C.G.Rich
423. Hieracium pospichalii Zahn
424. Hieracium potamophilum Elfstr.
425. Hieracium potkavarrense Omang
426. Hieracium praeacutidens Omang
427. Hieracium praeacutum (Dahlst. ex Zahn) Dahlst. ex Johanss.
428. Hieracium praebiharicum Boros
429. Hieracium praecanulum Omang
430. Hieracium praecanum Omang
431. Hieracium praecellans Omang
432. Hieracium praecinerascens Omang
433. Hieracium praecinereum Dahlst.
434. Hieracium praecipuum Dahlst. ex Norrl.
435. Hieracium praecordans Omang
436. Hieracium praecordatum Omang
437. Hieracium praecurvescens Omang
438. Hieracium praecurvulum Omang
439. Hieracium praecuspidatum Omang
440. Hieracium praeflexuans Omang
441. Hieracium praefloccellum Omang
442. Hieracium praefoliatum Omang
443. Hieracium praefrondescens Omang
444. Hieracium praefulvum Omang
445. Hieracium praeglandulatum Omang
446. Hieracium praeglaucans Omang
447. Hieracium praegrandiceps Ósk.
448. Hieracium praehirtum Omang
449. Hieracium praelatescens Omang
450. Hieracium praelineare Omang
451. Hieracium praelineatum Omang
452. Hieracium praelongipes Zahn
453. Hieracium praelongum Lindeb.
454. Hieracium praelucidum Omang
455. Hieracium praematurum Elfstr.
456. Hieracium praemundum Omang
457. Hieracium praenodatum Johanss.
458. Hieracium praenubilum Norrl.
459. Hieracium praepallens (Dahlst.) Dahlst.
460. Hieracium praepilulatum Johanss.
461. Hieracium praeproprium Omang
462. Hieracium praeradians Johanss.
463. Hieracium praeravum Notø
464. Hieracium praesetosum Omang
465. Hieracium praesigne (Zahn) Roffey
466. Hieracium praesomatum Omang
467. Hieracium praestabile Norrl.
468. Hieracium praetenellum Elfstr.
469. Hieracium praetenericeps Notø
470. Hieracium praetenerifrons Schljakov
471. Hieracium praetenerum (Almq. ex Dahlst.) Dahlst.
472. Hieracium praetenuans Omang
473. Hieracium praetervisum Üksip
474. Hieracium praethulense Pugsley
475. Hieracium praetusum Johanss. & Sam.
476. Hieracium praevalidum Notø
477. Hieracium praevarianum Johanss.
478. Hieracium praevaricans Omang
479. Hieracium praevenosifrons Omang
480. Hieracium praevestitum Omang
481. Hieracium praevillosipes Omang
482. Hieracium praeviride Johanss. & Sam.
483. Hieracium praevittatum Omang
484. Hieracium prasinamaurum Ósk.
485. Hieracium prasinellum Omang
486. Hieracium prasinescens (Dahlst. ex Zahn) Dahlst. ex Johanss.
487. Hieracium prasinochroum (Dahlst. ex Zahn) Dahlst. ex Johanss.
488. Hieracium prasioellipticum Norrl.
489. Hieracium prasiolaetum Norrl.
490. Hieracium prasioleptum Norrl.
491. Hieracium pratensicola Notø
492. Hieracium pratorum-tivi Gottschl.
493. Hieracium pravidens Johanss. & Sam.
494. Hieracium praviforme T.Tyler
495. Hieracium pravifrons Johanss. & Sam.
496. Hieracium prediliense (Nägeli & Peter) Zahn
497. Hieracium prenanthoides L.
498. Hieracium pretiosum Wiinst.
499. Hieracium prietoi Mateo, L.Sáez, Egido & Gómiz
500. Hieracium prilakenense (Zahn) Schljakov
501. Hieracium pringlei A.Gray
502. Hieracium pristerodes Omang
503. Hieracium pristophyllum Johanss.
504. Hieracium probolophorum Omang
505. Hieracium probum P.D.Sell & C.West
506. Hieracium procedens Omang
507. Hieracium procerellum Omang
508. Hieracium procerulum Brenner
509. Hieracium proclivium Omang
510. Hieracium prodanianum Nyár. & Zahn
511. Hieracium prodigiosum Omang
512. Hieracium productum (Dahlst. ex Zahn) Dahlst. ex Johanss.
513. Hieracium profetanum Belli
514. Hieracium profugum Norrl.
515. Hieracium progrediens Norrl.
516. Hieracium prolataticeps Omang
517. Hieracium prolatatum Johanss.
518. Hieracium prolatescens Johanss. & Sam.
519. Hieracium prolepideum Omang
520. Hieracium prolinguatum Johanss. & Sam.
521. Hieracium prolixatum Brenner
522. Hieracium prolixiceps (Dahlst. & Enander ex Zahn) Dahlst. & Enander
523. Hieracium prominentistylum Omang
524. Hieracium promontoriale P.D.Sell
525. Hieracium promontorianum Omang
526. Hieracium pronodon Omang
527. Hieracium pronum Notø
528. Hieracium prophantum Omang
529. Hieracium propinquum (Norrl. ex Zahn) Johanss.
530. Hieracium prostratum DC.
531. Hieracium protendens Omang
532. Hieracium protenopum Omang
533. Hieracium protenozum Omang
534. Hieracium protentum P.D.Sell
535. Hieracium prothales Omang
536. Hieracium protoconquense Mateo
537. Hieracium protractidens (Dahlst. & Östman ex Zahn) Johanss. & Sam.
538. Hieracium protractifolium (Dahlst. ex Zahn) Dahlst. ex Johanss.
539. Hieracium protractiforme Omang
540. Hieracium protractifrons Hyl.
541. Hieracium protractum (Fr.) Lindeb.
542. Hieracium proversiforme Johanss.
543. Hieracium proversum Johanss.
544. Hieracium proximum F.Hanb.
545. Hieracium pruinale (Zahn) P.D.Sell & C.West
546. Hieracium pruiniferum (Norrl.) Norrl.
547. Hieracium psammogenes Omang
548. Hieracium psarellum Omang
549. Hieracium psaridianum Zahn
550. Hieracium psarodes Omang
551. Hieracium psednocephalum Omang
552. Hieracium psefochaetum Brenner
553. Hieracium psepharocephalum Dahlst. ex Omang
554. Hieracium psepharoidiceps Notø
555. Hieracium psepharomorphoides Notø
556. Hieracium psepharum (Dahlst.) Sam.
557. Hieracium pseudacroleucum McCosh
558. Hieracium pseudadsimilans Notø
559. Hieracium pseudalpinum (Nägeli & Peter) Prain
560. Hieracium pseudamaurophyllum (Zahn) Johanss.
561. Hieracium pseudandurense (de Retz) Mateo & Egido
562. Hieracium pseudanfractum Dahlst.
563. Hieracium pseudanglicoides P.H.Raven, P.D.Sell & C.West
564. Hieracium pseudanglicum Pugsley
565. Hieracium pseudangustellum Norrl.
566. Hieracium pseudarctophilum Schljakov
567. Hieracium pseudarnelli Notø
568. Hieracium pseudartatum Notø
569. Hieracium pseudatelodon Omang
570. Hieracium pseudatopum Omang
571. Hieracium pseudaustrale Gottschl.
572. Hieracium pseuderectum Schljakov
573. Hieracium pseudexpansum Notø
574. Hieracium pseudextracticeps Notø
575. Hieracium pseudidiotropum Omang
576. Hieracium pseudindutum Notø
577. Hieracium pseudintegratum McCosh
578. Hieracium pseudinuloides Zahn ex Gottschl. & Brandst.
579. Hieracium pseudoalejandrei Mateo & Egido
580. Hieracium pseudoatratum Wol.
581. Hieracium pseudobasifolium Omang
582. Hieracium pseudobertramii Brenner
583. Hieracium pseudobifidum Blocki
584. Hieracium pseudobipes Elfstr.
585. Hieracium pseudobocconii Notø
586. Hieracium pseudoboreum Schljakov
587. Hieracium pseudocaesiiforme Nyár. & Zahn
588. Hieracium pseudocaesium Degen & Zahn
589. Hieracium pseudocanipes Dahlst. ex Omang
590. Hieracium pseudocaudatulum Notø
591. Hieracium pseudocerinthe (Gaudin) Koch
592. Hieracium pseudocharadrotes Omang
593. Hieracium pseudochlorophanes Notø
594. Hieracium pseudochristianiense Omang
595. Hieracium pseudocolocentrum Notø
596. Hieracium pseudoconfluens Notø
597. Hieracium pseudocongruens Schljakov
598. Hieracium pseudoconstrictum Zahn
599. Hieracium pseudocorymbosum Gremli
600. Hieracium pseudocrassiceps Notø
601. Hieracium pseudocrebridens (Dahlst. ex Zahn) Dahlst. ex Johanss.
602. Hieracium pseudocurvatifolium Notø
603. Hieracium pseudocurvatum (Zahn) Pugsley
604. Hieracium pseudodanicum Notø
605. Hieracium pseudodenigrans Notø
606. Hieracium pseudodenticuliferum H.Lindb.
607. Hieracium pseudodiminuens Johanss. & Sam.
608. Hieracium pseudodolichaetum (Benz & Zahn) Zahn
609. Hieracium pseudodontodes Omang
610. Hieracium pseudodulacianum (de Retz) Mateo
611. Hieracium pseudoexpallidum Notø
612. Hieracium pseudofariniramum Tupitz.
613. Hieracium pseudofestiviforme Notø
614. Hieracium pseudofiliforme Notø
615. Hieracium pseudofioniae Wiinst.
616. Hieracium pseudofritzei (Benz & Zahn) Gutermann
617. Hieracium pseudogaeutaense Folin
618. Hieracium pseudogalbanum Dahlst.
619. Hieracium pseudogelertii Dahlst.
620. Hieracium pseudoglabridens Schljakov
621. Hieracium pseudoglischrodes Omang
622. Hieracium pseudogratiosum Wiinst.
623. Hieracium pseudogriphodes Omang
624. Hieracium pseudogrovesianum Gottschl.
625. Hieracium pseudohapalotrichum Notø
626. Hieracium pseudohypochnoodes Schljakov
627. Hieracium pseudoilerdense Mateo
628. Hieracium pseudoincrassans Johanss.
629. Hieracium pseudojutlandicum Wiinst.
630. Hieracium pseudolacerum J.-M.Tison
631. Hieracium pseudolachenalii Gottschl. & Dunkel
632. Hieracium pseudolaeticeps Johanss.
633. Hieracium pseudolaggeri (Zahn) Zahn
634. Hieracium pseudolainzii Mateo & Egido
635. Hieracium pseudolatypeum Schljakov
636. Hieracium pseudoleyi (Zahn) Roffey
637. Hieracium pseudolitoreum Norrl. & Palmgr.
638. Hieracium pseudoloscosianum Mateo
639. Hieracium pseudolyratum Norrl.
640. Hieracium pseudomaculosum Dahlst. ex Notø
641. Hieracium pseudometaliceps Notø
642. Hieracium pseudomicans Notø
643. Hieracium pseudomixopolium Notø
644. Hieracium pseudomixtum Mateo & Egido
645. Hieracium pseudonanodes Omang
646. Hieracium pseudonigritum Pax
647. Hieracium pseudoomangii Schljakov
648. Hieracium pseudopachycephalum Notø
649. Hieracium pseudopachyodon Hyl.
650. Hieracium pseudopallidum Gottschl.
651. Hieracium pseudopalmenii Schljakov
652. Hieracium pseudopaltinae Nyár. & Zahn
653. Hieracium pseudopediaeum Wiinst.
654. Hieracium pseudopellucidum Brenner
655. Hieracium pseudopersonatum Omang
656. Hieracium pseudopetiolatum (Zahn) Roffey
657. Hieracium pseudophaulopum Omang
658. Hieracium pseudophyllodes (Zahn) Üksip
659. Hieracium pseudopicinum Dahlst. ex Notø
660. Hieracium pseudoplaceriforme Notø
661. Hieracium pseudoplicatum (Dahlst. ex Zahn) Johanss.
662. Hieracium pseudopoliocranum Notø
663. Hieracium pseudopolycomum Notø
664. Hieracium pseudoprasinatum Norrl.
665. Hieracium pseudoprasinops Zahn
666. Hieracium pseudoprotractum Notø
667. Hieracium pseudopsarodes Omang
668. Hieracium pseudopsepharum T.Tyler
669. Hieracium pseudopsilantum Omang
670. Hieracium pseudopubescens Dahlst. ex Omang
671. Hieracium pseudoratezatense Nyár. & Zahn
672. Hieracium pseudoringselense Folin
673. Hieracium pseudorionii (Zahn) P.D.Sell & C.West
674. Hieracium pseudorosulatum Omang
675. Hieracium pseudosarcophyllum Pugsley
676. Hieracium pseudosauzei J.-M.Tison
677. Hieracium pseudoscardicum O.Behr, E.Behr & Zahn
678. Hieracium pseudoscioides Johanss.
679. Hieracium pseudoseidense Notø
680. Hieracium pseudosevericeps McCosh
681. Hieracium pseudosilvaticum Notø
682. Hieracium pseudosparsum Zahn
683. Hieracium pseudospeireum Norrl. & H.Lindb.
684. Hieracium pseudostenolepis Folin
685. Hieracium pseudostenoplecum Zahn
686. Hieracium pseudostupposum Zahn
687. Hieracium pseudosubcyaneum V.Jones ex McCosh, D.Barlow, B.Burrow & T.C.G.Rich
688. Hieracium pseudosvaneticum Peter
689. Hieracium pseudothulense Notø
690. Hieracium pseudotransiens Dahlst.
691. Hieracium pseudotranssilvanicum (Zahn) Zahn
692. Hieracium pseudotriangulare Notø
693. Hieracium pseudovatricosum Notø
694. Hieracium pseudovranjanum O. & E.Behr & Zahn
695. Hieracium pseudozetlandicum Roffey
696. Hieracium psilacrum Brenner
697. Hieracium psilocentroides Notø
698. Hieracium psilodorum Johanss.
699. Hieracium psilolainzii Mateo & Egido
700. Hieracium psiloloma Hyl.
701. Hieracium psilosum Omang
702. Hieracium psilozaleoides Omang
703. Hieracium psilozaleum Omang
704. Hieracium psilurum Hyl.
705. Hieracium psittacinum Hyl.
706. Hieracium psychroadenium Sleumer
707. Hieracium pteropodium Johanss. & Sam.
708. Hieracium pteropogon Arv.-Touv.
709. Hieracium pterygophyllum Omang
710. Hieracium pterygotum Omang
711. Hieracium ptilophorum Hyl.
712. Hieracium ptychophylloides Dahlst.
713. Hieracium pubenticeps Dahlst. ex Notø
714. Hieracium pubericeps Omang
715. Hieracium pubiceps Brenner
716. Hieracium pubicuspis Johanss.
717. Hieracium pugsleyi P.D.Sell & C.West
718. Hieracium pujattii Gottschl.
719. Hieracium pulchelliforme Dahlst. ex Omang
720. Hieracium pulchellum Gren.
721. Hieracium pulchriceps Hyl.
722. Hieracium pulchridens Dahlst. ex Johanss.
723. Hieracium pulchrius (Ley) W.R.Linton
724. Hieracium pullicalicitum Omang
725. Hieracium pulliceps Norrl.
726. Hieracium pulmonarioides Vill.
727. Hieracium pulveraceum (Dahlst. & Enander ex Zahn) Dahlst. & Enander ex Johanss.
728. Hieracium pulvericeps Folin
729. Hieracium pulverosiceps Omang
730. Hieracium pulvimarginatum Folin
731. Hieracium pumicatifolium Johanss.
732. Hieracium pumilare (Omang) Omang
733. Hieracium pumilescens Omang
734. Hieracium pumiligerum Omang
735. Hieracium pumilio Norrl.
736. Hieracium punctilloides Notø
737. Hieracium punctillum Notø
738. Hieracium puricolor Johanss.
739. Hieracium purpurascens Scheele ex Willk.
740. Hieracium purpurascentifolium Omang
741. Hieracium purpurifolium Elfstr.
742. Hieracium purpurifrons Notø
743. Hieracium purpuriguttatum Ósk.
744. Hieracium purpuristictum Üksip
745. Hieracium puschlachtae (Pohle & Zahn) Üksip
746. Hieracium pusilliceps (Dahlst. ex Zahn) Dahlst. ex Johanss.
747. Hieracium pusillifolium P.D.Sell
748. Hieracium putoranicum Tupitz.
749. Hieracium pycnanthelum Omang
750. Hieracium pycnolobum Omang
751. Hieracium pycnospodium Omang
752. Hieracium pycnotomum Johanss. & Sam.
753. Hieracium pycnotrichum (W.R.Linton) Roffey
754. Hieracium pyramidale Omang
755. Hieracium pyrenaeojurassicum Mateo
756. Hieracium pyrenaeolanatum Mateo, Egido & Gómiz
757. Hieracium pyrenaeoscense Mateo
758. Hieracium pyrgosense Rech.f. & Zahn
759. Hieracium pyrinum Omang
760. Hieracium pyrolifolium Ósk.
761. Hieracium pyrrhocranum Dahlst.
762. Hieracium pyrrhopum Omang
763. Hieracium pyrsjuense Üksip

## Q
1. Hieracium quadridentatum Hyl.
2. Hieracium quartzitae J.-M.Tison
3. Hieracium quasilliferum Johanss. & Sam.
4. Hieracium queraltense de Retz
5. Hieracium quercifolium T.E.Nilsson
6. Hieracium quinquemonticola Üksip

## R
1. Hieracium racemosiforme (Zahn) Zahn
2. Hieracium racemosum Waldst. & Kit. ex Willd.
3. Hieracium racolympicum Gottschl. & Dunkel
4. Hieracium raddeanum Zahn
5. Hieracium radiiflorum Hyl.
6. Hieracium radinum (Omang) Omang
7. Hieracium radiodens Folin
8. Hieracium radiopes Folin
9. Hieracium radyrense (Pugsley) P.D.Sell & C.West
10. Hieracium raftevollense Omang
11. Hieracium ragnarii T.Tyler
12. Hieracium ragognae Gottschl.
13. Hieracium ramolainzii Mateo, Egido & Alejandre
14. Hieracium ramondii Griseb.
15. Hieracium ramosissimum Schleich. ex Hegetschw.
16. Hieracium ramosum Waldst. & Kit. ex Willd.
17. Hieracium ramselense Johanss.
18. Hieracium ramsoense Notø
19. Hieracium ramulatum Omang
20. Hieracium randense Omang
21. Hieracium rapunculoides Arv.-Touv.
22. Hieracium rapunculoidiforme Wol. & Zahn
23. Hieracium rasile Norrl.
24. Hieracium ratluense Zahn
25. Hieracium raui Aswal & Mehrotra
26. Hieracium raulandicum Omang
27. Hieracium rauzense Murr
28. Hieracium ravaudii Arv.-Touv.
29. Hieracium raveniorum P.D.Sell
30. Hieracium ravidum Brenner
31. Hieracium reayense (Pugsley) P.D.Sell
32. Hieracium rebildense Wiinst.
33. Hieracium rechingerorum Zahn
34. Hieracium reclinatiforme (Dahlst.) Johanss.
35. Hieracium recoderi de Retz
36. Hieracium rectiforme Johanss. & Sam.
37. Hieracium rectulum Ley
38. Hieracium recurvidens Omang
39. Hieracium regillatiforme Johanss. & Sam.
40. Hieracium regillatum Johanss. & Sam.
41. Hieracium reinungense Omang
42. Hieracium reisense Omang
43. Hieracium reitzianum Cabrera ex Urtubey
44. Hieracium relaxatum Omang
45. Hieracium remanens (Malme) Dahlst.
46. Hieracium remanentiforme (Dahlst.) Johanss.
47. Hieracium remissiceps Omang
48. Hieracium remissifolium Notø
49. Hieracium remotidens Johanss. & Sam.
50. Hieracium remotilingua Brenner
51. Hieracium renatae Szelag
52. Hieracium repandifrons Brenner
53. Hieracium repandilaterum Ósk.
54. Hieracium repandulans Omang
55. Hieracium repandulare Druce
56. Hieracium repandum Omang
57. Hieracium resectum Omang
58. Hieracium respondens Johanss.
59. Hieracium resupinatum (Almq. ex Stenstr.) Dahlst.
60. Hieracium retectum Johanss.
61. Hieracium reticulatiforme P.D.Sell
62. Hieracium reticulatum (Lindeb.) Lindeb.
63. Hieracium retifolium (Dahlst.) Dahlst.
64. Hieracium retrorsum Folin
65. Hieracium retusulum Ohlsén
66. Hieracium retyezatense Degen & Zahn
67. Hieracium reversidens Folin
68. Hieracium revocantiforme Schljakov
69. Hieracium rhabdoides Omang
70. Hieracium rhacanthes Omang
71. Hieracium rhacodes Omang
72. Hieracium rhacolobum Omang
73. Hieracium rhacophyllum Omang
74. Hieracium rhacoscelum Omang
75. Hieracium rhaebozum Omang
76. Hieracium rhamphodon Omang
77. Hieracium rhodacrum Brenner
78. Hieracium rhodanopum Omang
79. Hieracium rhodoglossum Dahlst. ex Omang
80. Hieracium rhogaleum Omang
81. Hieracium rhombicum McCosh
82. Hieracium rhombiferum Norrl.
83. Hieracium rhomboides (Stenstr.) Johanss.
84. Hieracium rhombotum Ósk.
85. Hieracium rhopicodes Omang
86. Hieracium rhopophorum Omang
87. Hieracium rhusiodes Omang
88. Hieracium rhynchellum Omang
89. Hieracium rhypaeum Omang
90. Hieracium richenii Murr
91. Hieracium richerianum Arv.-Touv. & Gaut.
92. Hieracium richianum Szelag
93. Hieracium riddelsdellii Pugsley
94. Hieracium rierae Mateo
95. Hieracium rigentipilosum Johanss.
96. Hieracium rigescens Johanss. & Sam.
97. Hieracium rigescoides T.E.Nilsson
98. Hieracium rigidifolium Elfstr.
99. Hieracium rigidulum Omang
100. Hieracium riglosianum Mateo
101. Hieracium ringehuense Omang
102. Hieracium ringselense Folin
103. Hieracium ringsellei Dahlst.
104. Hieracium riofrioi Pau & Font Quer
105. Hieracium riolagoanum Mateo, Egido & Gómiz
106. Hieracium rioxanum Mateo
107. Hieracium riparium Üksip
108. Hieracium riphaeoides Bornm. & Zahn
109. Hieracium riphaeum Uechtr.
110. Hieracium rivale F.Hanb.
111. Hieracium rivas-martinezii Mateo
112. Hieracium rivoense Folin
113. Hieracium rizense Gottschl. & Coskunç.
114. Hieracium robertsii P.D.Sell
115. Hieracium robinsonii (Zahn) Fernald
116. Hieracium roboratum Johanss. & Sam.
117. Hieracium robustiosum Omang
118. Hieracium robustum Fr.
119. Hieracium roeldalicum Omang
120. Hieracium roeyelense Omang
121. Hieracium rohacsense Kit. ex Kanitz
122. Hieracium rohlenae Zlatník
123. Hieracium ronasii P.D.Sell
124. Hieracium ronayense McCosh
125. Hieracium rosaceum Omang
126. Hieracium rosselloanum Mateo
127. Hieracium rossicum Schljakov
128. Hieracium rostanii Nägeli & Peter
129. Hieracium rostridens Omang
130. Hieracium rosulans Omang
131. Hieracium rosulatum Lindeb.
132. Hieracium rottii Gottschl.
133. Hieracium rotundatum Kit. ex Schult.
134. Hieracium rubefactiforme Omang
135. Hieracium rubefactum Johanss.
136. Hieracium rubeonargonense Mateo, Egido & Gómiz
137. Hieracium ruberulum (Dahlst. ex Stenstr.) Dahlst.
138. Hieracium rubicundiforme (Zahn) Roffey
139. Hieracium rubiginans Norrl.
140. Hieracium rubiginosum F.Hanb.
141. Hieracium rubrimaculatum Ósk.
142. Hieracium rugulosum Notø
143. Hieracium ruminosiforme Johanss. & Sam.
144. Hieracium ruminosum Johanss. & Sam.
145. Hieracium runcinatilobatum (Zahn) J.-M.Tison
146. Hieracium rupestre All.
147. Hieracium rupicola Jord.
148. Hieracium rupicoliforme Zahn
149. Hieracium rupicoloides Wol.
150. Hieracium rupivivum Sudre
151. Hieracium rutilans Norrl.
152. Hieracium rutiliceps Omang
153. Hieracium rutrofolium Omang

## S
1. Hieracium sabaudolympicum Gottschl. & Dunkel
2. Hieracium sabaudum L.
3. Hieracium saccotum Omang
4. Hieracium saezii Mateo & Gómiz
5. Hieracium safonoviae Sennikov
6. Hieracium sagaroyense Omang
7. Hieracium saggjemense Omang
8. Hieracium sagittipotens Norrl.
9. Hieracium sahunianum Mateo, Egido & Gómiz
10. Hieracium sajambrense Mateo, Egido & Alejandre
11. Hieracium sakobaniense Omang
12. Hieracium salangense Omang
13. Hieracium salense Mateo, Egido & Gómiz
14. Hieracium salicarium Arv.-Touv.
15. Hieracium saliencianum de Retz ex Aedo, Argüelles, J.M.González & M.Laínz
16. Hieracium salviifolium Arv.-Touv. & Gaut.
17. Hieracium samuelssonianum Omang
18. Hieracium sandozianum Zahn
19. Hieracium sangilense Tupitz.
20. Hieracium sanguineum (Ley) W.R.Linton
21. Hieracium sanisidroanum Mateo, Egido & Gómiz
22. Hieracium sannoxense P.D.Sell
23. Hieracium santaniolense Mateo, Egido & Gómiz
24. Hieracium santhilaricum Mateo, Egido & Gómiz
25. Hieracium sarcophylloides Dahlst.
26. Hieracium sarcophylloton Ósk.
27. Hieracium sarcophyllum (Stenstr) Dahlst.
28. Hieracium sarissatum Johanss.
29. Hieracium sartorianum Boiss. & Heldr.
30. Hieracium sathranthum Omang
31. Hieracium saturicolor Omang
32. Hieracium saurotoides Johanss. & Sam.
33. Hieracium saurotum Johanss.
34. Hieracium sauzei Arv.-Touv.
35. Hieracium savokarelicum Norrl.
36. Hieracium savonicum Norrl.
37. Hieracium saxatile Jacq.
38. Hieracium saxeum Omang
39. Hieracium saxifragum Fr.
40. Hieracium saxorum (F.Hanb.) P.D.Sell & C.West
41. Hieracium scabratum Brenner
42. Hieracium scabrescens (Johanss. ex Dahlst.) Johanss.
43. Hieracium scabrisetum (Zahn) Roffey
44. Hieracium scabrum Michx.
45. Hieracium scaleniceps Dahlst.
46. Hieracium scalenodon Omang
47. Hieracium scalenum (Norrl.) Norrl. ex Omang
48. Hieracium scamandris Zahn
49. Hieracium scapiforme Brenner
50. Hieracium scapigerum Boiss., Orph. & Heldr.
51. Hieracium scapophyllum Omang
52. Hieracium scardicum Bornm. & Zahn
53. Hieracium scarpicum Pugsley
54. Hieracium scedastophyllum Omang
55. Hieracium sceletum Omang
56. Hieracium schefferi Rech.f. & Zahn
57. Hieracium schellianum Üksip
58. Hieracium schematodes Omang
59. Hieracium schennikovii Schljakov
60. Hieracium scheppigianum Freyn
61. Hieracium schinocephaloides Omang
62. Hieracium schinocephalum Omang
63. Hieracium schipczinskii Üksip
64. Hieracium schischkinii Üksip
65. Hieracium schisticolor (Dahlst. ex Zahn) Dahlst. ex Johanss.
66. Hieracium schistostegum Omang
67. Hieracium schlegelii Almq. ex Johanss.
68. Hieracium schliakovii Üksip
69. Hieracium schlyteri (Lindeb. ex Dahlst.) Johanss.
70. Hieracium schmidtii Tausch
71. Hieracium schneiderianum Zlatník
72. Hieracium schreiteri Sleumer
73. Hieracium schustleri Zlatník
74. Hieracium sciagraptum Omang
75. Hieracium scioides (Johanss) Johanss.
76. Hieracium scitulum Wol.
77. Hieracium scitum (Notø) Notø
78. Hieracium sclerocomum Omang
79. Hieracium scoliodon Omang
80. Hieracium scolopodon Omang
81. Hieracium scolopoglossum Ósk.
82. Hieracium scopelophyes Omang
83. Hieracium scopolii Gottschl. & S.Orsenigo
84. Hieracium scopolioides Gottschl. & S.Orsenigo
85. Hieracium scopulinum Norrl.
86. Hieracium scorzonerifolium Vill.
87. Hieracium scotaeum Omang
88. Hieracium scotaiolepis Elfstr.
89. Hieracium scoticum F.Hanb.
90. Hieracium scotinum Brenner
91. Hieracium scotocephalum (Dahlst. ex Zahn) Dahlst. ex Johanss.
92. Hieracium scotocranum (Johanss.) Johanss.
93. Hieracium scotolophum Omang
94. Hieracium scottii P.D.Sell
95. Hieracium scouleri Hook.
96. Hieracium scullyi Linton
97. Hieracium scytalocephalum Omang
98. Hieracium scytalodes Omang
99. Hieracium scythropum Omang
100. Hieracium scytophyllum Omang
101. Hieracium sedatum Omang
102. Hieracium seductum (Notø ex O.Behr) Notø
103. Hieracium segevoldense (Syr. & Zahn) Üksip
104. Hieracium segregatum Wiinst.
105. Hieracium segureum Arv.-Touv.
106. Hieracium segusianum Gottschl.
107. Hieracium seidense Elfstr.
108. Hieracium seilandicum Omang
109. Hieracium selanderi Dahlst. ex Notø
110. Hieracium sellandii Omang
111. Hieracium sellii Idrees & Z.Yong Zhang
112. Hieracium selvaerense Omang
113. Hieracium semialpinum Ósk.
114. Hieracium semianglicum Ósk.
115. Hieracium semiangustum Omang
116. Hieracium semiapertum Johanss.
117. Hieracium semibipes (Dahlst.) Dahlst.
118. Hieracium semicaesium Wiinst.
119. Hieracium semicanescens Gottschl.
120. Hieracium semicanipes Dahlst.
121. Hieracium semicanum Johanss.
122. Hieracium semichlorellum Norrl.
123. Hieracium semicreperum Wiinst.
124. Hieracium semicrispum Omang
125. Hieracium semicurvatum Norrl.
126. Hieracium semidovrense Elfstr.
127. Hieracium semiglabratum Comm.
128. Hieracium semileptoglossum Notø
129. Hieracium semilimbatum Sennikov
130. Hieracium semilyratum Norrl.
131. Hieracium seminigrans Brenner
132. Hieracium semiobtusissimum Notø
133. Hieracium semiornatum Dahlst. ex Ohlsén
134. Hieracium semipallescens Gottschl.
135. Hieracium semipendulum Folin
136. Hieracium semipercome Ósk.
137. Hieracium semiprasinatum Norrl.
138. Hieracium semiprolixum Dahlst.
139. Hieracium semiseptentrionale Norrl. & H.Lindb.
140. Hieracium semistellatifrons Folin
141. Hieracium semisuperbum Ósk.
142. Hieracium semivulgatum Omang
143. Hieracium senectum Dahlst.
144. Hieracium senescens Backh.f.
145. Hieracium senex (Dahlst.) Dahlst.
146. Hieracium separ Johanss.
147. Hieracium separatidens Omang
148. Hieracium serdanyolae (Zahn) Mateo
149. Hieracium serenum Notø
150. Hieracium sericellum (Dahlst.) Dahlst.
151. Hieracium sericocephalum Omang
152. Hieracium sericolaenoides Omang
153. Hieracium sericolepis Brenner
154. Hieracium sericophyllum Nejceff & Zahn
155. Hieracium seriflorum Hyl.
156. Hieracium seripodum Notø
157. Hieracium sermenikense Freyn & Sint.
158. Hieracium serracadiense Mateo
159. Hieracium serratodentatum Fagerstr.
160. Hieracium serratoellipticum Folin
161. Hieracium serratum Nägeli & Peter
162. Hieracium serrulosum Omang
163. Hieracium sershukense Üksip
164. Hieracium sessile H.Lindb. ex Norrl.
165. Hieracium setanium Omang
166. Hieracium setarum Elfstr.
167. Hieracium seticollum Norrl.
168. Hieracium setosissimum Dahlst. ex Omang
169. Hieracium severiceps Wiinst.
170. Hieracium sexangulare Schljakov
171. Hieracium shaparenkoi Schljakov
172. Hieracium sherwalii Abedin & Zamarrud
173. Hieracium shoolbredii E.S.Marshall
174. Hieracium sibaricum Gottschl. & Brandst.
175. Hieracium sigalodes Omang
176. Hieracium signatum (Dahlst. ex Zahn) Dahlst. ex Johanss.
177. Hieracium silenii (Norrl.) Norrl.
178. Hieracium siliginellum (Dahlst.) Johanss. & Sam.
179. Hieracium siliginosum (Stenstr.) Dahlst.
180. Hieracium siljense (Johanss.) Johanss.
181. Hieracium sillrense Johanss.
182. Hieracium silsetense Omang
183. Hieracium silsinum Nägeli & Peter
184. Hieracium siltense Johanss.
185. Hieracium siluriense (F.Hanb.) P.D.Sell
186. Hieracium silvaticoides Pugsley
187. Hieracium silvicomum Üksip
188. Hieracium simbruinicum Gottschl.
189. Hieracium simia (Huter ex Zahn) Zahn
190. Hieracium similifolium Brenner
191. Hieracium similigerum Johanss.
192. Hieracium simpliciusculum Omang
193. Hieracium simulans Omang
194. Hieracium sinoaestivum Sennikov
195. Hieracium sinuans F.Hanb.
196. Hieracium sinuatum Lindeb. ex Omang
197. Hieracium sinulosum Omang
198. Hieracium sinulum Omang
199. Hieracium sinuolatum P.D.Sell
200. Hieracium sinusculatum Omang
201. Hieracium siphlanthum Omang
202. Hieracium siphloglossum Omang
203. Hieracium sivorkae Üksip
204. Hieracium sjodalense Omang
205. Hieracium skarddalicum Ósk.
206. Hieracium skutchii S.F.Blake
207. Hieracium skutudalicum Ósk.
208. Hieracium skytteanum Folin
209. Hieracium sliravarrense Omang
210. Hieracium slovacum Chrtek f.
211. Hieracium smaragdinum Brenner
212. Hieracium smolandicum (Almq. ex Dahlst.) Dahlst.
213. Hieracium snoedoelicum Omang
214. Hieracium snowdoniense P.D.Sell & C.West
215. Hieracium sociale (Pau) Mateo & Egido
216. Hieracium sococratoideum Omang
217. Hieracium socophyes Omang
218. Hieracium soczavae Üksip
219. Hieracium sodiroanum Zahn
220. Hieracium soerdalense Notø
221. Hieracium solanum Johanss.
222. Hieracium soleifolium Johanss.
223. Hieracium solerianum Mateo
224. Hieracium solhemense Norrl.
225. Hieracium solidagineum Fr.
226. Hieracium solmiense Notø
227. Hieracium solocinum (Johanss.) Johanss.
228. Hieracium solonieviczii Schljakov
229. Hieracium solum P.D.Sell & C.West
230. Hieracium solutum Notø
231. Hieracium sommerfeltii Lindeb.
232. Hieracium sonchoides Arv.-Touv.
233. Hieracium sophiae Norrl.
234. Hieracium sordescens Omang
235. Hieracium sorianum Mateo
236. Hieracium sosvaense Schljakov
237. Hieracium sottelbergense Omang
238. Hieracium sowadeense P.D.Sell
239. Hieracium soyerifolium Arv.-Touv.
240. Hieracium spadiceum Norrl.
241. Hieracium spaniotrichum Hyl.
242. Hieracium spanium Elfstr. ex Omang
243. Hieracium spanocomum (Dahlst. & Enander ex Zahn) Dahlst. & Enander ex Johanss.
244. Hieracium spargens Sam.
245. Hieracium sparigerum Omang
246. Hieracium sparsidens Dahlst.
247. Hieracium sparsidentiforme Elfstr. ex Johanss.
248. Hieracium sparsifolium Lindeb.
249. Hieracium sparsifrons P.D.Sell & C.West
250. Hieracium sparsiguttatum Hyl.
251. Hieracium sparsiramum Nägeli & Peter
252. Hieracium sparsivestitum Gottschl.
253. Hieracium sparsum Friv.
254. Hieracium spatalops Omang
255. Hieracium spathaceum Omang
256. Hieracium spathoglossum Norrl.
257. Hieracium spatholepideum Omang
258. Hieracium spathulatum Scheele
259. Hieracium speciosum Willd. ex Hornem.
260. Hieracium spectabile (Fr.) Zahn
261. Hieracium spectandum Jeanb. & Timb.-Lagr.
262. Hieracium speculare Johanss. & Sam.
263. Hieracium speireodes Brenner
264. Hieracium speirodon G.E.Haglund
265. Hieracium spenceanum W.Scott & R.C.Palmer
266. Hieracium sphacelolepis Brenner
267. Hieracium sphaerocalyx Brenner
268. Hieracium sphaerocranum Johanss.
269. Hieracium sphaeroideum Brenner
270. Hieracium sphagnicola S.F.Blake
271. Hieracium sphecodes Omang
272. Hieracium sphenoides (Dahlst. ex Zahn) Dahlst. ex Johanss.
273. Hieracium sphenophyllum Dahlst.
274. Hieracium spiculatum Dahlst. ex Notø
275. Hieracium spiculiferum Omang
276. Hieracium spidiophyton Omang
277. Hieracium spilodes Norrl.
278. Hieracium spilophyllum Dahlst.
279. Hieracium spilotum Dahlst.
280. Hieracium spinophytum Johanss.
281. Hieracium spinulatum Omang
282. Hieracium spissidens (Dahlst. ex Zahn) Dahlst. ex Johanss.
283. Hieracium spissifolium Omang
284. Hieracium splendens Elfstr.
285. Hieracium spodinum Omang
286. Hieracium spodiocladum Hyl.
287. Hieracium spodiolepis Hyl.
288. Hieracium spodiopilum Omang
289. Hieracium spodiozum Omang
290. Hieracium spodocephalum Gottschl. & Coskunç.
291. Hieracium spodolepis Omang
292. Hieracium spodoleucum (Dahlst.) Dahlst. ex Johanss.
293. Hieracium sporadicum Norrl.
294. Hieracium spretum Notø
295. Hieracium sprucei Arv.-Touv.
296. Hieracium spurcaticeps (Dahlst. ex Zahn) Dahlst. ex Johanss.
297. Hieracium spurcifrons Dahlst.
298. Hieracium squalidiceps Omang
299. Hieracium squamulare Omang
300. Hieracium squarrosofurcatum Gottschl.
301. Hieracium stabile Norrl.
302. Hieracium stabilipes Norrl.
303. Hieracium stachyoideum Arv.-Touv. ex Peter
304. Hieracium stadaeum Omang
305. Hieracium staminodes Omang
306. Hieracium standleyi S.F.Blake
307. Hieracium stannardii D.J.N.Hind
308. Hieracium starheimense Omang
309. Hieracium staticoides Johanss.
310. Hieracium staturale Omang
311. Hieracium stauii Belli
312. Hieracium staurodes Omang
313. Hieracium staurozum Omang
314. Hieracium steenhoffii Johanss. & Sam.
315. Hieracium stefanssonii Omang
316. Hieracium steffensenii Ósk.
317. Hieracium steinbergianum Üksip
318. Hieracium steindorii (Omang) Omang
319. Hieracium stellatifolium (Omang) Dahlst. ex Ósk.
320. Hieracium stellatifrons Folin
321. Hieracium stelligerum Froel.
322. Hieracium stellulosum Omang
323. Hieracium steloides Johanss.
324. Hieracium stenaethalum Omang
325. Hieracium stenanthelum Zahn
326. Hieracium stenbergii T.Tyler
327. Hieracium steneces Omang
328. Hieracium stenianum T.E.Nilsson
329. Hieracium stenochlorolepis Omang
330. Hieracium stenocoloides Johanss. & Sam.
331. Hieracium stenocolum Johanss. & Sam.
332. Hieracium stenocranoides Wiinst.
333. Hieracium stenodon Elfstr.
334. Hieracium stenodontophyllum Nyár. & Zahn
335. Hieracium stenoglaucum Omang
336. Hieracium stenoglossodes Omang
337. Hieracium stenogrammum (Dahlst. ex Zahn) Dahlst. ex Johanss.
338. Hieracium stenolegnodes Omang
339. Hieracium stenolepidoides Folin
340. Hieracium stenolepiforme (Pugsley) P.D.Sell & C.West
341. Hieracium stenolomoides Johanss. & Sam.
342. Hieracium stenolomum (Dahlst. ex Zahn) Dahlst.
343. Hieracium stenolonchoides Omang
344. Hieracium stenolonchum (Dahlst. ex Zahn) Dahlst. ex Johanss.
345. Hieracium stenolope Omang
346. Hieracium stenolophum Omang
347. Hieracium stenomeces Omang
348. Hieracium stenomeroides Omang
349. Hieracium stenomerum Omang
350. Hieracium stenomischum Omang
351. Hieracium stenopholidium (Dahlst.) Dahlst. ex Omang
352. Hieracium stenophyes W.R.Linton
353. Hieracium stenopifolium Omang
354. Hieracium stenopiforme (PohIe & Zahn) Elfstr.
355. Hieracium stenopithodes Omang
356. Hieracium stenoplecum Arv.-Touv. & Huter
357. Hieracium stenopolium Omang
358. Hieracium stenopum Omang
359. Hieracium stenoschemon Omang
360. Hieracium stenoscyphum Omang
361. Hieracium stenosemum Johanss. & Sam.
362. Hieracium stenotaeniceps Notø
363. Hieracium stenothyrsum Omang
364. Hieracium stenotrichum (Dahlst. ex Zahn) Dahlst. ex Johanss.
365. Hieracium stenotropoides Omang
366. Hieracium stenotropum Omang
367. Hieracium stenozostum Omang
368. Hieracium stenstroemii Dahlst.
369. Hieracium stereophyton Omang
370. Hieracium sternbergianum Chrtek f.
371. Hieracium sterzingense Zahn
372. Hieracium stewartii (F.Hanb.) Roffey
373. Hieracium stibeophyllum Dahlst. ex Johanss. & Sam.
374. Hieracium stibergense Notø
375. Hieracium stictocentrum Dahlst. ex Notø
376. Hieracium stictophylloides Ósk.
377. Hieracium stictum P.D.Sell
378. Hieracium stilbocephalum Johanss.
379. Hieracium stipatum Stenstr. ex T.Durand & B.D.Jacks.
380. Hieracium stiptadenioides Johanss. & Sam.
381. Hieracium stiptadenium (Dahlst. ex Zahn) Dahlst.
382. Hieracium stiptoideum Omang
383. Hieracium stirovacense Degen & Zahn
384. Hieracium stoedvarense Omang
385. Hieracium stoermeri Omang
386. Hieracium storliense Norrl.
387. Hieracium strafforelloanum Zahn
388. Hieracium stramineiflorum Norrl.
389. Hieracium stranigense Gottschl.
390. Hieracium strengnense Sam. ex Johanss.
391. Hieracium streptochaetum Zahn
392. Hieracium striatisquameum Ohlsén
393. Hieracium striatulum Dahlst.
394. Hieracium strictifolium Notø
395. Hieracium strictiforme (Zahn) Roffey
396. Hieracium strictipes Hyl.
397. Hieracium strictoides Notø
398. Hieracium strimaense Folin
399. Hieracium stroemfeltii Dahlst.
400. Hieracium strumicanum Gottschl.
401. Hieracium stuebelii Hieron.
402. Hieracium stupposiforme T.Georgiev
403. Hieracium stylosum Norrl.
404. Hieracium stymnophytum Johanss. & Sam.
405. Hieracium stypodes Omang
406. Hieracium subacidotum Dahlst. ex Notø
407. Hieracium subactites Omang
408. Hieracium subacuens Johanss.
409. Hieracium subadhalsicum Notø
410. Hieracium subadsimilans Notø
411. Hieracium subaequialtum Hyl.
412. Hieracium subakkavarense Notø
413. Hieracium subalbocinctum Notø
414. Hieracium subalbovittatum Notø
415. Hieracium subalpestre Norrl.
416. Hieracium subamoeniflorum Notø
417. Hieracium subamplifolium (Zahn) Roffey
418. Hieracium subamplyodes Omang
419. Hieracium subandurense (Zahn) Mateo
420. Hieracium subanfractum (Almq. ex Zahn) Almq. ex Johanss.
421. Hieracium subangustiforme Notø
422. Hieracium subanomoglossum Notø
423. Hieracium subapicicomum Ósk.
424. Hieracium subaquilonare Üksip
425. Hieracium subaquilonium (Norrl.) Norrl.
426. Hieracium subarctophilum Schljakov
427. Hieracium subarctoum Norrl.
428. Hieracium subargenteum Notø
429. Hieracium subargentinense Zahn
430. Hieracium subasperellum (Zahn) Üksip
431. Hieracium subatronitens (Dahlst.) Dahlst.
432. Hieracium subaureum H.Lindb. ex Norrl.
433. Hieracium subaustericeps Notø
434. Hieracium subausterum (Zahn) Johanss.
435. Hieracium subbathycephalum Notø
436. Hieracium subbifurcatum Notø
437. Hieracium subbrachycephalum H.Lindb. ex Pekkarinen
438. Hieracium subbritannicum (Ley) P.D.Sell & C.West
439. Hieracium subcaesariatum (Zahn) Johanss. & Sam.
440. Hieracium subcaesiiflorum Notø
441. Hieracium subcaesiiforme (Zahn) Zahn
442. Hieracium subcaesitium Omang
443. Hieracium subcaesitoides Notø
444. Hieracium subcaesium (Fr.) Lindeb.
445. Hieracium subcanifrons Notø
446. Hieracium subcanipes Dahlst.
447. Hieracium subcapillans Omang
448. Hieracium subcapillatum (Zahn) Johanss. & Sam.
449. Hieracium subcapnotrichoides Notø
450. Hieracium subcaudatulum Dahlst.
451. Hieracium subcentrodes Notø
452. Hieracium subchlorophaeum Schljakov
453. Hieracium subchristianiense Dahlst. ex Johanss.
454. Hieracium subchrysolepis Notø
455. Hieracium subciliatum (Dahlst.) Dahlst.
456. Hieracium subcinerascens Norrl. ex Schljakov
457. Hieracium subcoactile Brenner
458. Hieracium subcoalescens Brenner
459. Hieracium subcompositum Üksip
460. Hieracium subcomulatum (Zahn) comb.ined.
461. Hieracium subconfluens Notø
462. Hieracium subcongenitum Ósk.
463. Hieracium subconistum Norrl.
464. Hieracium subconjungens Notø
465. Hieracium subconspersum (Zahn) Johanss.
466. Hieracium subconvexum Brenner
467. Hieracium subcordigerum Johanss.
468. Hieracium subcrassifolium (Zahn) Üksip
469. Hieracium subcrassiforme Dahlst.
470. Hieracium subcrassiusculum Brenner
471. Hieracium subcrinellum McCosh
472. Hieracium subcrispum (Dahlst. ex Notø) Omang
473. Hieracium subcrocatum (E.F.Linton) Roffey
474. Hieracium subcroceum Omang
475. Hieracium subcuneatum Notø
476. Hieracium subcurvatifolium Notø
477. Hieracium subcurvatoides Notø
478. Hieracium subcyaneum (W.R.Linton) Pugsley
479. Hieracium subdiaphanum Dahlst. ex Notø
480. Hieracium subdidymocephalum Notø
481. Hieracium subdiminuens Omang
482. Hieracium subdurans Notø
483. Hieracium subduriceps McCosh
484. Hieracium subdurifrons Notø
485. Hieracium subdyscimon Notø
486. Hieracium subedentatum Ohlsén
487. Hieracium subedentulum Johanss. & Sam.
488. Hieracium subelatiforme Omang
489. Hieracium subelatum Dahlst.
490. Hieracium subellipticum Elfstr.
491. Hieracium suberectum Schischk. & Steinb.
492. Hieracium suberigens Brenner
493. Hieracium subeversianum J.Vetter & Zahn
494. Hieracium subexpallidum Dahlst. ex Notø
495. Hieracium subextracticeps Notø
496. Hieracium subfarinaceum Zahn
497. Hieracium subfariniramum (Ganesch. & Zahn) Üksip
498. Hieracium subfarinosiceps Schljakov
499. Hieracium subfarreilimbatum Notø
500. Hieracium subflexicaule (Zahn) Schljakov
501. Hieracium subflexipes Brenner
502. Hieracium subflorescens Brenner
503. Hieracium subfrondiferum Notø
504. Hieracium subfuscatiforme Norrl.
505. Hieracium subfusciviride Ósk.
506. Hieracium subgalbanum (Dahlst.) Üksip
507. Hieracium subgemellum Notø
508. Hieracium subglaberrimum (Sendtn. ex Nägeli & Peter) Zahn
509. Hieracium subglandulosipes Schljakov
510. Hieracium subglaucicolor Omang
511. Hieracium subglaucovirens Zahn ex Johanss. & Sam.
512. Hieracium subglobosum P.D.Sell & C.West
513. Hieracium subglomeratulum Brenner
514. Hieracium subgouanii (Zahn) Mateo
515. Hieracium subgracilentipes (Zahn) Roffey
516. Hieracium subgracilentum Norrl.
517. Hieracium subgracilescens (Dahlst. ex Zahn) Notø
518. Hieracium subhapalotrichum Notø
519. Hieracium subhastatum Johanss. & Sam.
520. Hieracium subhedyopum Notø
521. Hieracium subhirsutissimum Üksip
522. Hieracium subhirtum (F.Hanb.) Pugsley
523. Hieracium subholophyllum Brenner
524. Hieracium subhorizontale Hyl.
525. Hieracium subhypochnoodes H.Lindb. ex Norrl.
526. Hieracium subhypochnoodes Notø
527. Hieracium subimandrae Üksip
528. Hieracium subindutoides (Notø) Notø
529. Hieracium subinflexum Omang
530. Hieracium subinforme Keld
531. Hieracium subinquilinum Ohlsén
532. Hieracium subintegratum Dahlst. & Enander ex Johanss.
533. Hieracium subintegrifolium Pugsley
534. Hieracium subintegrum (Stenstr.) Johanss. & Sam.
535. Hieracium subkarelorum Norrl. ex Pekkarinen
536. Hieracium sublacerifolium Johanss.
537. Hieracium sublacistophyllum Notø
538. Hieracium sublaeticeps Dahlst. ex Johanss.
539. Hieracium sublasiophyllum P.D.Sell
540. Hieracium sublaterale Brenner
541. Hieracium subleiophyton Notø
542. Hieracium sublesianum Omang
543. Hieracium sublineatum Elfstr.
544. Hieracium sublineolatum (Dahlst. ex Zahn) Dahlst. ex Johanss.
545. Hieracium sublissodermum Notø
546. Hieracium sublividum (Dahlst.) Johanss.
547. Hieracium subluteolum Omang
548. Hieracium submacropterum Omang ex Omang
549. Hieracium submaculigerum Schljakov
550. Hieracium submammatidens Folin
551. Hieracium submarginellum (Zahn) Üksip
552. Hieracium submedianum (Zahn) Üksip
553. Hieracium submelanolepis Schljakov
554. Hieracium submerum Notø
555. Hieracium submetaliceps (Dahlst.) Johanss.
556. Hieracium subminutidens (Zahn) Pugsley
557. Hieracium submoeanum Dahlst. ex Notø
558. Hieracium submolybdinum Notø
559. Hieracium submorulum Omang
560. Hieracium submurorum Lindeb.
561. Hieracium submutabile (Zahn) Pugsley
562. Hieracium submuticum Omang
563. Hieracium submutilatum Dahlst. ex Notø
564. Hieracium subnaevosum (Johanss. ex Dahlst.) Johanss.
565. Hieracium subnigrescens Dahlst.
566. Hieracium subnitens Zahn
567. Hieracium subnitidum Dahlst. ex T.Tyler
568. Hieracium subniviferum Schljakov
569. Hieracium subnoetoii Notø
570. Hieracium subnordlandicum Notø
571. Hieracium subobatrescens Brenner
572. Hieracium subobtextiforme Notø
573. Hieracium subobtextum Omang
574. Hieracium subochroglossum Notø
575. Hieracium suboligopodium Notø
576. Hieracium subopeatodontum Notø
577. Hieracium suborarium Norrl.
578. Hieracium subornatum Brenner
579. Hieracium suborphnotrichum Notø
580. Hieracium subortum Gus.Schneid.
581. Hieracium subovaliceps Omang
582. Hieracium subovalifrons Notø
583. Hieracium suboxyphylloides Notø
584. Hieracium subpamphilii Zahn
585. Hieracium subpardalinum T.E.Nilsson
586. Hieracium subpatagiarium Johanss. & Sam.
587. Hieracium subpatulum Zahn
588. Hieracium subpellucidum (Norrl.) Norrl.
589. Hieracium subpersimile Notø
590. Hieracium subphalarograptum Notø ex Folin
591. Hieracium subphrixocomum Notø
592. Hieracium subpiciniforme Notø
593. Hieracium subpilulatum (Johanss.) Johanss. & Sam.
594. Hieracium subpitense Omang
595. Hieracium subplacerum Sam.
596. Hieracium subplanifolium Pugsley
597. Hieracium subplumuligerum Dahlst. ex Omang
598. Hieracium subpraetenellum Notø
599. Hieracium subpraevalidum Notø
600. Hieracium subprasinifolium Pugsley
601. Hieracium subprocedens Omang
602. Hieracium subprolatescens Wiinst.
603. Hieracium subprolixiforme Palmgr.
604. Hieracium subprolixum Notø
605. Hieracium subprotractifolium Notø
606. Hieracium subpulchridens Notø
607. Hieracium subpulliceps Omang
608. Hieracium subpunctillatum (Dahlst.) Dahlst.
609. Hieracium subpunctilliferum (Zahn) Johanss.
610. Hieracium subramosum Lönnr.
611. Hieracium subrasile H.Lindb.
612. Hieracium subrepandum Omang
613. Hieracium subrigidiforme (Omang) Omang
614. Hieracium subrigidum (Almq. ex Stenstr.) Dahlst.
615. Hieracium subrivoense Folin
616. Hieracium subrosulatum Freyn & Sint.
617. Hieracium subrotundiforme Ósk.
618. Hieracium subrotundum (Dahlst.) Dahlst. ex Omang
619. Hieracium subrubicundum Dahlst.
620. Hieracium subscabrescens Johanss. & Sam.
621. Hieracium subscalenum Norrl.
622. Hieracium subscoticum P.D.Sell
623. Hieracium subsignatum Dahlst. ex Notø
624. Hieracium subsilvaticum (Almq. ex Elfstr.) Dahlst.
625. Hieracium subsinuatum Borbás
626. Hieracium subsparsidens Johanss.
627. Hieracium subspeciosum Prantl
628. Hieracium subspeireum Norrl.
629. Hieracium subspiculatiforme Notø
630. Hieracium subspurcaticeps Omang
631. Hieracium substellatum Arv.-Touv. & Gaut.
632. Hieracium substeloides Notø
633. Hieracium substemmatinum Norrl.
634. Hieracium substenolepis Notø
635. Hieracium substriatulum Dahlst. ex Notø
636. Hieracium substricticaule Dahlst.
637. Hieracium substrictipilum Schljakov
638. Hieracium substrigosum (Zahn) Roffey
639. Hieracium subsuomense Norrl. & H.Lindb.
640. Hieracium subtenelliceps Notø
641. Hieracium subtenerescens Brenner
642. Hieracium subtenue (W.R.Linton) Roffey
643. Hieracium subtenuifrons P.D.Sell & D.J.Tennant
644. Hieracium subterdentatum Johanss. & Sam.
645. Hieracium subterscissiforme Johanss.
646. Hieracium subterscissum Johanss.
647. Hieracium subtilidens Brenner
648. Hieracium subtilipilosum Folin
649. Hieracium subtilissimum Zahn
650. Hieracium subtomentosum (Burnat & Gremli) Zahn
651. Hieracium subtransiens Notø
652. Hieracium subtriangulatum Schljakov
653. Hieracium subtruncatum Beeby
654. Hieracium subtumescens Dahlst. ex Notø
655. Hieracium subtumidifolium Notø
656. Hieracium subtumidum Notø
657. Hieracium subulatidens (Dahlst.) Johanss.
658. Hieracium subulatum Folin
659. Hieracium subulicuspis Sam.
660. Hieracium subulosifrons Johanss.
661. Hieracium subumbellatiforme (Zahn) Roffey
662. Hieracium subumbelliferum Dahlst. ex Svenson
663. Hieracium subumbricola Dahlst. ex Notø
664. Hieracium subverniferum (Dahlst. & Enander ex Zahn) Dahlst. & Enander ex Johanss.
665. Hieracium subvillosiflorum Omang
666. Hieracium subviolascentiforme (Pohle & Zahn) Üksip
667. Hieracium subviridans Dahlst. ex Johanss.
668. Hieracium subvladeasae Prodan
669. Hieracium subvulgatum (Dahlst.) Johanss. & Sam.
670. Hieracium succisum Johanss.
671. Hieracium succulentifolium Folin
672. Hieracium sudermannicum Dahlst. & Malme
673. Hieracium sudeticola (Zahn) Zlatník
674. Hieracium sudeticum Sternb.
675. Hieracium sundbergii Elfstr.
676. Hieracium sunndalicum Omang
677. Hieracium supernatum Johanss.
678. Hieracium supertextum Dahlst.
679. Hieracium suppansum (Johanss.) T.E.Nilsson
680. Hieracium suppinatum Omang
681. Hieracium suppleens Norrl.
682. Hieracium suppressum Folin
683. Hieracium supravladeasae Prodan
684. Hieracium suriforme Johanss. & Sam.
685. Hieracium surrejanum F.Hanb.
686. Hieracium susendalicum Omang
687. Hieracium sutteri Soest ex Sutter
688. Hieracium suvwittrockianum Notø
689. Hieracium svegense (Dahlst. & Enander ex Zahn) Dahlst. & Enander ex Johanss.
690. Hieracium swantevitii Drenckh.
691. Hieracium sychnolobum (Dahlst. ex Zahn) Dahlst. ex Johanss.
692. Hieracium symmetricum Ohlsén
693. Hieracium symphacelodes Omang
694. Hieracium symphoreum Norrl.
695. Hieracium symphytaceum Arv.-Touv.
696. Hieracium symphytifolium Froel.
697. Hieracium symplectum Omang
698. Hieracium sympycnodes Omang
699. Hieracium syncolanthum Omang
700. Hieracium syncomistum Norrl. & H.Lindb.
701. Hieracium synoziforme Omang
702. Hieracium synozum Omang
703. Hieracium syspeirozum Omang
704. Hieracium systreptoides Omang

## T
1. Hieracium tacense Hieron.
2. Hieracium taedum T.Tyler
3. Hieracium taeniifolium Johanss.
4. Hieracium taigense Schischk. & Serg.
5. Hieracium tajanum K.Malý & Zahn
6. Hieracium talariscodes Omang
7. Hieracium talasilepis Omang
8. Hieracium talayonicum Mateo
9. Hieracium taleolare Omang
10. Hieracium tallenganum Zahn
11. Hieracium talvikense Omang
12. Hieracium tanaodeirum Johanss.
13. Hieracium tandilense Sleumer
14. Hieracium tanense Elfstr.
15. Hieracium tanfiliewii Zahn ex Schljakov
16. Hieracium tanycladum Omang
17. Hieracium tanyclonodes Omang
18. Hieracium tanyclonum Ósk.
19. Hieracium tanycolum Omang
20. Hieracium tanycyma Omang
21. Hieracium tanyeces Omang
22. Hieracium tanyglochin Johanss.
23. Hieracium tanylepis Omang
24. Hieracium tanymecolepis Omang
25. Hieracium tanyphyllum (Dahlst. ex Zahn) T.Tyler
26. Hieracium tanyphyton Omang
27. Hieracium tanypterum Omang
28. Hieracium tanyptortum Omang
29. Hieracium tanysphyrum Omang
30. Hieracium tanytrachelium Dahlst. ex Notø
31. Hieracium tanytrichum Omang
32. Hieracium tapeinocephalum Omang
33. Hieracium tapeinops Omang
34. Hieracium tarachodes Omang
35. Hieracium tarachodon Omang
36. Hieracium taraxacifrons Ósk.
37. Hieracium tardum Notø
38. Hieracium tarphyphyllum Omang
39. Hieracium tarraconense Font Quer
40. Hieracium tatewakii (Kudô) Tatew. & Kitam.
41. Hieracium taurinense Jord.
42. Hieracium tavense (W.R.Linton) Ley
43. Hieracium tazense Schljakov
44. Hieracium telaechmodes Omang
45. Hieracium teleiodon Omang
46. Hieracium telesiphyllum Omang
47. Hieracium teliforme Schljakov
48. Hieracium teligerum Norrl.
49. Hieracium teliumbellatum Schljakov
50. Hieracium temperatum Omang
51. Hieracium tenellescens Omang
52. Hieracium tenellifolium Omang
53. Hieracium tenellifrons Wiinst.
54. Hieracium tenellipes Omang
55. Hieracium tenericaule Dahlst.
56. Hieracium tenericaulescens Johanss.
57. Hieracium tenericeps (Dahlst. ex Notø) Omang
58. Hieracium teneripes Brenner
59. Hieracium tenerisetum Brenner
60. Hieracium tenerisquameum Brenner
61. Hieracium tenuiceps Omang
62. Hieracium tenuidens Folin
63. Hieracium tenuiflorum Arv.-Touv. ex C.Bicknell
64. Hieracium tenuifrons Omang. Privremeno prihvaćen naziv
65. Hieracium tenuifrons P.D.Sell & C.West
66. Hieracium tenuipilum Omang
67. Hieracium tenuiramum (Dahlst. & Svanlund) Johanss.
68. Hieracium tenuivillosum Brenner
69. Hieracium tephrellum Omang
70. Hieracium tephrelytrum Omang
71. Hieracium tephriniceps Omang
72. Hieracium tephrinoides (Dahlst. ex Zahn) Dahlst. ex Johanss.
73. Hieracium tephrinum (Dahlst. ex Zahn) Dahlst. ex Johanss.
74. Hieracium tephrodermum Zahn
75. Hieracium tephropelium Omang
76. Hieracium tephropogon Zahn
77. Hieracium tephrosoma Dalla Torre & Sarnth.
78. Hieracium teplouchovii Üksip
79. Hieracium tercianum Mateo, Egido & Gómiz
80. Hieracium terenochroum Omang
81. Hieracium terenodes Omang
82. Hieracium tericum Schljakov
83. Hieracium terraccianoi Di Grist., Gottschl. & Raimondo
84. Hieracium tersiflorum Norrl.
85. Hieracium tersum Notø
86. Hieracium tersundagense Gottschl. & Coskunç.
87. Hieracium tescorum Elfstr.
88. Hieracium tetraodon Schljakov
89. Hieracium texedense Pau
90. Hieracium thaectolepium Dahlst.
91. Hieracium thalassinum P.D.Sell
92. Hieracium thalerodon Omang
93. Hieracium thalerophyllum Omang
94. Hieracium thalliscodes Omang
95. Hieracium thapsiformoides Gus.Schneid. ex K.Malý
96. Hieracium thegaleum Johanss.
97. Hieracium thegolepis Omang
98. Hieracium theiodes Omang
99. Hieracium theodori Johanss. & Sam.
100. Hieracium thermophilum Ósk.
101. Hieracium thesauranum Gottschl.
102. Hieracium thesioides Gottschl.
103. Hieracium thessalonikense Gottschl. & Dunkel
104. Hieracium thingvellirense Ósk.
105. Hieracium thiniades Omang
106. Hieracium tholerocephalum Omang
107. Hieracium tholerotrichum Dahlst. ex Notø
108. Hieracium thomasianum Zahn
109. Hieracium thoolepis (Omang) Omang
110. Hieracium thrasyodon Omang
111. Hieracium thrombodes Omang
112. Hieracium thulense Dahlst.
113. Hieracium thyraicum Blocki
114. Hieracium thysanotum Johanss.
115. Hieracium tilingii Üksip
116. Hieracium timanense Schljakov
117. Hieracium tincticuspis Johanss.
118. Hieracium tinctinervium Folin
119. Hieracium tistamense Omang
120. Hieracium titanogenes Sudre
121. Hieracium tjaelderense Johanss.
122. Hieracium toerense Johanss.
123. Hieracium toftense Omang
124. Hieracium tolimense Cuatrec.
125. Hieracium tolmatchevii Schljakov
126. Hieracium tolpidifolium Arv.-Touv.
127. Hieracium tolstoii Fen. & Zahn
128. Hieracium tolvaense Schljakov
129. Hieracium tolypanthum Omang
130. Hieracium tomentatum Omang
131. Hieracium tomentosum (L.) L.
132. Hieracium tommasinianum K.Malý
133. Hieracium tonalense Gottschl.
134. Hieracium tonsiceps Omang
135. Hieracium tonsilingua Norrl.
136. Hieracium topicum Omang
137. Hieracium toratum Omang
138. Hieracium tornense Brenner
139. Hieracium torrebabianum Mateo & al.
140. Hieracium torrepandoi Willk.
141. Hieracium torrigliense Gottschl.
142. Hieracium tortifrons Dahlst. ex Johanss. & Sam.
143. Hieracium tortumense Gottschl. & Pils
144. Hieracium tortuosum Zlatník
145. Hieracium toscoemilianum Gottschl.
146. Hieracium tossalense Mateo
147. Hieracium tottoense McCosh
148. Hieracium toutonianum (Zahn) Zahn
149. Hieracium trachlosimum Johanss. & Sam.
150. Hieracium tractum Notø
151. Hieracium traditum Notø
152. Hieracium traillii Greene
153. Hieracium transgrediens Norrl.
154. Hieracium transibericum Mateo, L.Sáez, Egido & Gómiz
155. Hieracium transiens (Freyn) Freyn
156. Hieracium transientiforme Omang
157. Hieracium transnivense Schljakov
158. Hieracium transpeczoricum Schljakov
159. Hieracium transtrandense T.Tyler
160. Hieracium transylvanicum Heuff.
161. Hieracium tremulum Omang
162. Hieracium triadanum Zahn
163. Hieracium triangulare (Almq.) Norrl.
164. Hieracium triangularifolium P.D.Sell
165. Hieracium triangulariforme Johanss.
166. Hieracium tricantabricum Mateo & Egido
167. Hieracium trichelliceps Johanss.
168. Hieracium trichellosum Omang
169. Hieracium trichobrachium Üksip
170. Hieracium trichocauloides (Dahlst. ex Zahn) Dahlst. ex Johanss.
171. Hieracium trichocaulon (Dahlst.) Johanss.
172. Hieracium trichodontum Rusby
173. Hieracium trichodoroides Omang
174. Hieracium trichodoronicum Arv.-Touv. & Gaut.
175. Hieracium trichodorum Omang
176. Hieracium trichoglossum (Dahlst.) Dahlst. ex Omang
177. Hieracium tricholenum Omang
178. Hieracium trichomaurum Norrl.
179. Hieracium trichophidium Omang
180. Hieracium trichophyton (Elfstr.) Nordh.
181. Hieracium trichoplethes Omang
182. Hieracium trichopleum Omang
183. Hieracium trichoscepum Omang
184. Hieracium trichotulum Omang
185. Hieracium trichotum (Dahlst.) Dahlst.
186. Hieracium tricolorans (Zahn) Pugsley
187. Hieracium tridentatum Fr.
188. Hieracium trigonoides Brenner
189. Hieracium trikalense Buttler
190. Hieracium trilegionense Mateo & Egido
191. Hieracium trilophum Omang
192. Hieracium tripes Folin
193. Hieracium trischistum Nyár. & Zahn
194. Hieracium triste Willd. ex Spreng.
195. Hieracium tristiceps Dahlst. ex A.Hamberg
196. Hieracium tristicolor Ohlsén
197. Hieracium tritum Üksip
198. Hieracium trivialiforme Schljakov
199. Hieracium trochophyllum Omang
200. Hieracium troctophyllum Omang
201. Hieracium tromsdalense Notø
202. Hieracium trondense Omang
203. Hieracium trophideum Omang
204. Hieracium truncatum Lindeb.
205. Hieracium truncellum Omang
206. Hieracium trunciceps Sam.
207. Hieracium truncicuspis Omang
208. Hieracium truttae Gottschl.
209. Hieracium tuadaschense Schljakov
210. Hieracium tubaticeps Johanss.
211. Hieracium tuberculatum Freyn & Sint.
212. Hieracium tucumanicum (Zahn) Sleumer
213. Hieracium tuixentianum Mateo
214. Hieracium tuizanum Mateo, Egido & Gómiz
215. Hieracium tulomense Schljakov
216. Hieracium tumescens Norrl.
217. Hieracium tumidoides Notø
218. Hieracium tumidum Dahlst. ex Notø
219. Hieracium tunense Johanss. & Sam.
220. Hieracium tunguskanum Ganesch. & Zahn
221. Hieracium turbidum Norrl.
222. Hieracium turbinellum Zahn
223. Hieracium turbineum Norrl.
224. Hieracium turbinicephalum Wiinst.
225. Hieracium turbiniceps Dahlst.
226. Hieracium turcomanicum Gand.
227. Hieracium turkestanicum (Zahn) Üksip
228. Hieracium turliense Omang
229. Hieracium turritellum Omang
230. Hieracium tuvinicum Krasnob. & Shaulo
231. Hieracium tynnoglochin Ósk.
232. Hieracium tynnotrichum Dahlst.
233. Hieracium tyrvenutense Omang
234. Hieracium tytthopogon Hyl.

## U
1. Hieracium ubiniense Mateo, Egido & Alejandre
2. Hieracium uechtritzianum Gus.Schneid.
3. Hieracium ueksipii Schljakov
4. Hieracium ugandiense Üksip
5. Hieracium uiginskyense Pugsley
6. Hieracium uistense (Pugsley) P.D.Sell & C.West
7. Hieracium uisticola Pugsley
8. Hieracium ukierniae Wol. & Zahn
9. Hieracium ulocomum Johanss. & Sam.
10. Hieracium ulotetodes Omang
11. Hieracium ulothrix Norrl.
12. Hieracium ulotrichum (Dahlst. ex Zahn) Dahlst. ex Johanss.
13. Hieracium uluthrix Norrl.
14. Hieracium umbellascens Omang
15. Hieracium umbellaticeps (Pohle & Zahn) Üksip
16. Hieracium umbellatiforme Omang
17. Hieracium umbellatum L.
18. Hieracium umbellonigritum Szelag
19. Hieracium umbricinum Mateo & Egido
20. Hieracium umbricola T.Sael. ex Norrl.
21. Hieracium umbricoliforme Johanss.
22. Hieracium umbrolainzii Mateo & Egido
23. Hieracium umbrolympicum Gottschl. & Dunkel
24. Hieracium umbrophilum Gottschl. & S.Orsenigo
25. Hieracium umbrosoides Gottschl.
26. Hieracium umbrosum Jord.
27. Hieracium uncinatum Omang
28. Hieracium uncosum Johanss.
29. Hieracium unctiusculum (Johanss.) Johanss. & Sam.
30. Hieracium undulidens Folin
31. Hieracium unguiculascens Omang
32. Hieracium unguiculatum Hyl.
33. Hieracium unguiculiferum Omang
34. Hieracium unguiculosum Omang
35. Hieracium unguiferum Hyl.
36. Hieracium unifolium Omang
37. Hieracium uralense Elfstr.
38. Hieracium urbionicum Mateo
39. Hieracium urceolarium Omang
40. Hieracium urolepium (Dahlst. ex Zahn) Omang
41. Hieracium urrobense (de Retz) Mateo & Egido
42. Hieracium urticaceum Arv.-Touv. & Ravaud
43. Hieracium urticaefrons Dahlst.
44. Hieracium urumoffii Nejceff & Zahn
45. Hieracium urusianum Mateo, Egido & Gómiz
46. Hieracium ustedalicum Omang
47. Hieracium usticollum Johanss.
48. Hieracium ustistylum Omang
49. Hieracium ustulatum Notø

## V
1. Hieracium vadledalense Omang
2. Hieracium vaerendicum Johanss.
3. Hieracium vagae Üksip
4. Hieracium vagense (F.Hanb.) Ley
5. Hieracium vagicola P.D.Sell
6. Hieracium vagidens Omang
7. Hieracium vaginifolium Arv.-Touv.
8. Hieracium vagneri Pax
9. Hieracium vaidae Üksip
10. Hieracium valdeglandulosum Brenner
11. Hieracium valdeonense Mateo, Egido & Gómiz
12. Hieracium valdepilosum Vill.
13. Hieracium valdeplicatum Folin
14. Hieracium valdescabrum (Zahn) J.-M.Tison
15. Hieracium valentinum Pau
16. Hieracium valentius Johanss.
17. Hieracium valgescens Johanss. & Sam.
18. Hieracium valgidentatum Johanss. & Sam.
19. Hieracium validipolum Omang
20. Hieracium valirense Arv.-Touv. & Gaut.
21. Hieracium vallense Omang
22. Hieracium vallfogonense Mateo, Egido & Gómiz
23. Hieracium vallicola Omang
24. Hieracium valoddae (Zahn) Zahn
25. Hieracium vangense Omang
26. Hieracium vapenicanum (Lengyel & Zahn) Chrtek f. & Mráz
27. Hieracium varangerense (Elfstr.) Elfstr.
28. Hieracium variabile Lönnr.
29. Hieracium varianellum Notø
30. Hieracium varianifolium Johanss.
31. Hieracium varianum Johanss.
32. Hieracium varifolium P.D.Sell & C.West
33. Hieracium variiceps Brenner
34. Hieracium variicolor (Dahlst. ex Stenstr.) Dahlst.
35. Hieracium variifrons Brenner
36. Hieracium variiglandulum Folin
37. Hieracium varsugae Schljakov
38. Hieracium vasconicum Jord. ex Martrin-Donos
39. Hieracium vasculum Norrl.
40. Hieracium vassendliense Omang
41. Hieracium vastulum Johanss. & Sam.
42. Hieracium vatricosum Dahlst.
43. Hieracium vegaradanum de Retz
44. Hieracium velebiticum Degen & Zahn
45. Hieracium velenovskyanum Zlatník
46. Hieracium vellereum Scheele ex Fr.
47. Hieracium venetifolium Johanss. & Sam.
48. Hieracium venezuelanum Arv.-Touv.
49. Hieracium vennicontium Pugsley
50. Hieracium venostorum (Zahn) Gottschl.
51. Hieracium venosum L.
52. Hieracium ventanianum Mateo, Egido & Gómiz
53. Hieracium venticaesum Gottschl.
54. Hieracium venustulum Norrl.
55. Hieracium verbascifolium Vill.
56. Hieracium veresczaginii Schischk. & Serg.
57. Hieracium vermiense Gottschl. & Dunkel
58. Hieracium vermlandicum (Dahlst. ex Zahn) Dahlst. ex Johanss.
59. Hieracium verniferum Johanss.
60. Hieracium versatum Notø
61. Hieracium vervoorstii Sleumer
62. Hieracium vescum Notø
63. Hieracium vesticeps Brenner
64. Hieracium vestitum Gren. & Godr.
65. Hieracium vestmannicum (Dahlst.) Dahlst. ex Johanss.
66. Hieracium vestrogothicum T.E.Nilsson
67. Hieracium vesulanum Arv.-Touv.
68. Hieracium veterascens Dahlst.
69. Hieracium vetlandaense T.E.Nilsson
70. Hieracium vetteri Ronniger
71. Hieracium vexillatum T.Tyler
72. Hieracium viburgense Norrl.
73. Hieracium vicarium (Norrl.) Brenner
74. Hieracium victoriae T.Tyler
75. Hieracium vietulifolium (Johanss. & Sam.) T.Tyler
76. Hieracium vikense Ósk.
77. Hieracium viladrauense Mateo, Egido & Gómiz
78. Hieracium villamaniniense Mateo & Egido
79. Hieracium villanuense Mateo, Egido & Gómiz
80. Hieracium villosiusculum Omang
81. Hieracium villosum Jacq.
82. Hieracium vinaceiforme Johanss. & Sam.
83. Hieracium vinaceum Johanss. & Sam.
84. Hieracium vincifolium (Sudre) J.van Es & J.-M.Tison
85. Hieracium vindalsstoelense Omang
86. Hieracium vindobonense Wiesb. ex Dichtl.
87. Hieracium vinicaule P.D.Sell & C.West
88. Hieracium vinifolium P.D.Sell
89. Hieracium violascentiforme (Pohle & Zahn) Üksip
90. Hieracium virenticeps Norrl.
91. Hieracium virentulum Notø
92. Hieracium virgicaule Nägeli & Peter
93. Hieracium virgulticolens Omang
94. Hieracium viriatum Johanss. & Sam.
95. Hieracium viride Arv.-Touv.
96. Hieracium viridicaniceps Folin
97. Hieracium viridicantabricum Mateo & Egido
98. Hieracium viridistylum Notø
99. Hieracium viriduliceps Omang
100. Hieracium virosum Pall.
101. Hieracium vischerae Üksip
102. Hieracium viscosum Arv.-Touv.
103. Hieracium visontinum Mateo
104. Hieracium vitellicolor Elfstr.
105. Hieracium vitreicuspis Folin
106. Hieracium vittatulum Dahlst. ex A.Hamberg
107. Hieracium vittatum Dahlst. ex Omang
108. Hieracium vittulatum Omang
109. Hieracium vivantii (de Retz) de Retz
110. Hieracium viveliense Omang
111. Hieracium vladeasae Prodan
112. Hieracium vladimirovii Szelag
113. Hieracium vogarense Ósk.
114. Hieracium volaiense Gottschl.
115. Hieracium vollmannii Zahn
116. Hieracium volutiferum Johanss.
117. Hieracium vorlichense P.D.Sell
118. Hieracium vulgatifolium Norrl.
119. Hieracium vulsum (Elfstr.) Schljakov
120. Hieracium vurtopicum Zahn

## W
1. Hieracium wainioi Norrl.
2. Hieracium waldsteinii Tausch
3. Hieracium wallrothianum Bornm. & Zahn
4. Hieracium warmingii Baker
5. Hieracium weberbauerianum Zahn
6. Hieracium wendelianum Hyl.
7. Hieracium westii P.D.Sell
8. Hieracium wettsteinianum Hayek & Zahn
9. Hieracium wichurae Zahn
10. Hieracium wierzbickii Szelag
11. Hieracium wiinstedtii Keld
12. Hieracium wilczekianum Arv.-Touv.
13. Hieracium wilczekii Zahn
14. Hieracium willeanum Omang
15. Hieracium wojcickii Szelag
16. Hieracium wolczankense Üksip
17. Hieracium wolffii Zahn
18. Hieracium wolfii Johanss. & Sam.
19. Hieracium wologdense (Pohle & Zahn) Üksip
20. Hieracium worochtae Wol. ex Zahn
21. Hieracium wysokae (Wol. & Zahn) Schljakov

## X
1. Hieracium xanthicum Gottschl. & Dunkel
2. Hieracium xanthochlorum T.E.Nilsson
3. Hieracium xanthochroum Dahlst. ex Omang
4. Hieracium xanthoglaucodes Omang
5. Hieracium xanthophytum Johanss. & Sam.
6. Hieracium xanthoprasinophyes Zahn
7. Hieracium xanthostylum (Dahlst.) Dahlst. ex Johanss. & Sam.
8. Hieracium xekense Mateo & Egido
9. Hieracium xenophytum Hyl.
10. Hieracium xerampelinum Johanss. & Sam.
11. Hieracium xerophilum Norrl.
12. Hieracium xestocarenum Johanss.
13. Hieracium xiphophyllum Omang
14. Hieracium xystophorum Johanss. & Sam.

## Y
1. Hieracium yxnerumense Hyl.

## Z
1. Hieracium zajacii Szelag
2. Hieracium zelenaglavense Jasiewicz & Pawl.
3. Hieracium zelencense Schljakov
4. Hieracium zetlandicum Beeby
5. Hieracium zetterstedtii Omang
6. Hieracium zinserlingianum Üksip
7. Hieracium zinserlingii Schljakov
8. Hieracium zonulatiforme Johanss. & Sam.
9. Hieracium zonulatum Johanss. & Sam.
10. Hieracium zophothrincum Omang
11. Hieracium zygophorum Hyl.

## ×
1. Hieracium ×mrazii Szeląg